# Liste geflügelter Worte/W

## Wacht am Rhein

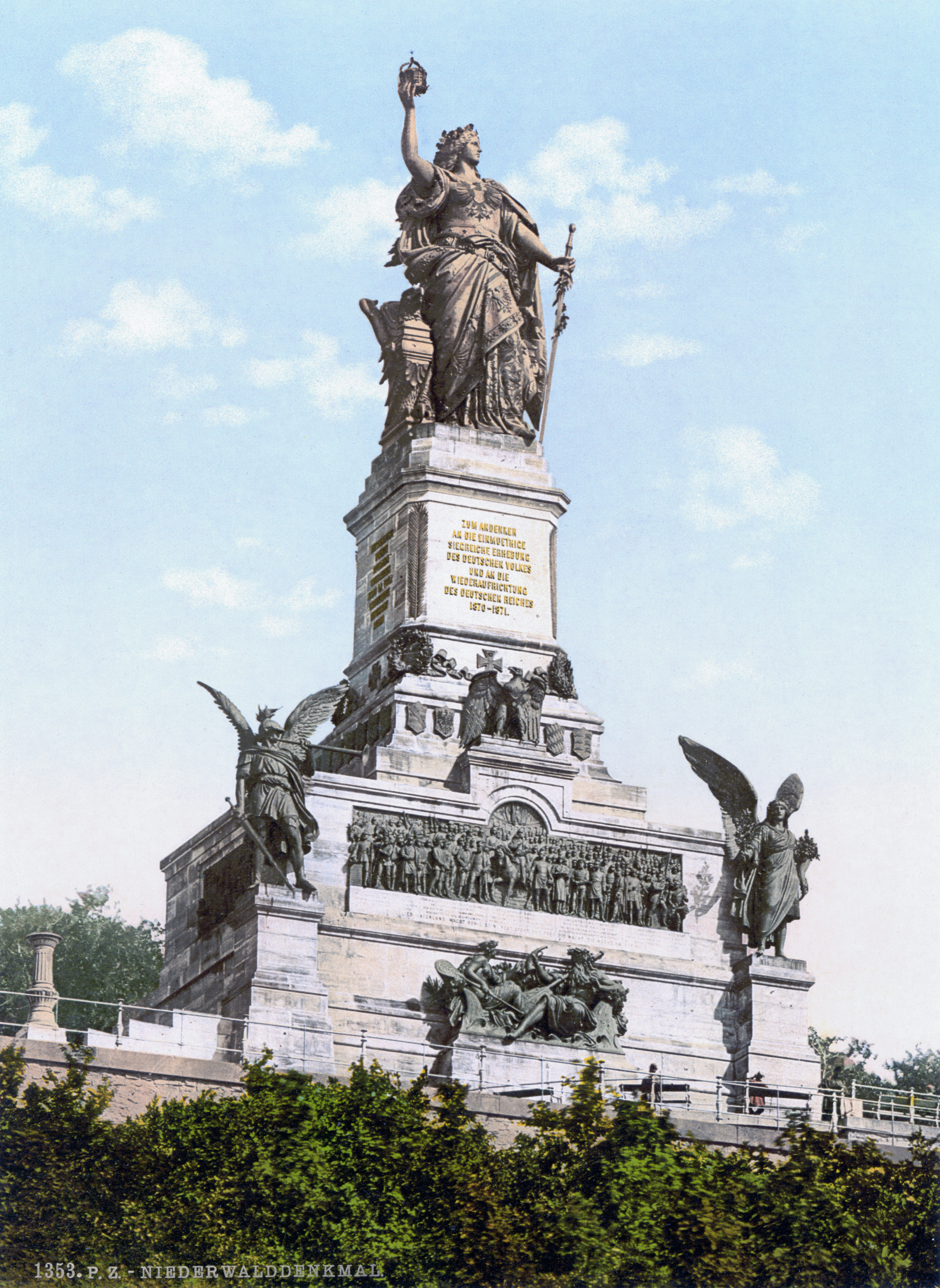
Niederwalddenkmal bei Rüdesheim

Die Wacht am Rhein ist der Titel eines 1840/41 entstandenen patriotischen Gedichts von Max Schneckenburger, der den Text im November 1840 in Bern unter dem Eindruck der Gefahr eines neuen Krieges mit Frankreich dichtete.
Der Titel des Gedichts ist auch ein Teil des Kehrreims:
„Es braust ein Ruf wie Donnerhall,
Wie Schwertgeklirr und Wogenprall:
Zum Rhein, zum Rhein, zum deutschen Rhein,
Wer will des Stromes Hüter sein?
Lieb’ Vaterland, magst ruhig sein,
Fest steht und treu die Wacht am Rhein!“
Das Gedicht erlangte in der 1854 entstandenen Vertonung von Carl Wilhelm volkstümliche Beliebtheit und erhielt durch seinen mobilisierenden Charakter besondere Aktualität im Deutsch-Französischen Krieg der Jahre 1870/71.
Zu finden ist der Text des Liedes auch auf einer großen Schrifttafel auf der Schauseite des Sockels der Germania-Monumentalstatue des Niederwalddenkmals oberhalb von Rüdesheim am Rhein.
Im Film Casablanca singen die deutschen Offiziere um Major Strasser dieses Lied in Rick’s Café Americain, werden dabei aber mehr und mehr durch die anderen Gäste übertönt, die als Antwort die Marseillaise anstimmen.

## Wacht auf, Verdammte dieser Erde!
Mit diesem kämpferischen Aufruf beginnt die deutsche Fassung der Internationale, des Kampflieds der internationalen sozialistischen Arbeiterbewegung. Der ursprüngliche Text des französischen Kommunarden Eugène Pottiers von 1871 erschien in Deutschland und anderen Nachbarländern in verschiedenen Übersetzungen. Sie wurde besonders bei Feiern zum 1. Mai gesungen und war bis 1943 Nationalhymne der Sowjetunion.
Der deutsche Text stammt von Emil Luckhardt und lautet:
Wacht auf, Verdammte dieser Erde,

die stets man noch zum Hungern zwingt!

Das Recht wie Glut im Kraterherde

nun mit Macht zum Durchbruch dringt.

Reinen Tisch macht mit dem Bedränger!

Heer der Sklaven, wache auf!

Ein Nichts zu sein, tragt es nicht länger

Alles zu werden, strömt zuhauf!

|: Völker, hört die Signale!

  Auf zum letzten Gefecht!

  Die Internationale

  erkämpft das Menschenrecht. :|

## Wagalaweia!

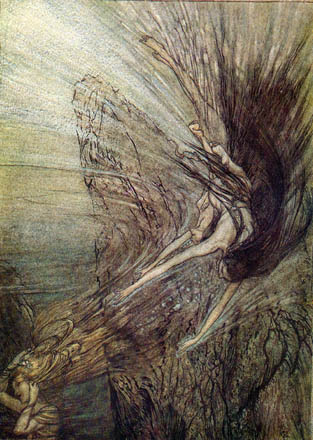
Woglinde, Wellgunde und Floßhilde spielen im Rhein

Dieses unverständliche Wort ist ein Zitat aus Richard Wagners Opernzyklus Der Ring des Nibelungen. Im Rheingold spielen die drei Rheintöchter (Woglinde, Wellgunde und Floßhilde), die Vater Rhein mit der Bewachung des Rheingolds beauftragt hat, in den Wellen:
„Um ein Riff in der Mitte der Bühne, welches mit seiner schlanken Spitze bis in die dichtere, heller dämmernde Wasserflut hinaufragt, kreist in anmutig schwimmender Bewegung eine der Rheintöchter.“
Woglinde
„Weia! Waga! Woge, du Welle,
walle zur Wiege! Wagalaweia!
Wallala, weiala weia!“

## Wandel durch Annäherung
Im Juli 1963 hielt der SPD-Politiker Egon Bahr vor der Evangelischen Akademie Tutzing einen Vortrag mit dem Titel Wandel durch Annäherung.
Bahr gilt als einer der wichtigsten Berater Willy Brandts im Hinblick auf die Ostverträge und wird bisweilen auch als Architekt der Ostverträge bezeichnet. Als Zielsetzung deutscher Außenpolitik forderte er die Aufgabe der Politik der Stärke und vertrat die Ansicht, dass Veränderungen nur langfristig, durch eine große Anzahl kleiner Schritte erreicht werden könnten.
Am Schluss seiner Tutzinger Rede sagt Bahr:
„Das ist eine Politik, die man auf die Formel bringen könnte: Wandel durch Annäherung. Ich bin fest davon überzeugt, daß wir Selbstbewußtsein genug haben können, um eine solche Politik ohne Illusionen zu verfolgen, die sich außerdem nahtlos in das westliche Konzept der Strategie des Frieden einpaßt, denn sonst müßten wir auf Wunder warten, und das ist keine Politik.“

## Wanderer, kommst du nach Sparta.

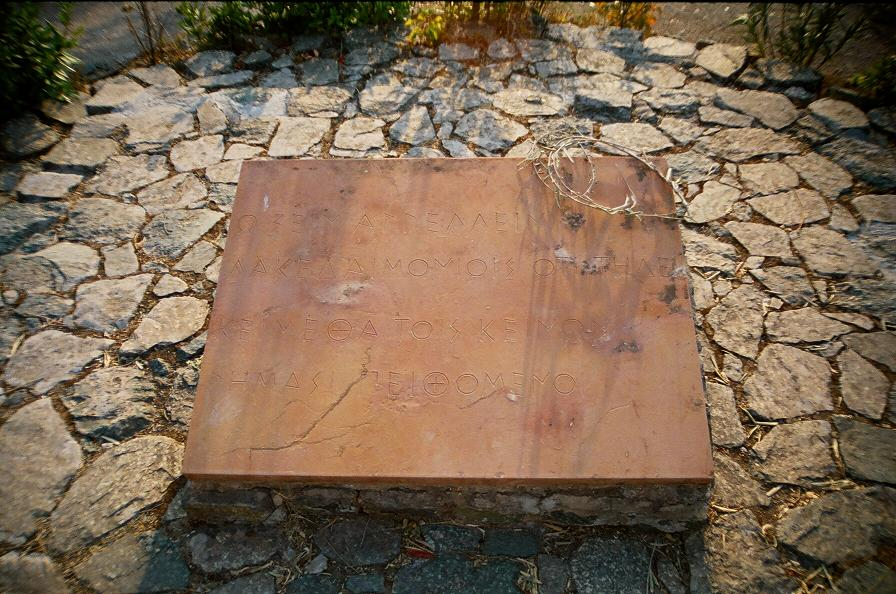
Gedenktafel bei den Thermopylen

Das so genannte „Thermopylen-Epigramm“ des Simonides von Keos soll auf dem Gedenkstein für die dreihundert Spartiaten gestanden haben, die in der Schlacht bei den Thermopylen den Kampf gegen die persische Übermacht mit ihrem Leben bezahlten:
„Ὦ ξεῖν’, ἀγγέλλειν Λακεδαιμονίοις ὅτι τῇδε / κείμεθα τοῖς κείνων ῥήμασι πειθόμενοι.“
Ō xein’, angellein Lakedaimoniois hoti tēde / keimetha tois keinōn rhēmasi peithomenoi.
„Oh Fremder, verkünde den Spartanern, dass wir hier liegen, von deren Worten überzeugt“, oder auch: „als den Gesetzen Gehorchende.“
Der römische Politiker und Redner Marcus Tullius Cicero schlägt einen pathetischen Ton an, indem er von heiligen Gesetzen des Vaterlands spricht:
„Dic, hospes, Spartae nos te hic vidisse iacentes / dum sanctis patriae legibus obsequimur.“
„Sag, Fremder, in Sparta, dass du uns hier habest liegen gesehen, den heiligen Gesetzen des Vaterlands gehorchend.“
Friedrich Schiller fand 1795 in seinem Gedicht „Der Spaziergang“ zu folgender Übersetzung:
„Wanderer, kommst du nach Sparta, verkündige dorten, du habest
Uns hier liegen gesehn, wie das Gesetz es befahl.“
Zur Rezeption im 20. Jahrhundert siehe Liste griechischer Phrasen/Omega.

## Wanderer zwischen zwei Welten
Diese Bezeichnung geht zurück auf den Titel der Novelle Der Wanderer zwischen beiden Welten des im Ersten Weltkrieg gefallenen Schriftstellers Walter Flex, der diese in Erinnerung an einen vor ihm im Krieg gefallenen Freund schrieb. Es wurde das erfolgreichste Buch eines deutschen Schriftstellers im Ersten Weltkrieg. Das im Wanderer enthaltene Gedicht Wildgänse rauschen durch die Nacht … wurde bald mehrmals vertont und zu einem der bekanntesten deutschen Gedichte überhaupt.
Mit der Wendung „Wanderer zwischen zwei Welten“ charakterisiert man einen Menschen, der versucht, in zwei verschiedenen Lebenswelten zu Hause zu sein, der vielleicht auch nicht weiß, wohin er wirklich gehört. Die idealisierte Gestalt des jungen, vom Geist des Wandervogels geprägten Theologiestudenten wurde zu einem Idealbild vieler junger Leser.

## Wann ist ein Mann ein Mann?
In dem Lied Männer, das Herbert Grönemeyer 1984 mit seinem fünften Studioalbum 4630 Bochum veröffentlichte, heißt es:
Männer haben’s schwer, nehmen’s leicht;
außen hart und innen ganz weich;
werden als Kind schon auf Mann geeicht.
Wann ist ein Mann ein Mann?
Diese Frage stellte die ehemalige Fernsehmoderatorin Eva Herman 2007 als Motto ihrem Buch Das Prinzip Arche Noah voran, das für eine neue Familienkultur plädiert.

## Wann treffen wir drei wieder zusamm’?

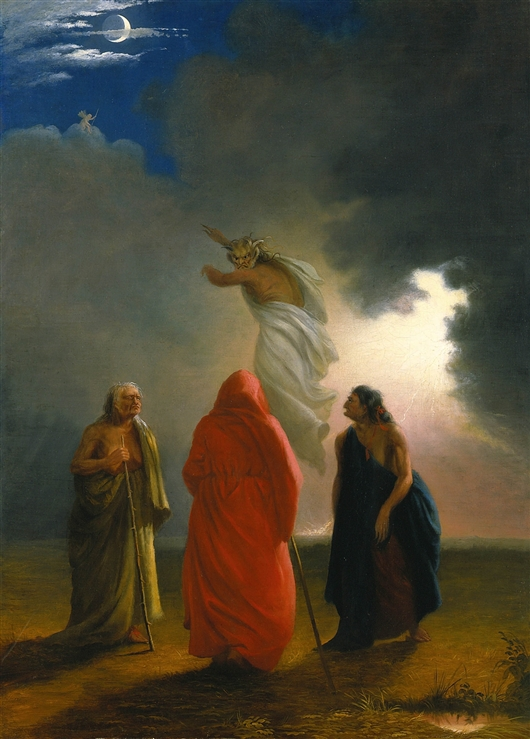
Die drei Hexen aus Macbeth

Mit dieser Zeile beginnen die erste und die letzte Strophe der Ballade Die Brück’ am Tay von Theodor Fontane, der hier den Beginn des Dramas Macbeth von William Shakespeare zitiert.
Bei Shakespeare verabreden sich drei Hexen, bei Fontane sind es Naturgewalten, die eine Zusammenkunft planen. Fontanes Gedicht beginnt mit den drei Hexen aus Shakespeares Macbeth:
„Wann treffen wir drei wieder zusamm?“
„Um die siebente Stund’, am Brückendamm.“
„Am Mittelpfeiler.“
„Ich lösche die Flamm.“
„Ich mit.“
„Ich komme vom Norden her.“
„Und ich vom Süden.“
„Und ich vom Meer.“
„Hei, das gibt einen Ringelreihn,
Und die Brücke muß in den Grund hinein.“
Es geht um den Zug, der am 28. Dezember 1879 von Burntisland nach Dundee fahren sollte. Die über drei Kilometer lange Eisenbahnbrücke über den Firth of Tay (Mündungsästuar des Flusses Tay bei Dundee, Ostschottland) stürzte 15 Monate nach der Fertigstellung während eines schweren Wintersturms ein. Der Zug versank im Tay und riss alle Zuginsassen in den Tod.

## Wäre es da nicht doch einfacher, die Regierung löste das Volk auf und wählte ein anderes?
Mit dieser rhetorischen Frage reagierte Bertolt Brecht auf die Äußerungen der DDR-Führung nach den Vorfällen am 17. Juni 1953:
„Das Volk hat das Vertrauen der Regierung verscherzt. Wäre es da nicht doch einfacher, die Regierung löste das Volk auf und wählte ein anderes?“
Als es in Berlin zu Massenprotesten der Arbeiter in der DDR kam, äußerte er noch am selben Tag in einem Brief an Walter Ulbricht Zustimmung zu den Maßnahmen der DDR-Regierung und zum Eingreifen der sowjetischen Truppen.
In der poetischen Reflexion der Ereignisse nahm er Juli/August 1953 eine deutlich distanziertere Haltung ein, die er in den Buckower Elegien im Gedicht Die Lösung artikulierte.
Das Gedicht wurde zum ersten Mal in der Tageszeitung Die Welt am 9. Dezember 1959 veröffentlicht.
„Nach dem Aufstand des 17. Juni
 Ließ der Sekretär des Schriftstellerverbands
 In der Stalinallee Flugblätter verteilen
 Auf denen zu lesen war, daß das Volk
 Das Vertrauen der Regierung verscherzt habe
 Und es nur durch verdoppelte Arbeit
 zurückerobern könne. Wäre es da
 Nicht doch einfacher, die Regierung
 Löste das Volk auf und
 Wählte ein anderes?“

## Warmer Abbruch
Einen warmen Abbruch vornehmen oder durch warmen Abbruch gewinnen bzw. warm abtragen bedeutet durch eine Brandstiftung bei seinem hoch versicherten Haus oder Geschäft eine hohe, überhöhte Versicherungssumme zu kassieren, oder ein Abrissverbot, z. B. aus Denkmalschutz-Gründen zu unterlaufen. Dieses Spitzbubenwort soll seit den 1930er Jahren bestehen. Abbruch bezeichnet im Bauwesen den Abriss oder das Abtragen von Gebäuden.
Da es heutzutage durch wesentlich bessere und vor allem feuerfeste Baumaterialien, im Gegensatz zur früher üblichen Holzbauweise, nach einem Brand meistens nicht mehr nötig ist, das ganze Gebäude komplett abzureißen, der Schaden jedoch allein durch Löschmaterialien und/oder Rauch dennoch immens ist, spricht man im Volksmund häufig nur noch von einer „Warmen Sanierung oder Brandsanierung“, wenn der Schadensfall absichtlich herbeigeführt wurde oder es zumindest offenkundig so scheint.

## Warte nur, balde
„Warte nur! Balde // Ruhest Du auch.“ ist der Schluss von Goethes berühmtem Gedicht Wandrers Nachtlied (Ein Gleiches).
Als Parodie dieses Gedichtes ist Ringelnatz’ Vierzeiler anzusehen:
Drüben im Walde

Kängt ein Guru –

Warte nur balde

Kängurst auch du.

## Warte, warte nur ein Weilchen
„Warte, warte nur ein Weilchen“ ist der Anfang eines Liedes aus der Operette Marietta von Walter Kollo (Uraufführung am 22. Dezember 1923 im Metropol-Theater, Berlin):
„Warte, warte nur ein Weilchen,
Bald kommt auch das Glück zu dir.
Mit dem ersten blauen Veilchen
Klopft es leis’ an deine Tür.“

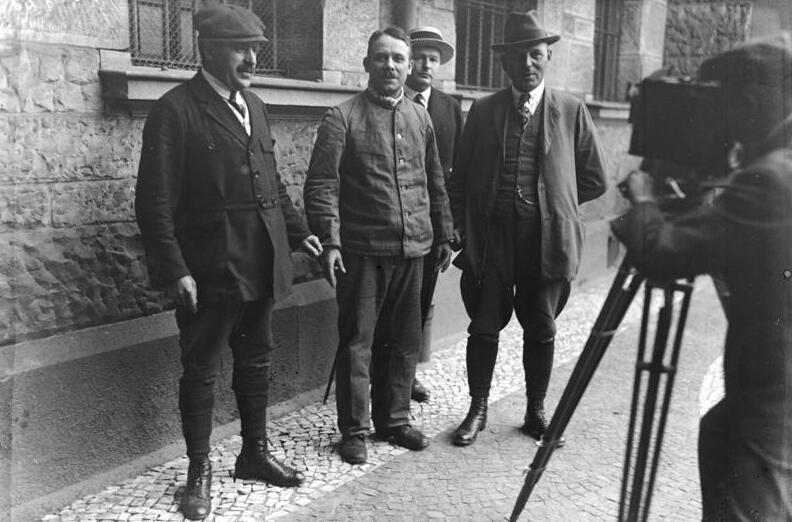
Fritz Haarmann

Daraus wurde in Hannover ein Abzählvers über den Serienmörder Fritz Haarmann, der in verschiedenen Versionen existiert. Eine davon lautet:
„Warte, warte nur ein Weilchen,
bald kommt Haarmann auch zu dir.
Mit dem kleinen Hackebeilchen
macht er Hackefleisch aus dir …“
Dieser Reim findet leicht abgewandelt auch in Fritz Langs Film M – Eine Stadt sucht einen Mörder Verwendung. Statt Haarmann heißt es hier unspezifischer der schwarze Mann.

## Warten auf Godot
Warten auf Godot (En attendant Godot) ist ein Stück des absurden Theaters von Samuel Beckett aus dem Jahr 1949. Die Hauptfiguren des Stücks verbringen ihre Zeit damit, auf einen Godot zu warten, den sie nicht kennen, von dem sie nichts Genaues wissen, nicht einmal, ob es ihn gibt. Godot selbst erscheint in der Tat nicht und das Warten auf ihn ist offensichtlich vergeblich. Dies drückt sich z. B. in dem mehrfach im Stück wiederkehrenden Dialog aus:
Estragon: „Komm, wir gehen!“
Wladimir: „Wir können nicht.“
Estragon: „Warum nicht?“
Wladimir: „Wir warten auf Godot.“
Estragon: „Ach ja.“

## Warum in die Ferne schweifen?
Die Worte „Warum in die Ferne schweifen? Sieh, das Gute liegt so nah“ sind angelehnt an die Anfangsverse von Goethes Vierzeiler Erinnerung:
„Willst du immer weiter schweifen?
Sieh, das Gute liegt so nah.
Lerne nur das Glück ergreifen,
Denn das Glück ist immer da.“
Dieses leicht umgestaltete Zitat verwendet man, um auszudrücken, dass die Heimat genau so schön sein kann wie ferne Länder, oder um auf unmittelbare Lösungsmöglichkeiten für ein Problem hinzuweisen. So wird mit diesem Zitat für Tourismus im eigenen Land geworben.
Siehe auch: Bleibe im Lande und nähre dich redlich.

## Warum rülpset und furzet ihr nicht? Hat es euch nicht geschmacket?
Mit diesen derben Worten soll der Reformator Martin Luther angeblich seine Tischgäste gefragt haben, warum sie sich so unnatürlich dezent benähmen. Doch stammt der erste Beleg aus dem 18. Jahrhundert.
Der Luther-Experte von der Universität Leipzig, Helmar Junghans, erklärt zum Hintergrund dieses vermeintlichen Luther-Zitats:
„Damit wollten offenbar manche Kreise ihren Lebensstil mit Luther-Zitaten belegen.“
Da Luther manchmal eine sehr derbe Ausdrucksweise pflegte, war es leicht, ihm dieses Zitat unterzuschieben. So heißt auch ein Buch mit Anekdoten über Luther von Mario Süßenguth Aus einem traurigen Arsch fährt nie ein fröhlicher Furz.

## Was bin ich wieder für ein Schelm!
Diese Worte (auch: „Ach, was bin ich wieder für ein Schelm!“ oder „Ich bin heute aber auch wieder ein Schelm!“) waren die klassischen Worte des deutschen Komikers Heinz Erhardt, die er oft nach seinen verschraubten Wortspielen oder skurrilen Versen sagte.
Dieser Satz wird fest mit ihm in Verbindung gebracht. So lautete ein Nachruf am 20. Februar 2008: „Ein Schelm hat Geburtstag“. Erhardt wird als Schelm der Nation bezeichnet und trug mit treuherzigem Gesicht seine Gedichte vor. Zu diesem Image trug sein gemütliches Äußeres und der kindliche Blick hinter seiner dicken Hornbrille bei.

## Was da kreucht und fleucht
Verbreitete, jedoch inkorrekte Analogie-Schreibweise von #Was da kreucht und fleugt.

## Was da kreucht und fleugt
Der dritte Aufzug von Friedrich Schillers Drama Wilhelm Tell beginnt mit dem Gesang des Knaben Walter Mit dem Pfeil, dem Bogen, dessen letzte Strophe folgendermaßen lautet:
„Ihm gehört das Weite,
 Was sein Pfeil erreicht;
Das ist seine Beute,
Was da kreucht und fleugt.“

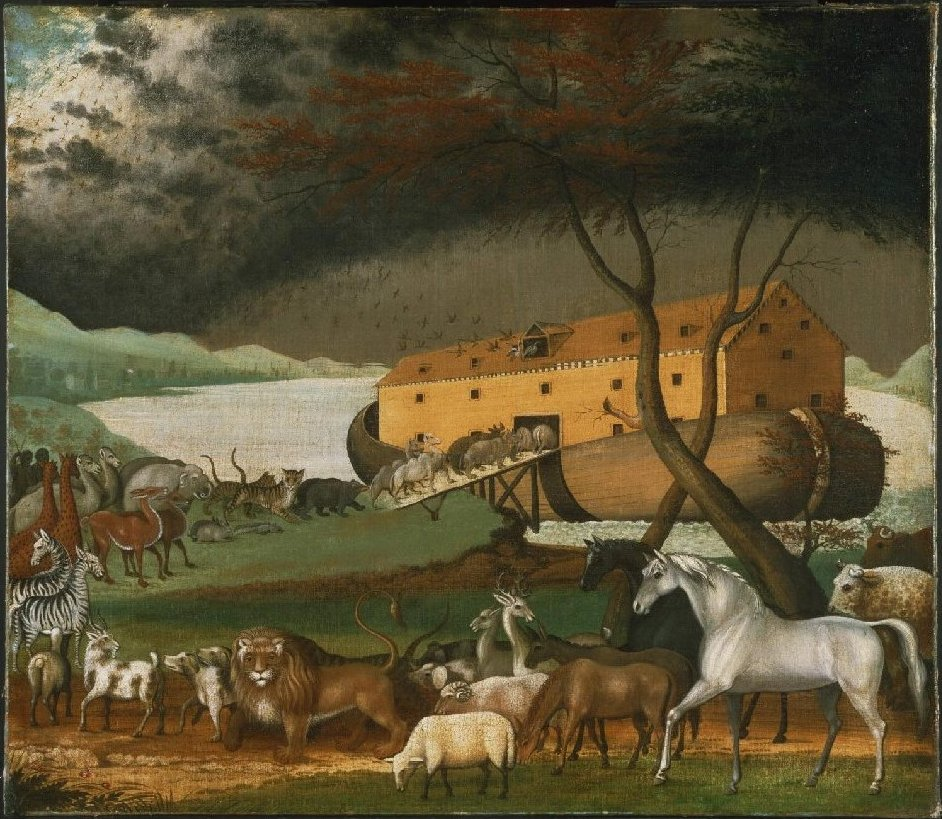
Arche Noah

Gewürm, das kriecht, und Vögel, die fliegen, finden sich schon im 1. Buch Mose unter den Tieren, die Noah in die Arche aufnimmt:
„13Eben am selben Tage ging Noah in den Kasten mit Sem, Ham und Japheth, seinen Söhnen, und mit seinem Weibe und seiner Söhne drei Weibern, 14dazu allerlei Getier nach seiner Art, allerlei Vieh nach seiner Art, allerlei Gewürm, das auf Erden kriecht, nach seiner Art und allerlei Vögel nach ihrer Art, alles was fliegen konnte, alles, was Fittiche hatte; 15das ging alles zu Noah in den Kasten paarweise, von allem Fleisch, darin ein lebendiger Geist war.“
Der Ausdruck soll meist als pars pro toto alle Tiere bezeichnen. Die weit verbreitete Schreibung mit „ch“ ist nicht nur sprachlich, sondern auch historisch falsch; Schiller schreibt noch richtig „fleugt“.

## Was damals Recht war, kann heute nicht Unrecht sein.

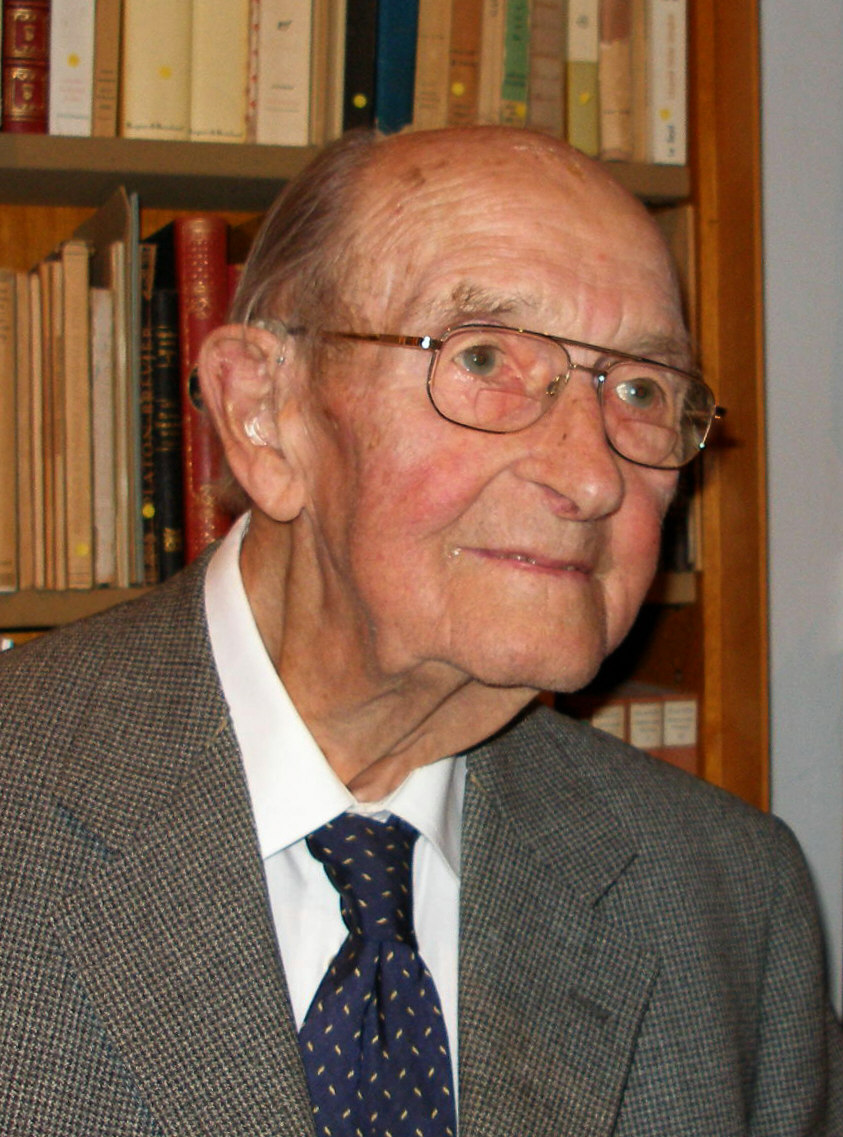
Hans Filbinger, 2006

Mit diesem Satz äußerte sich der ehemalige Ministerpräsident Baden-Württembergs, Hans Filbinger, zu Todesurteilen, an denen er als Kriegsmarinerichter während der NS-Zeit beteiligt war.
Der Dramatiker Rolf Hochhuth veröffentlichte in der ZEIT vom 17. Februar 1978 einen Vorabdruck seines Romans Eine Liebe in Deutschland. In der Schlusspassage bezeichnete er Filbinger als „Hitlers Marinerichter, der sogar noch in britischer Gefangenschaft nach Hitlers Tod einen deutschen Matrosen mit Nazi-Gesetzen verfolgt hat“.
Als 1978 bekannt wurde, dass Filbinger 1945 als Ankläger und Richter bei der Kriegsmarine Todesurteile gegen Deserteure beantragt und gefällt hatte, leugnete er zunächst, verlor jedoch zunehmend öffentlichen Rückhalt und trat schließlich als Ministerpräsident, später auch von seinen Parteiämtern zurück.
Filbinger war an mindestens 234 Marinestrafverfahren beteiligt. In 169 Fällen war er Vorsitzender Richter oder Untersuchungsführer und damit für das Urteil bzw. die Strafverfügung direkt verantwortlich. In 63 Verfahren trat er als Ankläger auf. In sechs Fällen wurde die Todesstrafe verhandelt. In drei davon vertrat Filbinger die Anklage, in zwei Fällen fällte er als Vorsitzender Richter Todesurteile. Auf einen Fall nahm er von außen Einfluss.

## Was du ererbt von deinen Vätern, erwirb es, um es zu besitzen.
In seinem Monolog, der mit dem Entschluss zum Suizid endet, spricht Faust in Goethes Faust I angesichts des vom Vater hinterlassenen „alt Geräte, das ich nicht gebraucht“, diese berühmten Worte:
Was du ererbt von deinen Vätern hast,

erwirb es, um es zu besitzen.

Was man nicht nützt, ist eine schwere Last;

Nur was der Augenblick erschafft, das kann er nützen.
Die unmittelbar folgende Zeile bringt die Weiterführung des Gedankens, dass das Ungenutzte zum überflüssigen Ballast werden kann:
Was man nicht nützt, ist eine schwere Last.

## Was du nicht willst, das man dir tu’, das füg’ auch keinem anderen zu.
siehe: Goldene Regel

## Was erlauben Strunz?
Der italienische Fußballtrainer Giovanni Trapattoni sagte in einer Pressekonferenz am 10. März 1998 über den Spieler Thomas Strunz:
„Struuunz! Strunz ist zwei Jahre hier, hat gespielt zehn Spiele, ist immer verletzt. Was erlauben Strunz? Letzte Jahre Meister geworden mit Hamann eh… Nerlinger. Diese Spieler waren Spieler und waren Meister geworden. Ist immer verletzt! Hat gespielt 25 Spiele in diese Mannschaft, in diesem Verein! Muss respektieren die andere Kollegen!“ 
Weiter schimpfte Trapattoni:
„Ich habe immer die Schulde über diese Spieler. Einer ist Mario, einer ist, ein anderer Mehmet! Strunz ich spreche nicht an, gespielt nur hat 25 Prozent des Spiel!“ 
Trapattoni schloss dann mit den berühmten Worten:
„Ich habe fertig!“
Er hat dabei offensichtlich das italienische „ho terminato“ (eigentlich: „ich habe beendet“) übersetzt, ohne zu berücksichtigen, dass man im Deutschen „fertig ist“ und nicht „fertig hat“. In der Schweiz ist die vergleichbare Formulierung „Ich habe geschlossen“ zur Beendigung einer förmlichen Rede hingegen durchaus verbreitet.
Der Torhüter Oliver Kahn sagte rückblickend über diese Brandrede:
„Der legendäre Satz: Was erlauben Strunz, glaub ich. Das bleibt wahrscheinlich ewig hängen.“ 
Der Sprachforscher Ludger Hoffmann analysierte diese Rede und kam zu folgenden Ergebnissen:
„Zwischen der schonungslosen Diagnose am Anfang (‚meine Spieler schwach wie eine Flasche leer‘) und der knappen Schlussformel (‚Ich habe fertig‘) steht ein einziger langgezogener Schmerzlaut: ‚Struuuuunz!‘ Seither ist der ‚Ausdruck Strunz zum Inbegriff des Inakzeptablen schlechthin geworden.‘ “ 
Weiter wird festgestellt:
„Dass der Italiener Trapattoni sich in der gedehnten und exklamativen Intonation des mehrfach wiederholten Wortes Strunz geradezu ergeht, verrät eine gewisse Neigung zur Koprolalie (= Fäkalsprache). Denn ‚stronzo‘ heißt auf Italienisch ‚Stück Scheiße‘, ‚Arschloch‘; auch im Deutschen sagt man ‚strunzen‘ für ‚pissen‘.“ 
Auf dieses Zitat zurückzuführen ist der Titel des TV-Magazins Was erlauben Strunz!? mit dem Fernsehjournalisten Claus Strunz, der mit Thomas Strunz nicht verwandt ist.
Dieser Ausspruch hat es mittlerweile zum geflügelten Wort geschafft; der Redakteur Reinhard Müller von der FAZ schreibt in seinem Kommentar „Urteil zur Bundesnotbremse: Rückendeckung für die Politik – und für die Freiheit“ vom 30. November 2021:
„Was erlauben Karlsruhe?“

## Was hat man dir, du armes Kind, getan?
Dieser Vers stammt aus dem Gedicht Kennst du das Land, mit dem in Goethes Roman Wilhelm Meisters Lehrjahre die rätselhafte Mignon ihre Sehnsucht nach ihrer verlorenen italienischen Heimat zum Ausdruck bringt. In der zweiten Strophe geht es um einen Palast, in den sie sich zurücksehnt:
„Kennst du das Haus? auf Säulen ruht sein Dach,
Es glänzt der Saal, es schimmert das Gemach,
Und Marmorbilder stehn und sehn mich an:
Was hat man dir, du armes Kind, getan?“

## Was hülfe es dem Menschen, so er die ganze Welt gewönne …
„Was hülfe es dem Menschen, so er die ganze Welt gewönne und nähme Schaden an seiner Seele?“
So übersetzte Martin Luther den ersten Teil von Vers Matth. 16, 26. In der Einheitsübersetzung lautet der Satz schlichter:
„Was nützt es einem Menschen, wenn er die ganze Welt gewinnt, dabei aber sein Leben einbüßt?“
Den Satz sagt der des Hochverrats angeklagte Sir Thomas More in seinem Prozess zu einem lügenden Belastungszeugen im Film A Man for All Seasons:
„It profits a man nothing to give his soul for the whole world … but for Wales, Richard?“

## Was ist das, was in uns lügt, mordet, stiehlt?
Diese anklagende Frage findet sich in einem 1834 geschriebenen Brief des Dichters Georg Büchner an seine Braut. Seine Klage gilt der Unfreiheit des Menschen und seiner Unvollkommenheit:
„Ich finde in der Menschennatur eine entsetzliche Gleichheit, in den menschlichen Verhältnissen eine unabwendbare Gewalt, Allen und Keinem verliehen. Der Einzelne nur Schaum auf der Welle, die Größe ein bloßer Zufall, die Herrschaft des Genies ein Puppenspiel, ein lächerliches Ringen gegen ein ehernes Gesetz, es zu erkennen das Höchste, es zu beherrschen unmöglich. Es fällt mir nicht mehr ein, vor den Paradegäulen und Eckstehern der Geschichte mich zu bücken. Ich gewöhnte mein Auge ans Blut. Aber ich bin kein Guillotinenmesser. Das muß ist eins von den Verdammungsworten, womit der Mensch getauft worden. Der Ausspruch: es muß ja Ärgernis kommen, aber wehe dem, durch den es kommt – ist schauderhaft! Was ist das, was in uns lügt, mordet, stiehlt? Ich mag dem Gedanken nicht weiter nachgehen.“
In seinem Drama Dantons Tod legt Büchner dem französischen Revolutionär Georges Danton ähnliche Worte in den Mund:
„Wer will der Hand fluchen, auf die der Fluch des Muss gefallen? Wer hat das Muss gesprochen, wer? Was ist das, was in uns lügt, hurt, stiehlt und mordet?“

## Was ist der Mensch? Halb Tier, halb Engel.
Mit diesem Vers beginnt das Gedicht Menschenbestimmung von Joachim Lorenz Evers. Der Schweizer Arzt und Dichter Albrecht von Haller hatte den gleichen Gedanken schon in seinem Gedicht Gedanken über Vernunft, Aberglauben und Unglauben ausgesprochen, in dem es heißt:
„Unselig Mittelding von Engeln und von Vieh!
Du prahlst mit der Vernunft, und du gebrauchst sie nie.
Was helfen dir zuletzt der Weisheit hohe Lehren,
Zu schwach, sie zu verstehn,
zu stolz, sie zu entbehren?“

## Was ist ein Einbruch in eine Bank gegen die Gründung einer Bank?
Diese Frage lässt der marxistische Dichter Bertolt Brecht in seiner Dreigroschenoper im dritten Akt, 3. Szene (Todeszelle) stellen. Sie lautet vollständig:
„Was ist ein Dietrich gegen eine Aktie? Was ist ein Einbruch in eine Bank gegen die Gründung einer Bank? Was ist die Ermordung eines Mannes gegen die Anstellung eines Mannes?“

## Was kraucht da in dem Busch herum?
Dies ist der Anfang des so genannten Kutschkelieds aus der Zeit der Befreiungskriege gegen Napoleon Bonaparte, das ein Füsilier Kutschke gedichtet haben soll. Es beginnt mit folgenden Versen:
„Was kraucht da in dem Busch herum,
Ich glaub’ es ist Napoleum.“
Im Lied der Lippischen Schützen heißt es:
„Wer schleicht denn da im Busch herum?
Das ist doch wohl nicht der Napoleum?“
Zu Beginn des Ersten Weltkriegs wurde das Lied auf den damaligen französischen Präsidenten Raymond Poincaré umgedichtet:
„Was kraucht da im Busch o weh?
Ich glaub’ das ist Poincaré.“
Aufgegriffen wurde der Vers auch von Eugen Roth in dem Epos Die Frau in der Weltgeschichte. Kapitel 2: Die Antike (1936), um die Überraschung der Göttin Diana angesichts des plötzlichen Erscheinens von Aktaion zum Ausdruck zu bringen:
„Die Göttin dreht sich barsch herum
Was kraucht denn dort im Busch herum?“

## Was macht der Maier am Himalaya?
Mit diesen Worten beginnt der Refrain eines Unsinn-Schlagers von Fritz Rotter über Professor Friedrich Wilhelm Maier und seine Expedition in den Himalaya, von der er wider Erwarten mit einem „Weib mit enormen / Körperformen“ zurückkehrt.
„Was macht der Maier am Himalaya
Was macht der Maier
Der kleine Maier auf dem großen Himalaya
Rauf ja da kunnt er
Doch wie kommt er runter
Ich hab so Angst um den Maier
Es gibt nen Rutsch und er ist futsch“
Das Lied war charakteristisch für den deutschen Schlager der Weimarer Republik.

## Was mich nicht umbringt, macht mich stärker.
Dieses Zitat von Friedrich Nietzsche findet sich in seiner Götzen-Dämmerung, einer Schrift mit dem Untertitel Wie man mit dem Hammer philosophirt. Dieses Diktum steht in einer Aneinanderreihung von Aphorismen unter dem Motto Aus der Kriegsschule des Lebens und wird immer wieder in aussichtslosen Situationen gebraucht. So heißt es in einem Feldpostbrief aus dem Jahr 1916:
„Manches habe ich hier draußen ausgehalten, und ich werde noch mehr aushalten. Ich glaube, von mir kann ich wirklich sagen: „Was mich nicht umbringt, macht mich stärker.“ Ohne eine Miene zu verziehen habe ich gestern meinen guten Freund Boye zu Grabe getragen und manch andern braven Jäger; wir haben die Verluste nicht etwa in immer wieder anregendem, aufregendem, offenem Gefechte, sondern ausschließlich im stundenlangen, zerrüttenden und erschöpfenden Artilleriefeuer erlitten; ich habe gelernt, auch die unangenehmste Situation hinter mich zu werfen.“

## Was sind das für Zeiten, wo ein Gespräch über Bäume fast ein Verbrechen ist?
Dieses Zitat stammt aus dem Gedicht An die Nachgeborenen von Bertolt Brecht und bezieht sich auf die Verbrechen im Dritten Reich:
„Was sind das für Zeiten, wo
Ein Gespräch über Bäume fast ein Verbrechen ist
Weil es ein Schweigen über so viele Untaten einschließt!“
Der Exildichter Brecht wendet sich damit gegen Schriftsteller, die die Untaten des Nationalsozialismus verschwiegen, indem sie zum Beispiel der Naturlyrik verhaftet blieben.
Der österreichische Lyriker Erich Fried bezieht sich in seinem Gedicht Gespräch über Bäume auf die Entlaubungsmittel, die im Vietnamkrieg von der US-Armee eingesetzt wurden:
„In Vietnam sind die Bäume entlaubt“
Der Lyriker Walter Helmut Fritz kehrte im Rahmen der Diskussion über vermeintlich zunehmende Umweltzerstörung das Brecht-Zitat um, indem er schreibt:
„Inzwischen ist es fast
zu einem Verbrechen geworden,
nicht über Bäume zu sprechen…“

## Was tun?
In Friedrich Schillers Gedicht Die Teilung der Erde (1795) heißt es zum Poeten, der bei der Aufteilung der Erde nicht dabei war und deshalb leer ausgegangen ist:
„Was tun?“ spricht Zeus, „die Welt ist weggegeben,
Der Herbst, die Jagd, der Markt ist nicht mehr mein.
Willst du in meinem Himmel mit mir leben –
So oft du kommst, er soll dir offen sein.“
Was tun? sprach Zeus wird als scherzhafter Ausdruck der Ratlosigkeit gebraucht.
Was tun ist auch der Titel eines 1863 erschienenen Romans des russischen Schriftstellers N. G. Tschernyschewski, von diesem Roman übernahm Lenin den Titel für seine programmatische Schrift Was tun? (russisch: Что делать? Tschto djelatj?) aus dem Jahr 1902. Darin äußert er seine Ansicht, dass das Proletariat unfähig zum Klassenkampf sei. Den Sozialismus habe ja die bürgerliche Intelligenz erfunden. Folglich müsse die Intelligenz als eine Truppe von Berufsrevolutionären die Arbeiterklasse zum Sieg führen. Das Proletariat selbst verfolge lediglich so genannte „Brot- und Butterziele“.

## Was will das Weib?
Ernest Jones schreibt in seinem dreibändigen Werk Sigmund Freud: Life and Work (1955), Freud habe einmal zu Marie Bonaparte gesagt:
The great question that has never been answered, and which I have not yet been able to answer, despite my thirty years of research into the feminine soul, is „What does a woman want?“ (Was will das Weib?)
Die deutsche Version von Jones’ Buch Das Leben und Werk von Sigmund Freud in der Übersetzung von Gertrud Meili-Dworetzki unter Mitwirkung von Katherine Jones gibt das folgendermaßen wieder:
Die große Frage, die nie beantwortet worden ist und die ich trotz dreißig Jahre langem Forschen in der weiblichen Seele nicht habe beantworten können, ist die: ‚Was will das Weib?‘

## Was wollen wir trinken?
Die Worte „Was wollen wir trinken sieben Tage lang“ bilden den Anfang des Liedes Sieben Tage lang. Die niederländische Band Bots hatte 1976 den Titel Zeven dagen lang produziert. Der deutsche Liedermacher und Politiker Diether Dehm übersetzte das Lied ins Deutsche, und die Bots vertonten es 1980 nochmals mit dem deutschen Text. Er beginnt mit den folgenden Versen:
„Was wollen wir trinken, sieben Tage lang,
was wollen wir trinken, so ein Durst.“
In der zweiten Strophe heißt es:
„Dann wollen wir schaffen, sieben Tage lang,
dann wollen wir schaffen, komm fass an.“
In der dritten Strophe schließlich steht:
„Jetzt müssen wir streiten, keiner weiß wie lang,
ja, für ein Leben ohne Zwang.“
Die Melodie des Lieds beruht auf dem bretonischen Trinklied Son ar chistr (Lied vom Cidre), das 1970 durch eine Aufnahme des Harfenisten Alan Stivell international popularisiert wurde und später in einer Technofassung von Scooter rhythmisiert wurde.
Andere Quellen listen als Erstaufnahme
Jean Bernard / Jean-Marie Prima (1929)
auf, sowie folgende 17 Coverversionen:
Alan Stivell – Son ar Chistr (1970)
Bots – Zeven dagen lang (1976)
DJ’s Sam en Moos – Wat zullen we drinken 7 dagen lang (1976)
Angelo Branduardi – Gulliver (1977)
Bots – Sieben Tage lang (1980)
Comix – Was wollen wir trinken – sieben Tage lang (1991)
Knorz – Also Freunde (1993)
Oktoberklub – Was wollen wir trinken (1995)
Tyske Ludder – Sieben Tage lang (1996)
Revels – Son ar Chistr (1998)
Molwert – Sieben Tage lang (1998)
Scooter – How Much Is the Fish? (1998)
Rapalje – Wat zullen we drinken (1998)
Blackmore’s Night – All For One (2003)
City – Sieben Tage lang (2004)
Adorned Brood – 7 Tage lang (2006)
Mickie Krause – Jan Pillemann Otze (2008)
K.I.Z – Was kostet der Fisch? (2008)
Scapegoat – 7 Tage (????)
Basslovers United – Drunken (2012)

## Wasch mir den Pelz und mach ihn nitnass!
auch: Wasch mir den Pelz und mach mich nicht nass! und ähnliche Varianten.
Diese Redensart besagt, dass jemand einen Vorteil genießen möchte, ohne dafür irgendeinen Nachteil in Kauf nehmen zu wollen.
Hugo von Hofmannsthal zitiert diese Redewendung im Jedermann in der Szene des Teufels.
Diese Äußerung soll nach Johannes Mathesius (Lutherhistorien, 1566) Herzog Georg von Sachsen gegenüber Erasmus von Rotterdam getan haben, als dieser „eine zweifelhafte und verdrehte Antwort gab“.

## Wat kümmert mich ming Jeschwätz von jestern?
„Wat kümmert mich ming Jeschwätz von jestern?“ ist die kölsch gefärbte Version des Ausspruchs: „Was kümmert mich mein Geschwätz von gestern“. Er wird heute meist dem – von 1949 bis 1963 – ersten Bundeskanzler der Bundesrepublik Deutschland Konrad Adenauer zugeschrieben, um ihn als Realpolitiker zu kennzeichnen, der schnell und flexibel auf veränderte Umstände reagiert. In diesem Sinne wird gern die Ergänzung beigefügt: „Es kann mich doch niemand daran hindern, jeden Tag klüger zu werden“.
Während Letzteres durch Paul Weymars „autorisierte Biographie“ Adenauers aus dem Jahr 1955 belegt ist, konnte „mein Geschwätz von gestern“ bisher noch nicht als Ausspruch Adenauers nachgewiesen werden, obwohl man es schon in einer Habilitationsschrift von 1967/68 als „Adenauer-Zitat“ bezeichnet findet.
„Was geb ich auf mein Geschwätz von gestern“ zitiert Dolf Sternberger in seinen 1941–1946 entstandenen und 1950 unter dem Titel Figuren der Fabel gesammelt veröffentlichten Essays als Frankfurter Sprichwort. „Was gebe ich auf mein dummes Geschwätz von gestern!“ wird seit mindestens 1917 dem preußischen Kulturpolitiker Friedrich Althoff (1839–1908) zugeschrieben.

## We are not amused!

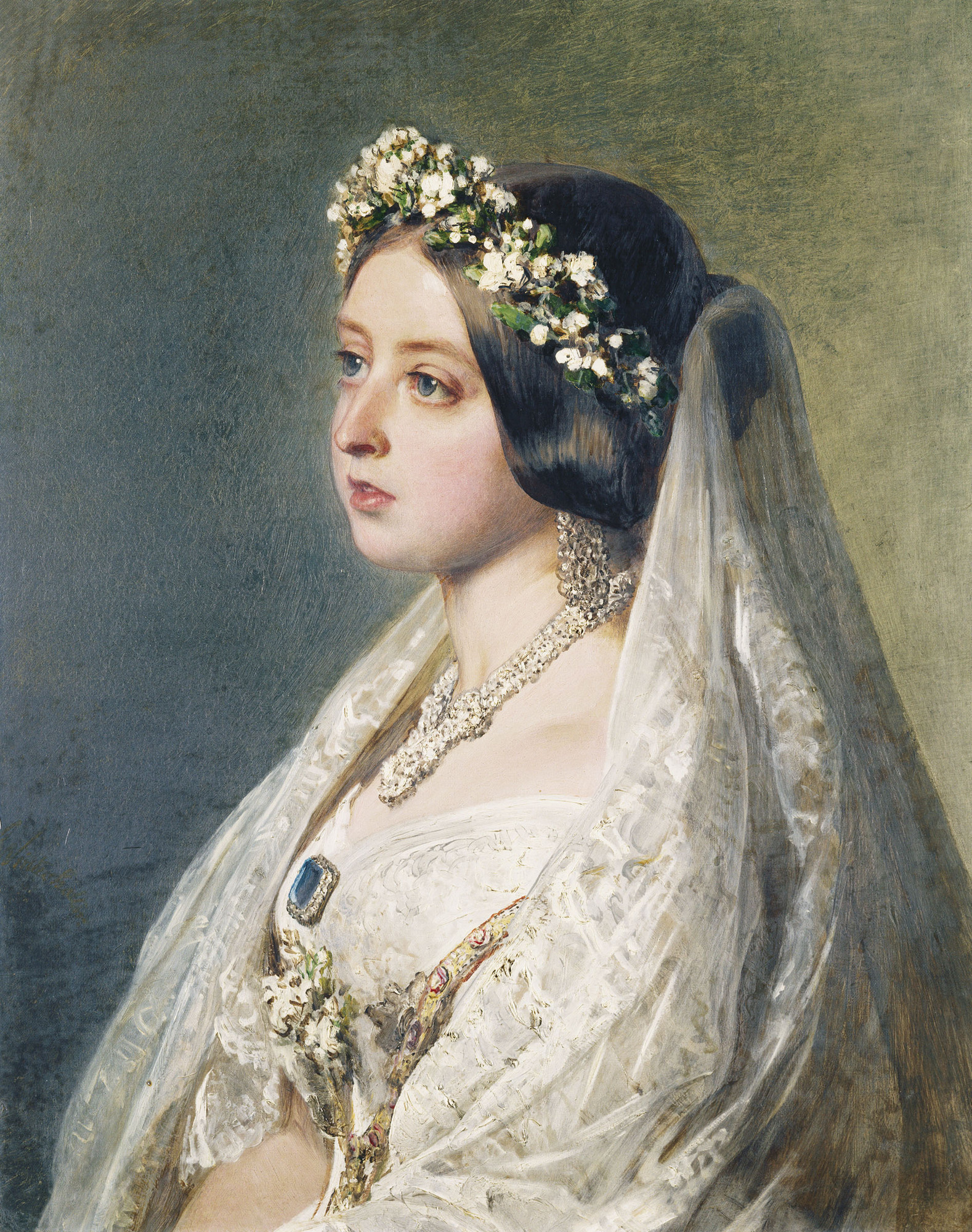
We are not amused!

Dieser englische Satz (anhörenⓘ), zu Deutsch Wir finden das nicht lustig!, wird der britischen Königin Victoria zugeschrieben. Sie soll ihn angeblich geäußert haben, als sie ihren Kammerdiener Alexander Grantham Yorke dabei ertappte, wie er sie parodierte, oder als sie ihn aufforderte, einen Witz laut zu wiederholen, den er einem deutschen Gast erzählt hatte (… ein junger Mann von Nantucket …). Sie fand den Witz dann aber überhaupt nicht lustig. We (wir) stand in diesem Fall nicht für den Pluralis Majestatis, sondern bezog die Hofdamen mit ein.
Nach anderen Quellen äußerte Victoria damit ihre Missbilligung, als jemand bei Tisch eine anstößige Geschichte erzählte.
Entgegen der direkten Übersetzung wird dieser Ausdruck zumeist verwendet, um ein sehr starkes Missfallen bis hin zu Wut auszudrücken.
In einem Sketch des Monty Python’s Flying Circus sagt Queen Victoria diesen Satz mit deutschem Akzent.
Der englische Ausspruch wird meist in seiner Originalversion zitiert, wenn auch oft in Abwandlungen:
- „The Queen was/is not amused“
- „Löw ‚not amused‘ über Ballacks Entschuldigung.“
- „The Kaiser is not amused!“

## We Are the Champions.

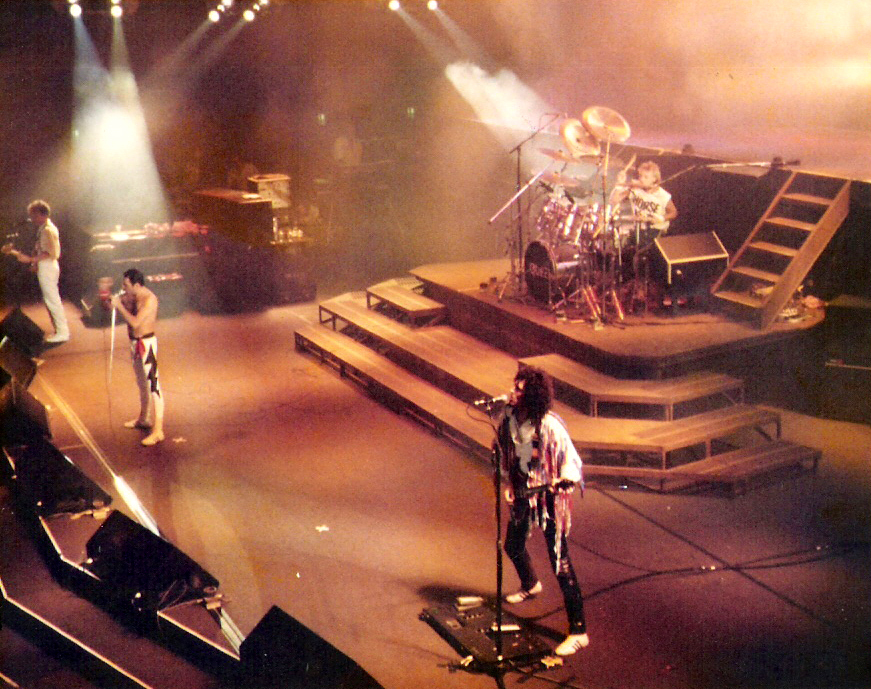
Queen live, 1984

We Are the Champions (Wir sind die Champions) ist einer der bekanntesten Songs der britischen Rockband Queen. Er stammt aus dem Album News of the World, das im Oktober 1977 erschien. Der Refrain wird heute vor allem bei Sportveranstaltungen von den Anhängern siegreicher Mannschaften gesungen:
„We are the champions – my friends
And we’ll keep on fighting – till the end –
We are the champions –
We are the champions
No time for losers
cause we are the champions – of the world –“
„Wir sind die Champions – meine Freunde
Und wir werden weiterkämpfen – bis zum Ende –
Wir sind die Champions –
 Wir sind die Champions –
Keine Zeit für Verlierer
Denn wir sind wir die Champions – der Welt“

## We Shall Overcome.

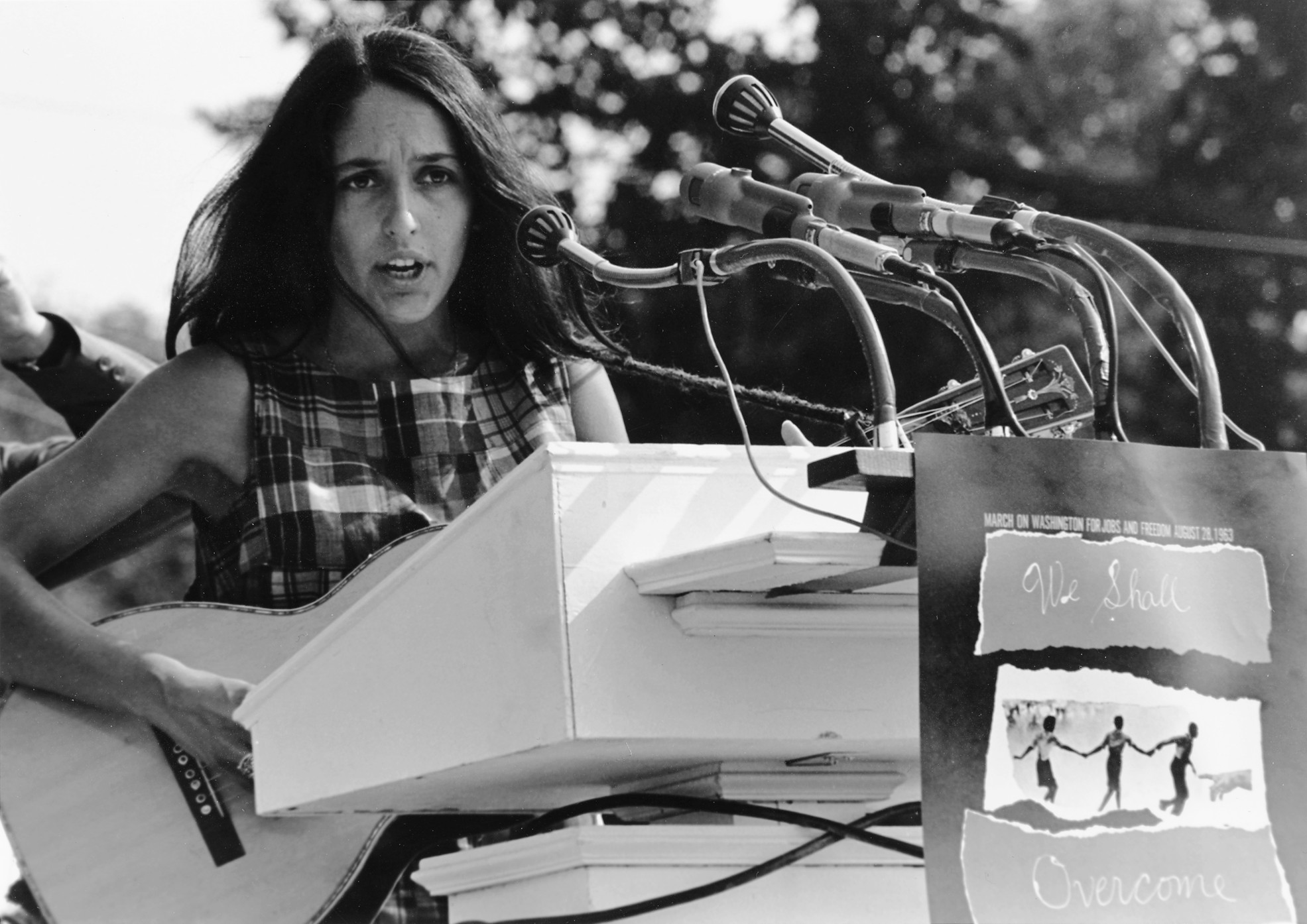
Joan Baez, 1963 in Washington, D.C.
(Unter den Mikrophonen: „We Shall Overcome“)

We Shall Overcome ist ein Protestlied, das eine wichtige Rolle in der US-Bürgerrechtsbewegung spielte. Seit 1963 wurde das Lied mit Joan Baez assoziiert, die es aufnahm und auf einer Anzahl Bürgerrechtsdemonstrationen sowie Jahre später 1969 auf dem Woodstock-Festival aufführte. 1965 verwendete US-Präsident Lyndon B. Johnson die Phrase We shall overcome in einer Rede vor dem Kongress. Nur wenige Tage zuvor hatten die Märsche von Selma nach Montgomery (die als Bloody Sunday in Erinnerung geblieben sind) stattgefunden. Später fand das Lied seinen Weg nach Südafrika, wo es in den späteren Jahren der Anti-Apartheid-Bewegung gesungen wurde.
Die Refrainzeile, die auch als Titel dient, bedeutet „Wir werden siegen!“ oder „Wir werden überwinden!“ Das Lied beginnt mit der folgenden Strophe:
„We shall overcome, we shall overcome,
We shall overcome someday;
Oh, deep in my heart, I do believe,
We shall overcome someday.“

## Wegen Reichtum geschlossen
Walter Knoblauch aus Wittmund, der Ostfriesland als Hausierer bereiste, gewann 1956 als erster im bundesdeutschen Zahlen-Lotto 6 aus 49 den Hauptgewinn von einer halben Million D-Mark, die er anschließend mit seiner Frau Elisabeth mit vollen Händen ausgab. Für das Hotel in Jever, das er ihr kaufte, erhielt sie aber keine Konzession, worauf man das Schild „Wegen Reichtum geschlossen“ an die Tür hängte. Dies ist auch der Titel, unter dem seine Geschichte 1968 mit Arnim Dahl verfilmt wurde. Am 12. März 1995 starb Knoblauch völlig verarmt in einem Obdachlosen-Asyl in Papenburg.

## Weglaufen ist die beste Strategie
Von den 36 chinesischen Strategemen, die dem chinesischen General Tan Daoji zugeschrieben werden, wird oft die letzte, das Weglaufen, wenn alle anderen 35 Listen versagen, als die beste Strategie betrachtet.
Chinesisch heißt das:
「走為上策。」
Zǒu wéi shàng cè.
Sich ergeben ist eine vollständige Niederlage, ein Vergleich ist eine halbe Niederlage. Flucht ist keine Niederlage und bietet immer noch die Chance zu gewinnen. Dieses Strategem wird meist mit 三十六計，走為上策 wiedergegeben.

## Weh dem, der lügt!
Weh dem, der lügt! ist eine Komödie von Franz Grillparzer. Sie spielt in der Zeit der Merowinger. Die komische Handlung basiert auf dem Versprechen des Küchenjungen Leon, die Rettung des von den Germanen gefangenen Neffen des Bischofs Gregor von Chalons durchzuführen, ohne ein einziges Mal zu lügen.
Vordergründig geht es bei diesem Stück hauptsächlich um Lüge und Wahrheit. Doch es wird nicht nur das Zusammentreffen zweier Kulturen behandelt, die sich miteinander im Krieg befinden (Germanen und Merowinger) und nicht zur Eintracht finden können, sondern auch der Sieg einer praktischen Vernunft über eine weltfremde Anschauung.
Das Thema ist immer noch aktuell. Grillparzer will zeigen, dass man mit der Wahrheit oft weiter kommt, als wenn man lügt. Außerdem zeigt er, dass die Wahrheit oft als Lüge angesehen wird und als nicht glaubhaft erscheint.

## Wehe, wenn sie losgelassen!

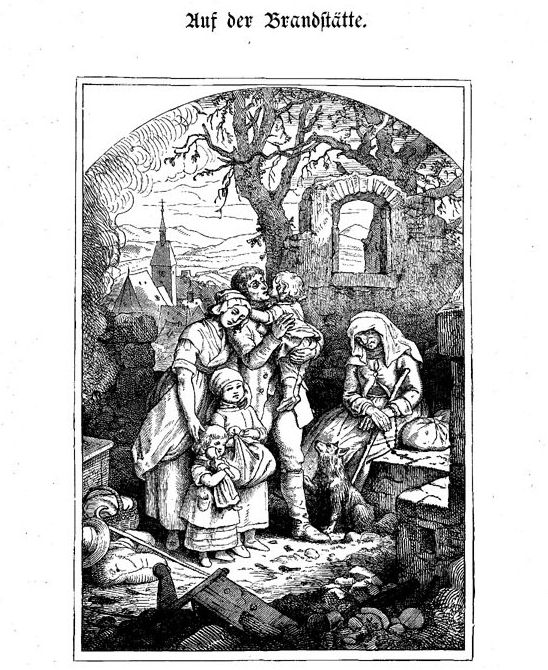
Ludwig Richter: Einen Blick nach dem Grabe seiner Habe

Dieser Vers aus Friedrich Schillers Gedicht Das Lied von der Glocke bezieht sich auf die zerstörerische Macht des Feuers:
Wohltätig ist des Feuers Macht,

Wenn sie der Mensch bezähmt, bewacht,

Und was er bildet, was er schafft,

Das dankt er dieser Himmelskraft;

Doch furchtbar wird die Himmelskraft,

Wenn sie der Fessel sich entrafft,

Einhertritt auf der eignen Spur

Die freie Tochter der Natur.

Wehe, wenn sie losgelassen

Wachsend ohne Widerstand

Durch die volkbelebten Gassen

Wälzt den ungeheuren Brand!

Denn die Elemente hassen

Das Gebild der Menschenhand.
In dieser Betrachtung wird gezeigt, wie unbeständig das Glück ist. Ausgehend vom Feuer, das die Glockenmasse zum Schmelzen bringt, schildert Schiller auch die zerstörerische Macht des Feuers.

## Wehre den Anfängen!
Diese Aufforderung, die oft in der Form „Wehret den Anfängen!“ zitiert wird, geht auf das lateinische „Principiis obsta“ des römischen Dichters Ovid in seiner Schrift Remedia amoris (Heilmittel gegen die Liebe) zurück. Sie sollen dem unglücklichen Verliebten helfen, sich wieder zu entlieben. Wenn die Beziehung schon fortgeschritten ist, solle der Verliebte sich an der Geliebten übersättigen, um überhaupt therapierbar zu werden.
„Principiis obsta. Sero medicina paratur,
cum mala per longas convaluere moras.“
„Wehre den Anfängen! Zu spät wird die Medizin bereitet,
wenn die Übel durch langes Zögern erstarkt sind.“
Das Zitat wird heute zumeist im Plural des Verbs gebraucht, um vor verderblichen Entwicklungen zu warnen – freilich ohne den Ursprung und Ovids ironisch gemeintes Pathos zu kennen.

## Weil, so schließt er messerscharf, nicht sein kann, was nicht sein darf.
Diese Sentenz stammt aus dem Gedicht Die unmögliche Tatsache von Christian Morgenstern.
Das Gedicht beginnt mit den Zeilen:
Palmström, etwas schon an Jahren,
wird an einer Straßenbeuge
und von einem Kraftfahrzeuge
überfahren.
Eine von ihm vorgenommene Prüfung der Gesetzbücher ergibt, dass Wagen an dieser Straßenbeuge nicht fahren dürfen. Der Schluss lautet:
Und er kommt zu dem Ergebnis:
Nur ein Traum war das Erlebnis.
Weil, so schließt er messerscharf,
nicht sein kann, was nicht sein darf.

## Weißt du denn nicht, mein Sohn, mit wie wenig Verstand die Welt regiert wird?

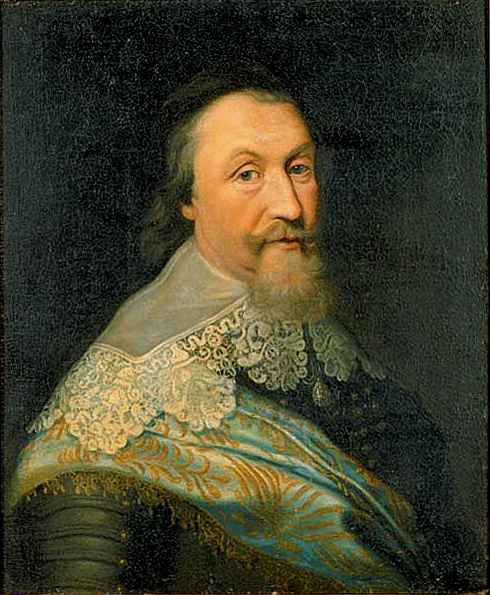
Axel Oxenstierna

Von Papst Julius III. wird erzählt, er habe einem portugiesischen Mönch, der ihn bemitleidete, weil er mit der Herrschaft über die ganze Welt belastet sei, geantwortet:
„Wenn Ihr wüsstet, mit wie wenig Aufwand von Verstand die Welt regiert wird, so würdet Ihr Euch wundern.“
Davon leitet sich vermutlich die lateinische Version ab, die dem schwedischen Kanzler Axel Oxenstierna zugeschrieben wird:
„An nescis, mi fili, quantilla prudentia mundus regatur?“
„Weißt du denn nicht, mein Sohn, mit wie wenig Verstand die Welt regiert wird?“
Oxenstierna soll dies seinem Sohn geschrieben haben, der in Münster an den Verhandlungen zum Westfälischen Frieden teilnehmen sollte und sich der Aufgabe nicht gewachsen sah.

## Welch ein Künstler stirbt in mir!
Diese Worte soll der römische Kaiser Nero kurz vor seinem Tod gesagt haben. Der lateinische Wortlaut ist:
„Qualis artifex pereo.“
Nero sah sich selbst als Künstler, besuchte Theater und Konzerte, ließ Wettspiele veranstalten und trat selbst als Künstler auf, wobei er große Schulden machte.
Im Jahr 67 reiste er nach Griechenland und nahm an allen vier panhellenischen Spielen teil, die ihm zu Ehren in einem einzigen Jahr abgehalten wurden. Bei den Olympischen Spielen wurden erstmals musikalische Wettbewerbe veranstaltet, damit Nero mit seiner Kithara auftreten konnte. Nero soll 1808 Medaillen gewonnen haben und revanchierte sich damit, dass er Griechenland Selbstverwaltung und die Befreiung von Abgaben gewährte.
Die Verschwendung des Kaisers hatte schwere Folgen, zumal er sich auch durch Münzverschlechterung noch einen Gewinn zu verschaffen suchte. Dann wurde in Spanien der Statthalter Sulpicius von seinen Soldaten auf den Schild gehoben. Als auch noch die Prätorianer von Nero abfielen, äußerte er mehrmals:
„Welch ein Künstler stirbt in mir!“
Am 9. oder 11. Juni 68 ließ er sich auf einem Landgut bei Rom von seinem Sekretär Epaphroditus durch einen Dolchstich in den Hals töten.
Er starb an der Stelle, an der heute die Kirche Santa Maria del Popolo steht. Dort sollten seine Gebeine unter einem Walnussbaum ruhen, der auf Anordnung von Papst Paschalis II. im Jahr 1099 gefällt wurde, da dort angeblich Neros Geist spukte. Die Gebeine wurden verbrannt und die Asche im Tiber verstreut.

## Welches Geistes Kind
Im Lukasevangelium wird berichtet, wie Jesus seinen Jüngern Vorwürfe macht:
„52 Und er sandte Boten vor sich hin; die gingen hin und kamen in einen Markt der Samariter, daß sie ihm Herberge bestellten. 53 Und sie nahmen ihn nicht an, darum daß er sein Angesicht gewendet hatte, zu wandeln gen Jerusalem. 54 Da aber das seine Jünger Jakobus und Johannes sahen, sprachen sie: HERR, willst du, so wollen wir sagen, daß Feuer vom Himmel falle und verzehre sie, wie Elia tat. 55 Jesus aber wandte sich um und bedrohte sie und sprach: Wisset ihr nicht, welches Geistes Kinder ihr seid? 56 Des Menschen Sohn ist nicht gekommen, der Menschen Seelen zu verderben, sondern zu erhalten.“ Lutherbibel 1912.
In der Vulgata lautet die hier interessierende Passage: „increpavit illos, dicens: Nescitis cujus spiritus estis. 56 Filius hominis non venit animas perdere, sed salvare.“ Lk 9,55 
In den aktuellen deutschen Bibelübersetzungen ist sie allerdings ebenso wenig zu finden wie in den maßgeblichen Ausgaben des griechischen Urtextes NA 28 und UBS5. In der von der Deutschen Bibelgesellschaft 1975 herausgegebenen Ausgabe der Lutherbibel wird die Passage nur in einer Anmerkung als „spätere Überlieferung“ mitgeteilt, die „nicht zum ursprünglichen Text des Lukasevangeliums“ gehöre.

## Welches Schweinderl hätten S’ denn gern?
Zu Beginn jeder Runde in der Berufsrateshow Was bin ich? stellte Robert Lembke seinem Gast diese in bairisch gehaltene Standardfrage (hochdeutsch: „Welches Schweinchen hätten Sie denn gern?“). Der Kandidat durfte sich dann unter verschiedenfarbigen Sparschweinen eines aussuchen.
Jedes Mitglied im Rateteam durfte anschließend so lange eine Frage stellen, bis es ein „Nein“ als Antwort erhielt. Nach jedem „Nein“ klappte Lembke das Nummernschild nach vorn und warf ein Fünfmarkstück in das von seinem Gast gewählte Sparschwein.
Der Satz wurde sprichwörtlich und findet sich in unterschiedlichen Varianten:
- „Welches Supper’l hätten Sie denn gern?“
- „Welche Wahrheit hätten Sie denn gern?“
- „Mülltrennung – welche Tonne hätten Sie denn gern?“

## Weltmeister der Herzen
Dieser Ausdruck wurde in deutschen Medien für die deutsche Fußballnationalmannschaft bei der Fußball-Weltmeisterschaft 2006 verwendet, nachdem sie im Halbfinale verloren hatte. Die Mannschaft erreichte letztlich Platz drei.
Es ist eine Variation des auf Diana, Princess of Wales gemünzten Ausdrucks Königin der Herzen.

## Weltstadt mit Herz
Weltstadt mit Herz war der offizielle Slogan, den die bayerische Landeshauptstadt München von 1972 bis 2005 für ihr Stadtmarketing verwendete.
Gefunden wurde der Slogan in einem Preisausschreiben anlässlich der Olympischen Sommerspiele 1972. Die Urheberin, die Kinosekretärin Dorit Lindner, erhielt als Gewinnerin 2500 D-Mark.
Der Slogan gilt als sehr erfolgreich. Umfragen zufolge kennen ihn über 45 Prozent aller Gäste, die München besuchten. Weltstadt mit Herz ist der Untertitel von Büchern über München. Der Slogan wird auch kritisch verwendet, wenn es heißt, „allzu leicht werde aus der ‚Weltstadt mit Herz‘ – so ein Werbeslogan Münchens – eine ‚Weltstadt der Ellenbogen‘“.

## Wem die Stunde schlägt
Wem die Stunde schlägt (englisch For Whom the Bell Tolls) ist ein Roman von Ernest Hemingway aus dem Jahr 1940. Der Roman erzählt eine Episode von vier Tagen aus der Geschichte des US-amerikanischen Guerillakämpfers Robert Jordan im Spanischen Bürgerkrieg.
Für den Titel des Romans verwendete Hemingway ein Zitat des englischen Dichters John Donne:
„No Man is an Island, entire of itself; every man is a piece of the continent, a part of the main; […] and therefore never send to know for whom the bell tolls; it tolls for thee.“
„Kein Mensch ist eine Insel, in sich selbst vollständig; jeder Mensch ist ein Stück des Kontinentes, ein Teil des Festlands; […] und darum verlange nie zu wissen, wem die [Toten-]Glocke schlägt; sie schlägt dir.“
Man zitiert den Titel oft, wenn man andeuten will, dass jemand einer lebensbedrohenden Gefahr nicht entrinnen kann.

## Wem Gott ein Amt gibt, dem gibt er auch Verstand.
Der Schriftsteller und Pädagoge Heinrich Zschokke erklärt in seinem Aufsatz Hans Dampf in allen Gassen, dass diese alte deutsche Spruchweisheit aus Lalenburg stamme:
„Auch bewährte sich immerdar das alte, sinnvolle Sprichwort: wem Gott ein Amt gibt, dem gibt er auch Verstand; ein Sprichwort, welches ursprünglich aus Lalenburg stammt, wie jedermann weiß.“
Lalenburg galt als Synonym für Schilda, die „Geschichten der Lalen zu Lalenburg“ ähneln jenen über die Schildbürger, deren Amtsträger als dumm überliefert sind. Der Satz ist also ironisch gemeint. Zu diesem Sprichwort schrieb der Philosoph Georg Wilhelm Friedrich Hegel in seiner Vorrede zu den Grundlinien der Philosophie des Rechts deshalb:
„‚Wem Gott ein Amt gibt, dem gibt er auch Verstand‘, ist ein alter Scherz, den man wohl in unsern Zeiten nicht gar für Ernst wird behaupten wollen.“
Der Schriftsteller Erich Kästner schrieb zum gleichen Sprichwort:
„Wem Gott ein Amt gibt, dem raubt er den Verstand.“
Der Mediziner und Aphoristiker Gerhard Uhlenbruck stellt zum gleichen Thema fest:
„Wem Gott ein Amt gibt, dem gibt er auch Verstand. Nur werden die Ämter leider nicht von Gott vergeben.“

## Wem Gott will rechte Gunst erweisen
Mit diesen Worten beginnt Joseph von Eichendorffs Gedicht Der frohe Wandersmann, das zum ersten Mal 1826 in seiner Novelle Aus dem Leben eines Taugenichts erschien und das in der Vertonung durch Friedrich Theodor Fröhlich zum Volkslied wurde:
„Wem Gott will rechte Gunst erweisen,
den schickt er in die weite Welt;
dem will er seine Wunder weisen
in Berg und Wald und Strom und Feld.“
Häufig hört man auch die scherzhafte Abwandlung der ersten Strophe:
„Wem Gott will rechte Gunst erweisen, den schickt er in die Wurstfabrik. Er lässt ihn in die Knackwurst beißen und gibt ihm auch noch eine mit.“
Der Liedermacher Reinhard Mey griff das Volkslied auf und verarbeitete es zu einem eigenen Stück unter dem Titel Wem Gott die rechte Gunst erweisen will. In diesem ersetzt er das allgemeine Reisemotiv durch das einer Tournee von Musikern. Die Anfangszeile von Eichendorff wird dabei in leicht veränderter Form im Refrain verwandt:
„Wem Gott die rechte Gunst erweisen will,
den schickt er einfach auf Tournee.“
Die Erstveröffentlichung des Liedes erfolgte 1977 auf dem Album Menschenjunges.

## Wem sonst als dir.

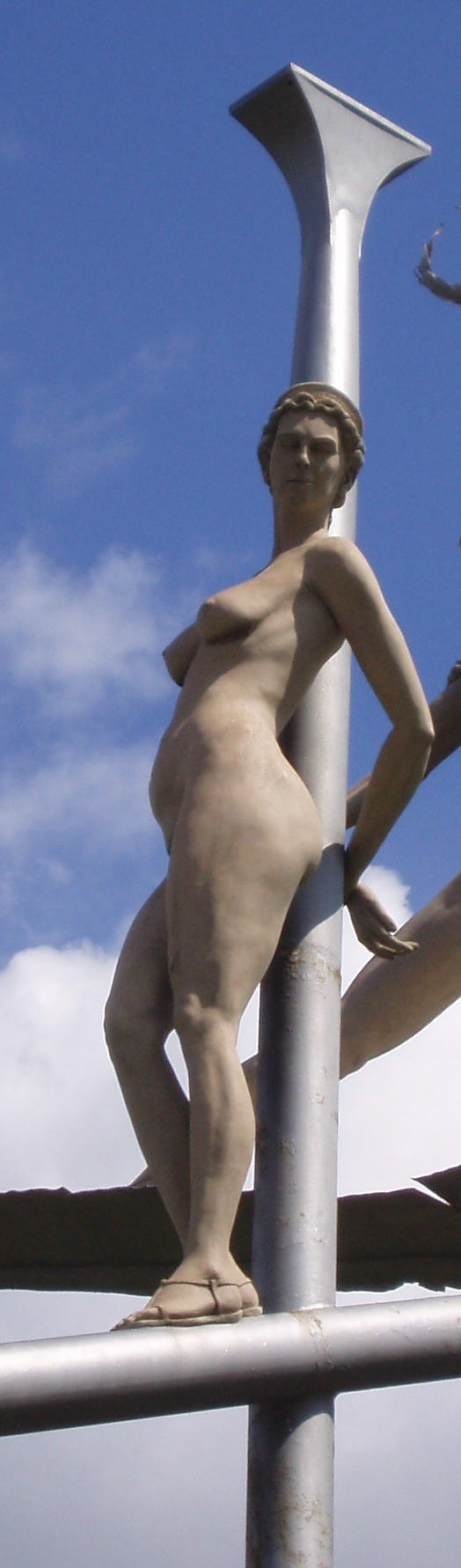
Susette Gontard als Diotima

Mit diesen Worten widmete der Dichter Friedrich Hölderlin den zweiten Band seines Romans Hyperion Susette Gontard, der Frau des Frankfurter Bankiers, in dessen Haus er die Hofmeisterstelle versah. Susette, eine sensible Frau, die in dem zeremoniellen Rahmen des Frankfurter Gesellschaftsleben emotional und intellektuell unterfordert war, wurde zum Maßstab von Hölderlins Schönheitssinn und Vorbild für die Diotima seines Romans.
Im September 1798 verließ Hölderlin das Haus, nachdem wegen seines Verhältnisses zu Susette ein Streit mit dem Ehemann ausgebrochen war. Bis zum Mai 1800 bestanden noch briefliche und lose persönliche Kontakte.
Wem sonst als Dir ist folgerichtig auch der Titel eines Buchs über Hölderlin und Diotima.
Stefan Hartman schreibt in seinem Essay Hölderlin in Travestie. Über Susette von Erik Spinoy über diese Widmung:
„Wem sonst als Dir – das kann als Widmung an eine eigene Geliebte gelesen werden, aber natürlich ebensogut als Widmung an den Leser. Wem sonst können solche Gedichte über einen Dichter und seine Geliebte gewidmet werden, als dem Leser, der die Geschichte kennt? Aber es kann auch eine Widmung an Susette sein, ihr von dem Dichter Spinoy als Archeologen hinterhergesandt.“
Susette starb 1802 mit 33 Jahren an Röteln. Ein Exemplar des ihr gewidmeten Hyperion lag ständig aufgeschlagen auf dem Pult in dem Tübinger Zimmer, in dem Hölderlin nach 1807 als Wahnsinniger lebte.
Susette hat sich vermutlich gegen den Tod der Diotima gewehrt, denn Hölderlin schreibt ihr 1799:
„Hier unsern Hyperion, Liebe! Ein wenig Freude wird diese Frucht unserer seelenvollen Tage Dir doch geben. Verzeih mir’s, dass Diotima stirbt. Du erinnerst Dich, wir haben uns ehmals nicht ganz darüber vereinigen können. Ich glaubte, es wäre der ganzen Anlage nach notwendig. Hätte ich mich zu Deinen Füßen nach und nach zum Künstler bilden können, in Ruhe und Freiheit, ja ich glaube, ich wär es schnell geworden, wonach in allem Leide mein Herz sich in Träumen und am hellen Tage, und oft mit schweigender Verzweiflung sehnt.“

## Wen die Götter lieben, stirbt jung.
Eine Sentenz aus einem Schauspiel des griechischen Dichters Menandros wurde vom römischen Komödiendichters Plautus ins Lateinische übersetzt:
Ὅν οἱ θεοὶ φιλοῦσιν, ἀποθνῄσκει νέος.
Hon hoi theoi philousin, apothnēskei neos.
„Quem di diligunt,
adulescens moritur.
(dum valet, sentit, sapit.)“
Ein ähnlicher Gedanke findet sich auch in Schillers Gedicht Nänie:
„Auch das Schöne muß sterben! Das Menschen und Götter bezwinget…“
Der irische Schriftsteller Oscar Wilde wandelt diese Aussage ab zu:
„Those whom the gods love grow young.“
„Wen die Götter lieben, wird jung.“
Wilde spielt dabei an auf den Satz:
„Those whom the gods love die young.“
„Wen die Götter lieben, stirbt jung.“
Wen die Götter lieben ist auch Titel eines Filmes über das Leben von Wolfgang Amadeus Mozart.

## Weniger wäre mehr gewesen.
In der von ihm herausgegebenen literarischen Zeitschrift Der Deutsche Merkur schrieb Christoph Martin Wieland 1774 in einem Neujahrsglückwunsch:
„Und minder ist oft mehr, wie Lessings Prinz uns lehrt.“
Wieland bezog sich dabei auf Gotthold Ephraim Lessings Trauerspiel Emilia Galotti (erster Aufzug, vierter Auftritt), wo Hettore Gonzaga, der Prinz von Guastalla, dem Maler Conti entgegenhält, dass auf dem Porträt der Gräfin Orsina das Charakterliche zu stark geschönt sei, und dazu meint:

„Nicht so redlich wäre redlicher.“

In einem 1923 veröffentlichten Artikel in der Prawda warnte Lenin vor überstürztem Vorgehen beim Aufbau des sowjetischen Staatsapparats und gab dem Beitrag die Mahnung Lieber weniger, aber besser als Titel.
Ein ähnlicher Gedanke findet sich beim römischen Schriftsteller Plinius dem Jüngeren:
„Multum, non multa.“
„Viel, nicht vielerlei.“

## Wenn alle untreu werden

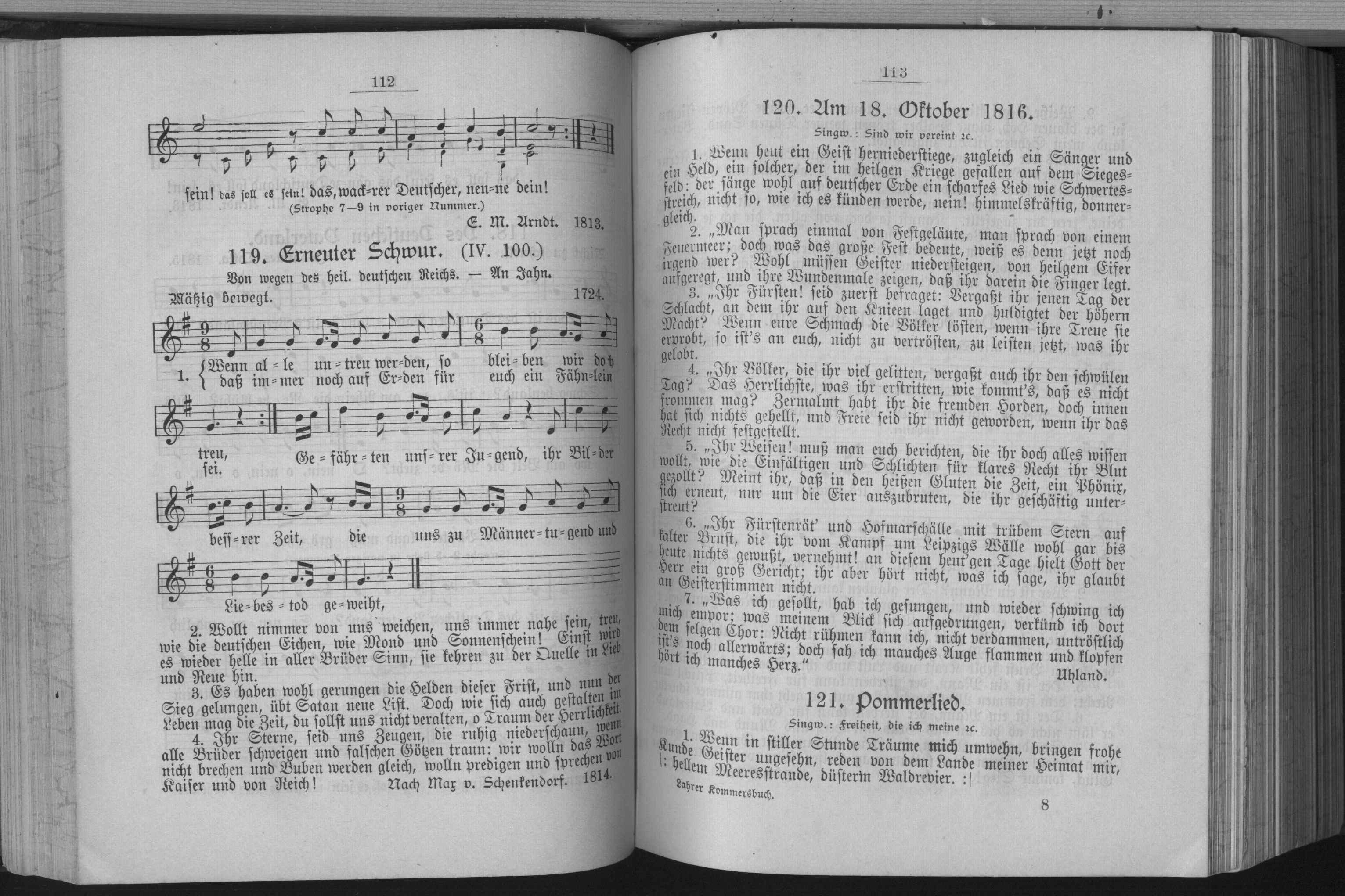
Wenn alle untreu werden unter dem Titel Erneuter Schwur in einem alten Kommersbuch

„Wenn alle untreu werden, so bleiben wir doch treu“ ist die Auftaktzeile eines bekannten deutschen Volks- und Studentenliedes von Max von Schenkendorf aus dem Jahr 1814:
„Wenn alle untreu werden, so bleiben wir doch treu,
Daß immer noch auf Erden für euch ein Fähnlein sei.
Gefährten unsrer Jugend, ihr Bilder beßrer Zeit,
Die uns zu Männertugend und Liebestod geweiht.“

## Wenn das kein Beweis is.

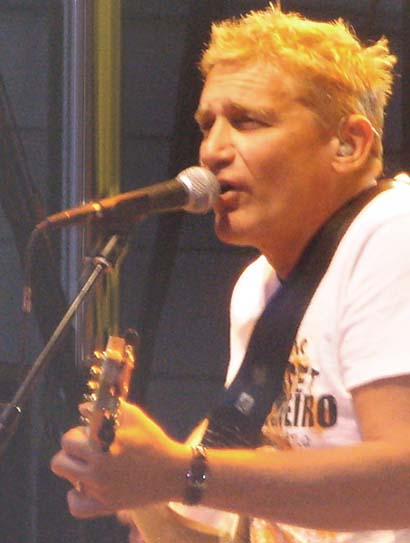
Rainhard Fendrich im Alter von 51 Jahren (2006)

Dieser Satz stammt aus dem Lied Midlife Crisis von Rainhard Fendrich, in dessen Refrain sich Aussagen wie die Folgende finden:
„wenn wer rechts überholt
und der Fahrer ein Greis is,
wenn das kein Beweis is
für die Midlifecrisis,
ich hab’s gar nicht bemerkt,
aber danke, jetzt weiß ich’s!“
Das Lied schaffte es in die deutschen Charts, wurde jedoch in Österreich eher negativ aufgenommen, da sich Fendrich langsam vom Wiener Dialekt abwandte.
Fendrich sagte in einem Interview zum Thema Midlife-Crisis:
„Nein, mir wurde das Zwischenbilanzieren zum 50. aufgedrängt. Die blöden Witze à la: ‚Jetzt sind die Kerzen teurer als die Torte‘ und so (lacht). Ich mag keine Resümees ziehen.“

## Wenn der Berg nicht zum Propheten kommen will, muss der Prophet zum Berge gehen.

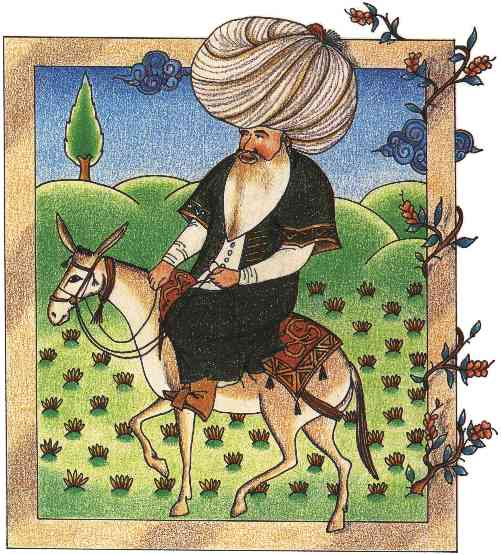
Nasreddin

Dieser Satz stammt aus einer im Jahr 1631 abgefassten arabischen Rezension der Anekdoten des Nasreddin, einer Weisen-, Narren-, Meister-, Bettler-, Richter-, Lehrer- und Arztfigur im arabischen Raum.
Man fragte Nasreddin, der für einen Heiligen gehalten werden wollte, welches Wunder er denn vollbringen könne. Er antwortete, er werde einem Berg (in manchen Versionen eine Palme) befehlen, zu ihm zu kommen, und rief:
„Berg, komm zu mir!“
Als der Berg nicht kam, ging Nasreddin auf den Berg zu. Jemand fragte ihn, wohin er gehe. Nasreddin erwiderte:
„Die Propheten und die Heiligen sind nicht hochmütig und verblendet. Kommt der Berg nicht zu mir, so gehe ich zu ihm.“
Berge stehen für Beständigkeit und Unveränderlichkeit. Im Alltag gebraucht, bedeuten diese Worte, dass man sich nach den Gegebenheiten richten muss und dass man, wenn andere nichts tun, eben selbst aktiv werden muss.

## Wenn der Vater mit dem Sohne
Wenn der Vater mit dem Sohne ist ein deutscher Spielfilm aus dem Jahr 1955 mit Heinz Rühmann in der Hauptrolle. Rühmann spielt Teddy Lemke, der sich um den kleinen Ulli kümmert wie um seinen eigenen Sohn; Ullis Mutter Gerti ist nach Amerika ausgewandert. Als Gerti, die inzwischen verheiratet ist, aus Amerika zurückkehrt, um ihr Kind zu holen, findet sich Teddy nur schweren Herzens damit ab.
Der Filmtitel ist identisch mit dem Titel des Lieds, das Teddy und Ulli zusammen singen:
„Wenn der Vater mit dem Sohne einmal ausgeht
und dann keiner gern nach Haus geht
dann erleben sie unterwegs die dollsten Sachen
mal zum Weinen – mal zum Lachen“
Der Filmtitel zitiert die erste Zeile eines um 1840 entstandenen Nonsensgedichts, das wie folgt beginnt:
„Wenn der Vater mit dem Sohne
 Auf dem Zündloch der Kanone
Ohne Sekundanten paukt
und die kleinste Kreature
in dem Centrum der Nature
Thymian zu wittern glaubt –
dann ade, ade, ade, dann ade,
ade, ade, dann ade, Schatz, lebe wohl!“
Man verwendet den Filmtitel als Zitat, um gemeinsame Aktionen von Vater und Sohn zu kommentieren.

## Wenn die Könige bau’n, haben die Kärrner zu tun.
Dieser Satz von Friedrich Schiller findet sich in den Xenien und Votivtafeln aus dem Nachlass: Kant und seine Ausleger:
„Wie doch ein einziger Reicher so viele Bettler in Nahrung
Setzt! Wenn die Könige baun, haben die Kärrner zu tun.“
Gegenstand dieser Kritik sind die Philosophiedozenten, die sich mit der Auslegung der Schriften des Philosophen Immanuel Kant beschäftigen; vor allem meinte der Kant-Biograf Karl Vorländer damit den Gymnasiallehrer L. H. Jakob.
Der britische Schriftsteller Houston Stewart Chamberlain schreibt zu diesem Schiller-Zitat:
„Auch ich bin ein Bettler. Ein Bettler, der seit früher Jugend an dem reichen Tische des Denkerkönigs gesessen hat. Doch sorglos sass ich bisher an diesem Tische; ich war mehr Bettler als Kärrner; meinen Geist nährte ich, mich aber setzte ich nicht ‚in Nahrung‘.“

## Wenn die Sonne der Kultur niedrig steht, werfen selbst Zwerge einen langen Schatten.
Diese Bemerkung stammt wohl nicht, wie oft behauptet, vom österreichischen Satiriker Karl Kraus, der damit eine Erkenntnis aus der Natur auf die Kultur übertrug. Das Zitat entspricht einem deutschen Sprichwort:
„Ein kleiner Mann macht oft einen großen Schatten.“
Das vermeintliche Kraus-Zitat wird oft in Auseinandersetzungen verwendet und findet sich in Artikeln über vermeintliche Größen. So schreibt Thomas Frankenfeld im Hamburger Abendblatt über ein Gerichtsurteil, das dem Musiker Dieter Bohlen den Status eines Künstlers zuerkannte:
„Als der Dramatiker Karl Kraus dies vor hundert Jahren schrieb, konnte er nicht ahnen, dass die westliche Kultur einmal von Zwergen dominiert werden würde.“

## Wenn du deinen Teller leer isst, dann gibt es morgen gutes Wetter.
Die Redewendung stammt aus dem Plattdeutschen. Sie hat mit dem Wetter nichts zu tun, sondern beruht wahrscheinlich auf einem Missverständnis.
Im niederdeutschen Platt heißt der Satz: „Wenn du dien Teller leer ittst, dann gifft dat morgen goodes wedder.“ Die Aufforderung besagt, alles aufzuessen, damit es am nächsten Tag nicht das aufgewärmte Essen vom Vortag gibt. Die korrekte hochdeutsche Übersetzung lautet: „Wenn du deinen Teller leer isst, dann gibt es morgen wieder etwas Gutes.“ „Goodes wedder“ wurde also falsch übersetzt und als „gutes Wetter“ missverstanden.

## Wenn du die Sache in der Hand hast, dann bin ich beruhigt.
„Wenn du die Sache in der Hand hast, bin ich beruhigt“ (你办事,我放心.– Nǐ bàn shì, wǒ fàngxīn.) soll der chinesische Parteichef Mao Zedong im Mai 1976 Hua Guofeng auf einen Zettel geschrieben haben. Dieser Zettel mit den sechs Schriftzeichen war eine der Hauptlegitimationen für Hua Guofeng, die Nachfolge Maos anzutreten. Der ZK-Funktionär Chen Yun soll 1978 durch eine Befragung des politisch angeschlagenen Hua herausgefunden haben, dass Hua im Todesjahr Maos gar keine Gelegenheit gehabt habe, mit Mao längere Zeit alleine zu sprechen.
Das Zitat wurde später oft ironisch gebraucht, da Hua Guofeng nicht als erfolgreicher Politiker galt.
1978 gelang es Deng Xiaoping, der selbst als Stellvertreter Huas in den Ämtern des Parteivorsitzenden und Ministerpräsidenten fungierte, im Politbüro den Einfluss von Huas halbmaoistisch-linkszentristischem Flügel zu schwächen. 1980 gab Hua das Amt des Ministerpräsidenten ab.
Um die Jahreswende 1980/81 fand der Schauprozess gegen die Viererbande statt. Hua Guofengs Versuch, die Viererbande zum alleinigen Sündenbock für alle Fehlleistungen in China seit 1966 zu machen, erwies sich als unhaltbar. Stattdessen wurde klar, in welchem Umfang Hua selbst lange Zeit mit der politischen Strömung verbunden war, für die die Viererbande stand. So bedeutete der Prozess für Hua das politische Aus. 1981 wurde Hua auch als Parteivorsitzender abgelöst.
Man verzichtete aber darauf, einen spektakulären Sturz zu inszenieren. Hua behielt 1981 noch seinen Sitz im Politbüro, aus dem er erst auf dem 12. Parteitag im September 1982 ausschied.

## Wenn du zum Weibe gehst, vergiss die Peitsche nicht!

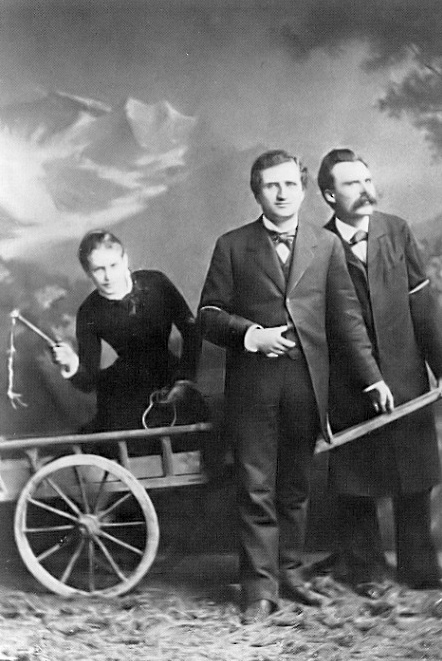
Lou von Salomé (mit Peitsche), Paul Rée und Friedrich Nietzsche auf einem von Nietzsche arrangierten Foto von Jules Bonnet, nachdem Salomé Heiratsanträge der beiden abgelehnt hatte

Dieser – in der Regel nicht richtig zitierte – Ausspruch geht auf Friedrich Nietzsche zurück, der in seiner Dichtung Also sprach Zarathustra von der Begegnung Zarathustras mit einem „alten Weiblein“ berichtet. Dieses fordert den Weisen auf, auch einmal etwas über die Frauen zu sagen, und er beginnt mit den Worten:
„Alles am Weibe ist ein Rätsel, und alles am Weibe hat eine Lösung: sie heißt Schwangerschaft.“
Es wird dann mehrfach auf die Gefährlichkeit der Frau für den Mann hingewiesen und darauf, dass die Frau „das Kind im Manne“ entdecken solle und sich ihm unterzuordnen habe. Das „alte Weiblein“ dankt Zarathustra für seine Darlegungen und bestätigt sie ihm mit einer „kleinen Wahrheit“:
„Du gehst zu Frauen? Vergiss die Peitsche nicht!“
Die Nietzsche-Biografin Carol Diethe verfasste ein Buch mit dem Titel Vergiss die Peitsche, das Nietzsches Beziehungen zu den Frauen zum Gegenstand hat.
Andreas Belwe schreibt zu diesem berühmten Zitat:
„Was dem Laien zu Nietzsche als erstes einfällt, ist der Spruch: ‚Wenn du zum Weibe gehst, vergiss die Peitsche nicht.‘ […] Aber: was die wenigsten wissen, ist, dass dieser Satz ironisch gemeint ist und eine Kritik darstellt an dem repressiven Geschlechterverhältnis seiner Zeit.“
Belwe erklärt, dass Nietzsche einer der ersten Philosophen war, die die Geschlechterdifferenz berücksichtigten, und stellt fest:
„Dieses Zitat avancierte dann zur frauenfeindlichsten Äußerung überhaupt. Aber nur aus Unkenntnis. Außerdem dient es als Standardvorwurf an Nietzsche, um ihn gynophob oder als misogyn abzustempeln.“
Nietzsche diskutierte hauptsächlich mit Frauen und war umgeben von Frauenrechtlerinnen, von denen viele nach Sils Maria reisten, um ihn zu besuchen. Zu diesen Frauen gehörten zum Beispiel:
- Helene von Druskowitz (die zweite promovierte Philosophin überhaupt)
- Lou Andreas-Salomé (eine weitgereiste Schriftstellerin und Psychoanalytikerin)

Die Radikalfeministin und Pazifistin Helene Stöcker würdigte Nietzsche in ihrer Autobiografie mit folgenden Worten:
„Keinem andern Geist unter den Lebenden fühle ich mich so tief verbunden.“

## Wenn Dummheit wehtäte.
Die Redensart „Wenn Dummheit wehtäte, müsste er den ganzen Tag schreien“ ist wohl nach dem Sinngedicht Torheit des Barock-Dichters Friedrich von Logau gebildet.
Diese Redensart wird oft in Diskussionen gebraucht und gelegentlich auch scherzhaft erweitert oder abgeändert:
- „Wenn Dummheit weh täte, müssten wir an der deutschen Grenze eine riesige Lärmschutzwand aufstellen.“
- „Wenn Dummheit weh täte, müssten manche ‚Wissenschaftler‘ wohl brüllen vor Schmerz.“

Im Bayerischen wird diese Redensart angesichts des bergigen Geländes auch abgewandelt:
- „Wenn Dummheit Rad’l fahren lassen tät, dann miassatst du am Zirler Berg naufwärts bremsen.“

## Wenn einer eine Reise tut, so kann er was erzählen.
Dieses Zitat stammt in leicht veränderter Form aus einem Gedicht des Dichters Matthias Claudius:
„Wenn Jemand eine Reise thut,
 So kann er was verzählen;
Drum nahm ich meinen Stock und Hut
Und thät das Reisen wählen.“
Von Kurt Tucholsky stammt das Gedicht mit dem Titel Wenn einer eine Reise tut …, in dem er sich über das geschäftstüchtige Verhalten der US-Amerikaner gegenüber der rumänischen Königin mokiert:
„Die Königin von Rumänien
war jetzt in Amerika. Da konnten diejenigen
Seifenhändler, die für das Königliche inklinieren,
eine Majestät hofieren –
das ist für Geschäft und Gefühl stets ein Gewinn,
und überhaupt: eine Königin ist eine Königin.“

## Wenn es nicht wahr ist, ist es sehr gut erfunden.

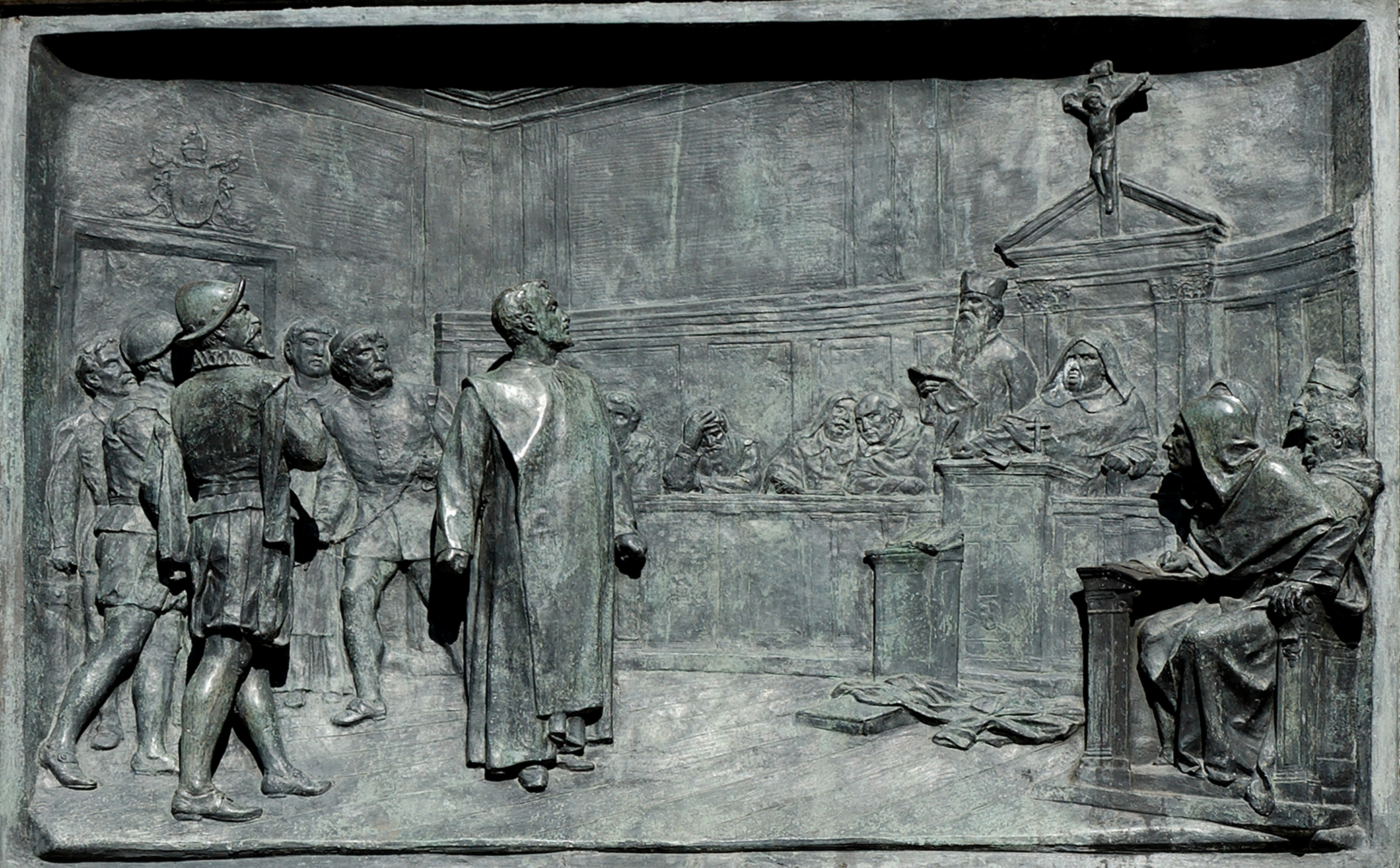
Giordano Bruno vor der Inquisition

Diese Worte stehen in den Heroischen Leidenschaften (Gli eroici furori) des italienischen Dichters und Philosophen Giordano Bruno. Sie lauten im italienischen Original folgendermaßen:
„Se non è vero, è molto ben trovato: se non è così, è molto bene iscusato l’uno per l’altro.“
„Wenn es nicht wahr ist, ist es sehr gut erfunden. Wenn es so nicht stimmt, hat sich doch das eine gut vor dem anderen entschuldigt.“
Bruno griff frühere Formulierungen des gleichen Gedankens auf:
„Chi l’ha detto?“
Das Zitat wird gerne gebraucht, wenn eine Aussage angezweifelt wird. So überschreibt das ZDF einen Artikel über Verschwörungstheorien mit den Worten „Nicht wahr, aber wenigstens gut erfunden“.

## Wenn Frauen jung und schön nur sind, so haben sie die Gabe, es zu wissen.
„Wenn Frauen jung und schön nur sind, so haben sie die Gabe, es zu wissen.“
ist ein Ausspruch aus William Shakespeares Komödie Wie es euch gefällt (II, 7); im englischen Original heißt es
„If ladies be but young and fair, they have the gift to know it.“

## Wenn gute Reden sie begleiten
Friedrich Schiller beginnt 1799 Das Lied von der Glocke in der zweiten Strophe so:
„Zum Werke, das wir ernst bereiten,
Geziemt sich wohl ein ernstes Wort;
Wenn gute Reden sie begleiten,
Dann fließt die Arbeit munter fort.“
Diese Betrachtungsstrophe soll uns sagen, dass jeder seine Arbeit nicht gedankenlos ausführen sollte, sondern er müsste bei der Sache sein. So werden gute Reden auch in der Welt der Politik stets vor den Taten gehalten und erwartet.

## Wenn ich ein paar Spiele verliere, lassen die Leute an den Blumen, die sie mir zuwerfen, plötzlich die Töpfe dran.
Der Fußballtrainer Otto Rehhagel in einem Interview mit der Stuttgarter Zeitung im August 2008.

## Wenn hinten, weit, in der Türkei, die Völker aufeinander schlagen.
Dieses Zitat aus Goethes Drama Faust I charakterisiert den typischen Spießbürger:
Nichts bessers weiß ich mir an Sonn- und Feyertagen,

Als ein Gespräch von Krieg und Kriegsgeschrey,

Wenn hinten, weit, in der Türkey,

Die Völker auf einander schlagen.

Man steht am Fenster, trinkt sein Gläschen aus

Und sieht den Fluß hinab die bunten Schiffe gleiten;

Dann kehrt man abends froh nach Haus,

Und segnet Fried’ und Friedenszeiten.
Der ehemalige deutsche Außenminister Joschka Fischer sagte 2003 in einem Interview mit dem Nachrichtenmagazin Der Spiegel:
„Bei Goethe hieß es noch: ‚Wenn hinten, weit, in der Türkei, die Völker aufeinander schlagen‘. Heute würde der große Dichter anders schreiben: Ein zusammenbrechender Staat in Afrika geht nicht mehr nur Afrika an.“
Der deutsche Bundespräsident Horst Köhler sagte 2005 zum Auftakt der 41. Münchner Sicherheitskonferenz:
„Mit dieser behaglichen Distanziertheit ist es heute vorbei. Fernsehen und Internet bringen uns Katastrophen aus allen Teilen der Welt ins Wohnzimmer – nicht nur Naturkatastrophen, sondern auch Kriege und Terror. Wir werden umfassend unterrichtet. Aber wir können auch selbst betroffen sein.“

## Wenn ihr länger hier bleibt, werdet ihr alle Schlitzaugen bekommen.

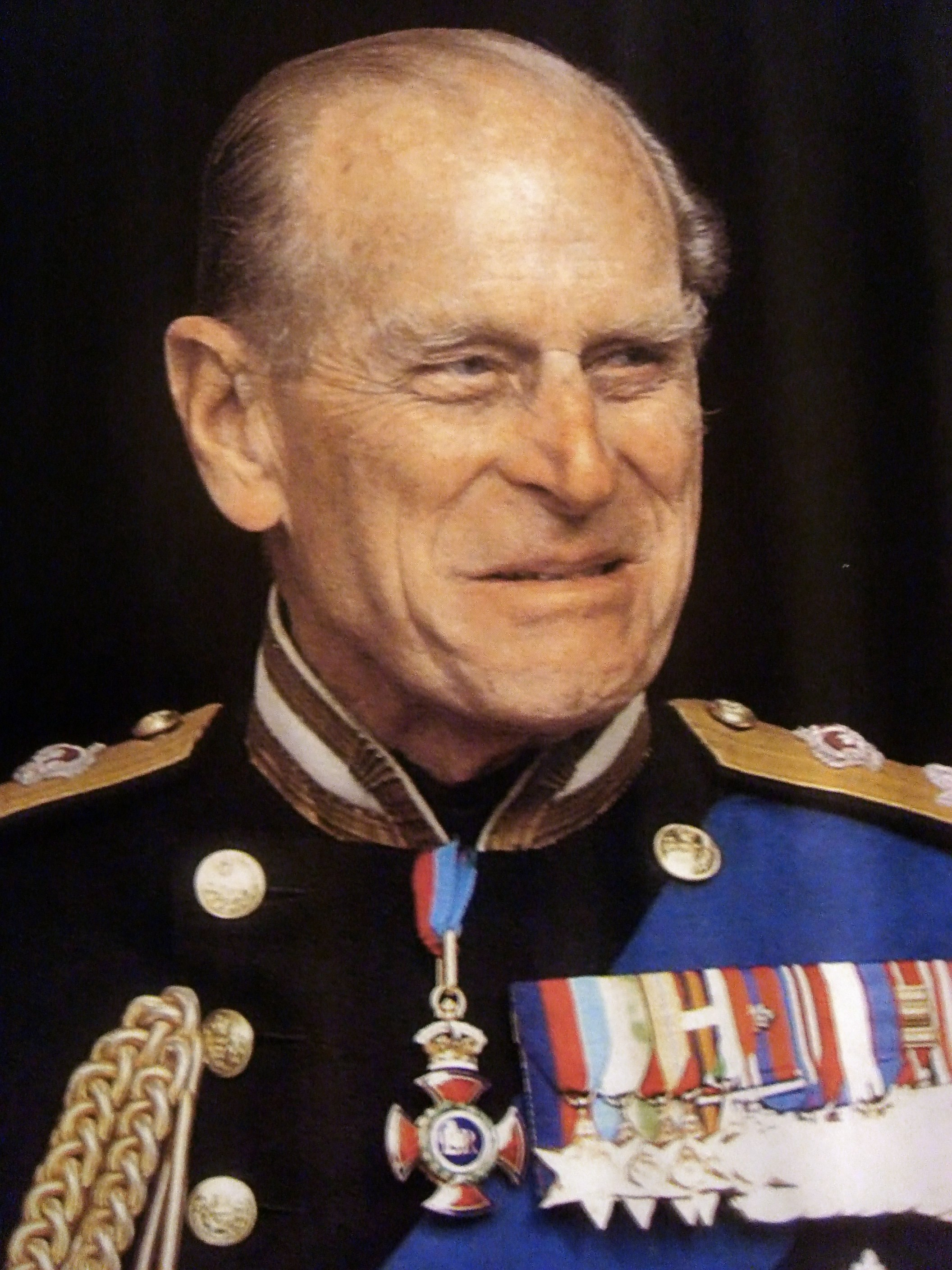
Prinz Philip

Bei öffentlichen Auftritten, besonders im Ausland, pflegte Prinz Philip, der Ehemann der britischen Königin Elisabeth II., anstelle des üblichen Smalltalks einen bisweilen eigensinnigen Humor, der von den Medien manchmal als taktlos empfunden wurde. Beispielsweise äußerte er sich 1986 mit diesen Worten bei einem offiziellen Besuch gegenüber britischen Studenten in China:
„If you stay here much longer, you’ll all be slitty-eyed.“
Das britische Außenministerium sah sich daraufhin genötigt, sich bei der chinesischen Regierung zu entschuldigen.
Beim gleichen Staatsbesuch sagte er auch – in Anlehnung an eine chinesische Redensart:
„If it has four legs and is not a chair, has wings and is not an aeroplane, or swims and is not a submarine, the Cantonese will eat it.“
„Wenn es vier Beine hat und kein Stuhl ist, wenn es Flügel hat und kein Flugzeug ist, oder wenn es schwimmt und kein U-Boot ist, werden es die Kantonesen essen.“
Mit solch beißendem Humor und seiner politisch unkorrekten Unverfrorenheit hat er jedoch auch die Sympathien vieler Untertanen gewonnen, ja manche fühlen sich sogar geehrt, von ihm auf die Schippe genommen zu werden:
„Von Prinz Philip mit einem seiner berüchtigten Sprüche bedacht zu werden, gilt in Großbritannien inzwischen fast schon als Privileg. ‚Um ehrlich zu sein: Es ist eine Ehre, von einem Mitglied des Königshauses beleidigt zu werden. Das ist etwas, wovon man seinen Enkeln erzählt‘, sagte die Waliserin Beverly Richards nach ihrer Begegnung mit Prinz Philip der BBC.“

## Wenn ihr uns stecht, bluten wir nicht?
Dies ist der Anfang eines berühmten Zitats aus William Shakespeares Drama Der Kaufmann von Venedig, wo der Jude Shylock auf Englisch sagt:
„If you prick us doe we not bleede? if you tickle us doe we not laugh? if you poison us doe we not die? and if you wrong us shall we not revenge?“
„Wenn ihr uns stecht, bluten wir nicht? Wenn ihr uns kitzelt, lachen wir nicht? Wenn ihr uns vergiftet, sterben wir nicht? Und wenn ihr uns beleidigt, sollen wir uns nicht rächen?“

## Wenn man keine Ahnung hat: einfach mal Fresse halten
In diesem Wortlaut findet sich das Bonmot, soweit feststellbar, erstmals in dem Programm Nuhr nach vorn von 1999 des deutschen Komikers Dieter Nuhr. Nuhr kritisiert, dass viele Menschen glauben, zu allem eine Meinung haben und diese auch kundtun zu müssen.
„Wenn man keine Ahnung hat, dann hält man bescheiden die Schnauze“, hatte allerdings schon „Ekel“ Alfred Tetzlaff in der am 18. März 1974 zum ersten Mal ausgestrahlten Folge Frühjahrsputz der Fernsehserie Ein Herz und eine Seele getönt.

## Wenn sie kein Brot haben, dann sollen sie eben Kuchen essen!

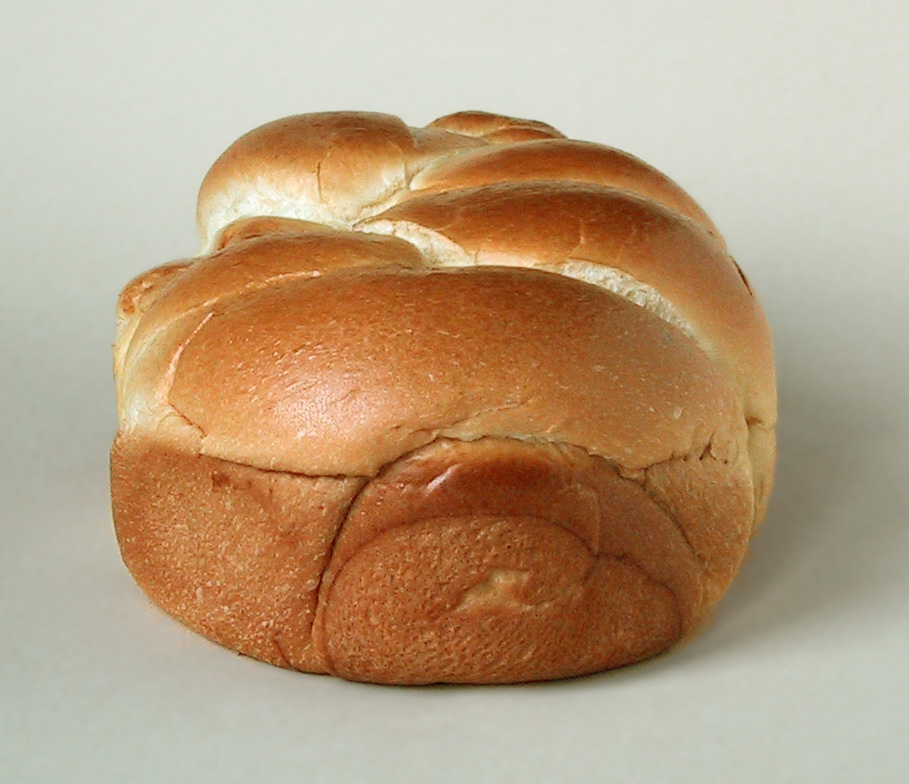
Brioche

Dies soll die französische Königin Marie-Antoinette auf die Bemerkung, die Armen könnten sich nicht einmal mehr Brot leisten, geantwortet haben:
„S’ils n’ont pas de pain, qu’ils mangent de la brioche!“
„Wenn sie kein Brot haben, dann sollen sie eben Kuchen essen!“
Dieser Satz wurde Marie-Antoinette zugeschrieben, die als abgehoben und verschwenderisch galt, und oft auf die Zeit zu Beginn der Französischen Revolution (1789) datiert. Allerdings steht er bereits in den Bekenntnissen (Confessions) von Jean-Jacques Rousseau (geschrieben 1765–1770, als Marie-Antoinette noch ein Kind war, und veröffentlicht 1782). Im sechsten Buch seiner Bekenntnisse schreibt er:
„Enfin je me rappelai le pis-aller d’une grande princesse à qui l’on disait que les paysans n’avaient pas de pain, et qui répondit: qu’ils mangent de la brioche.“
„Endlich erinnerte ich mich der Ausflucht einer großen Prinzessin, der man sagt, die Bauern hätten kein Brot, und die antwortete: Dann sollen sie Kuchen essen!“
Es handelt sich um eine Wanderanekdote, die auch schon über die erste Frau Ludwigs XIV. erzählt wurde.
Brioche ist ein kleines Hefegebäck, das traditionell zum französischen Frühstück gehört. Die Übersetzung von Brioche mit „Kuchen“ ist ahistorisch und irreführend, da das Gebäck im 18. Jahrhundert wenig Butter und Zucker enthielt und eher Weißbrot entsprach.

## Wenn Sie vom Flug … vom … vom Hauptbahnhof starten –

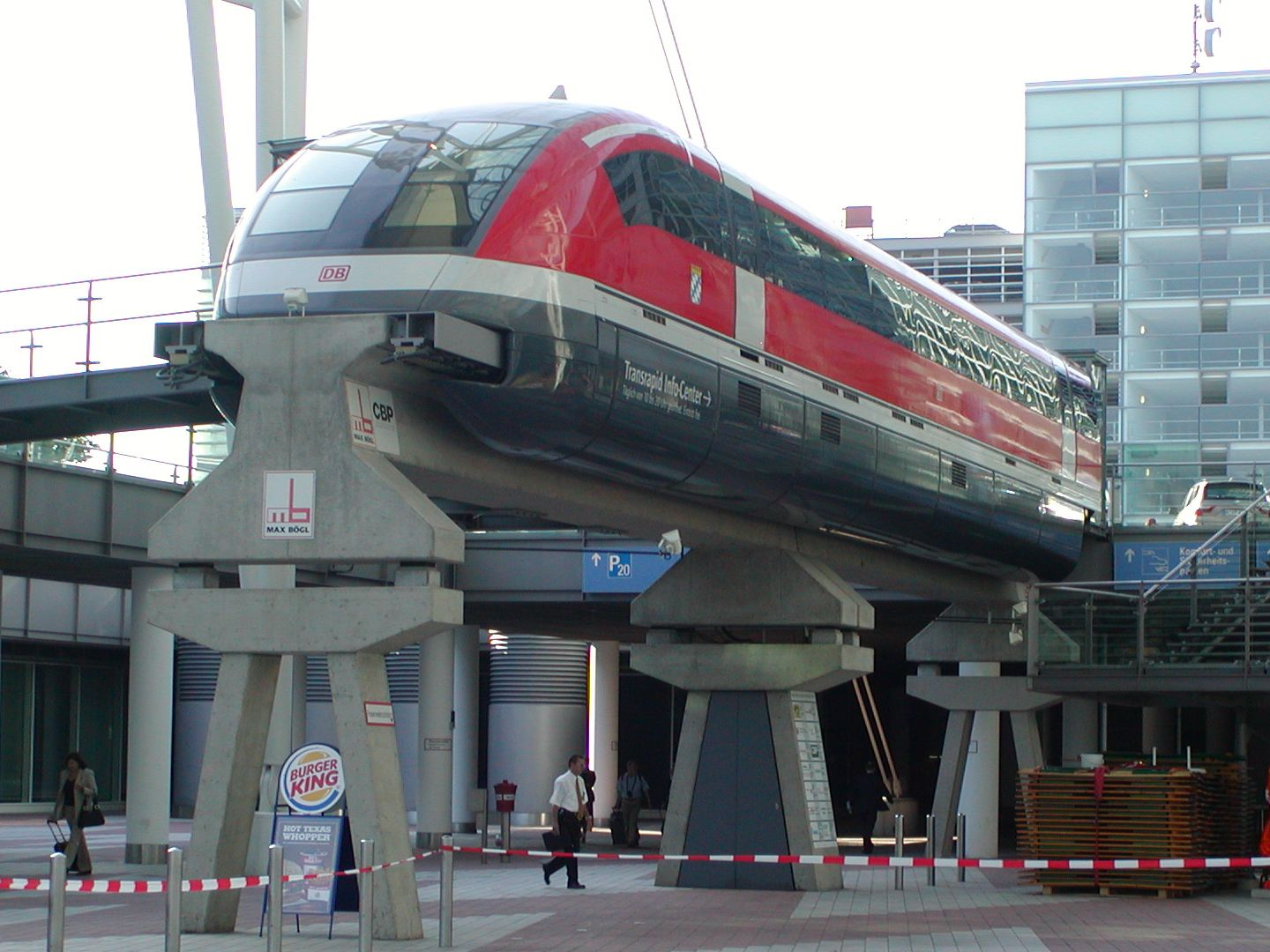
Transrapid München – ausgemusterter Original-Transrapid 07 als Info-Center im München Airport Center am Flughafen München

Diese leicht konfusen Worte stammen aus der so genannten Transrapidrede, die der damalige bayerische Ministerpräsident Edmund Stoiber beim Neujahrsempfang der Münchner CSU am 21. Januar 2002 zum Thema Anbindung des Münchner Flughafens mittels Transrapid an die Münchner Innenstadt hielt. Der ganze Satz lautet folgendermaßen:
„Wenn Sie vom Flug … vom … vom Hauptbahnhof starten – Sie steigen in den Hauptbahnhof ein, Sie fahren mit dem Transrapid in zehn Minuten an den Flughafen in … an den Flughafen Franz Josef Strauß.“
Im Laufe dieser Passage geriet Stoiber einige Male ins Stocken und verwechselte die Worte „Hauptbahnhof“ und „Flughafen“. Vier Jahre später wurde die Passage in den Medien verbreitet und persifliert. In der Folge wurden Phrasen wie „Wenn Sie vom Hauptbahnhof“ zu geflügelten Worten und wurden auch in anderen Politikbereichen in abgewandelter Form, jedoch ähnlichem Tonfall zitiert.
Die Rede erhielt auf Grund der vielen darin enthaltenen Versprecher Kultstatus und enthält Sätze wie die folgenden:
„Wenn Sie vom Hauptbahnhof in München … mit zehn Minuten, ohne, dass Sie am Flughafen noch einchecken müssen, dann starten Sie im Grunde genommen am Flughafen … am … am Hauptbahnhof in München starten Sie Ihren Flug. Zehn Minuten. Schauen Sie sich mal die großen Flughäfen an, wenn Sie in Heathrow in London oder sonst wo, meine sehr … äh, Charles de Gaulle in Frankreich oder in … in … in Rom.“
Von dieser Rede wurde in der Folgezeit ein Remix und ein Musikvideo angefertigt. Einen ersten Remix startete der Fraktionsvize der Grünen im Bundestag, Jürgen Trittin, als er Stoiber 2006 im Stil dieser Rede zum 65. Geburtstag gratulierte.

## Wenn’s der Wahrheitsfindung dient.
Dieser Ausspruch stammt von dem Kommunarden Fritz Teufel, der sich 1967 vor dem Berliner Landgericht als angeblicher Steinewerfer bei der Demonstration am 2. Juni 1967 in West-Berlin gegen den Schah verantworten musste. Der Aufforderung, er möge sich beim Eintreten des Hohen Gerichts von seinem Platz erheben, kam er mit dem spöttischen Kommentar nach:
„Na ja, wenn’s der Wahrheitsfindung dient“.
Fritz Teufel war ein prominenter Aktivist der Außerparlamentarischen Opposition (APO). Wenn’s der Wahrheitsfindung dient ist auch der Titel seiner von Marco Carini geschriebenen Biografie.
Mit fast den gleichen Worten kommentiert Manfred Krug in der Fernsehserie Liebling Kreuzberg die Vorschrift, dass Anwälte vor Gericht in Robe aufzutreten haben:
„Weil es der Wahrheitsfindung dient.“

## Wenn wir wollen, dass alles bleibt, wie es ist, muss sich alles ändern.
Dieses Motto, das die Vergeblichkeit starren Beharrens angesichts des zwangsläufigen Fortschritts oder unaufhaltsamer Veränderungen ausdrücken soll, stammt aus dem Roman Der Gattopardo (auch bekannt als Der Leopard) des Sizilianers Giuseppe Tomasi di Lampedusa, berühmt auch durch die Verfilmung von Luchino Visconti.
„Se vogliamo che tutto rimanga come è, bisogna che tutto cambi.“ wird zum Motiv des Tancredi, des Repräsentanten der jungen Generation des im Roman beschriebenen sizilianischen Adelsgeschlechts der Salina und ist zu einem in Italien bekannten Zitat avanciert.
Auch in den deutschen Sprachschatz hat das Wort Eingang gefunden, wo es besonders im politischen Kommentar auftaucht, zum Teil in Varianten wie „Wenn wir wollen, dass alles bleibt…“ oder „Damit alles bleibt, wie es ist, …“, „Damit es so bleibt, …“ oder auch „Damit auch nur einiges bleibt, wie es ist, muss sich (erst) alles ändern.“ Mit dem Zitat wird kritisiert, dass schlicht konservatives Festhalten an Zuständen, die zwingender Veränderung unterworfen sind, oder die ihren eigenen Verfall bedingen, sinnlos oder gar kontraproduktiv ist, und zum Ausdruck gebracht, dass eine wahrhaft bewahrende Haltung unter bestimmten Umständen radikale Veränderungen erfordert.

## Wer als Werkzeug nur einen Hammer hat, sieht in jedem Problem einen Nagel.
Diese Redewendung beschreibt den Umstand, dass die Wahrnehmung der Umwelt und das Problemlösungsverhalten von individuellen Erfahrungen beeinflusst werden. Vergleiche q:Robert Kagan.

## Wer andern eine Grube gräbt, fällt selbst hinein.
Dieses Sprichwort stammt aus dem alttestamentlichen Buch der Sprichwörter, wo es in der deutschen Übersetzung heißt:
„Wer eine Grube machet, der wird darein fallen.“
Es findet sich in ähnlicher Form auch in Psalm 7,16; 9,16; 57,7; Prediger Salomo 10, 8 und Sirach 27, 29.
Dieses Sprichwort entspricht einem Zitat aus dem epischen Lehrgedicht Werke und Tage des griechischen Dichters Hesiod:
Οἱ αἰτω κακά τεύχει ἀνήρ ἀλλω κακά τευχών. (Hoi aitô kaka teychei anêr allô kaka teychôn.)
„Der Mann, der einem andern Böses bereitet, bereitet das Böse sich selbst.“
Dieses Sprichwort entspricht:
Das Buch Kohelet, Kapitel 10 Vers 8 „Wer eine Grube gräbt, kann selbst hineinfallen, …“

## Wer bessern will, macht oft das Gute schlimmer.
„Wer bessern will, macht oft das Gute schlimmer.“
bzw. in anderer Übersetzung
„Oft büßt das Gute ein wer Bessres sucht.“
ist ein Ausspruch aus William Shakespeares Tragödie König Lear (I, 4); im englischen Original heißt es
„Striving to better, oft we mar what’s well.“

## Wer bremst, verliert.
Das Zitat kommt aus dem Rennsport und fordert, für den Sieg ein hohes Risiko einzugehen.
Es wurde zitiert von Mario Cipollini, einem italienischen Radsprinter. Die Fernsehmoderatorin Panagiota Petridou hat ihr Comedy-Programm 2020/21 danach benannt.

## Wer die Wahrheit nicht weiß, der ist bloß ein Dummkopf. Aber wer sie weiß und sie eine Lüge nennt, der ist ein Verbrecher!
Dieses Zitat aus Bertolt Brechts Drama Leben des Galilei wurde vom CDU-Politiker Heiner Geißler im Bundestagswahlkampf 1983 gegen die SPD eingesetzt.
Galileo Galilei arbeitete mit seinen wissenschaftlichen Kollegen gut zusammen, solange sie bereit waren, nur der Wissenschaft zu dienen. Wissenschaftler, die die Wahrheit zum Wohl der Kirche zurückstellten, waren in seinen Augen Verbrecher. Galilei hatte später einen gewaltigen inneren Konflikt zu bewältigen, nachdem er selbst von der Kirche zum Widerruf gezwungen worden war. Seine Schüler waren enttäuscht, da sie dachten, er würde der Gewalt der Kirche widerstehen können, und sein Schüler Andrea Sarti wiederholte Galileis Zitat.
Geißler bezog sich mit dem Zitat auf den Streit um die Auswirkungen der Mietgesetze.
Die CDU argumentierte, die Sozialdemokraten hätten kein Recht, gegen die unsozialen Mietgesetze zu polemisieren, denn im Grunde seien die Gesetzesänderungen alle schon in ihren Gesetzentwürfen geplant worden.
Eine ähnliche Formulierung findet sich in einem Lied mit der Überschrift Zum Wartburgfest 1817, das man heute noch in studentischen Kommersbüchern findet. Der Verfasser des Liedes ist der Schriftsteller August Daniel von Binzer. Die sechste Strophe lautet:
„Stoßt an! Freies Wort lebe! Hurra hoch!
Wer die Wahrheit kennet und saget sie nicht,
der bleibt ein ehrlos erbärmlicher Wicht.“

## Wer einmal lügt, dem glaubt man nicht, und wenn er auch die Wahrheit spricht.
Dieses Zitat ist die geläufige deutsche Übersetzung der Moral der äsopischen Fabel Der Hirtenjunge und der Wolf. Diese handelt von einem Hirtenjungen, der aus Langeweile schreit, der Wolf sei gekommen. Als später der Wolf wirklich kommt, eilt dem Jungen niemand mehr zur Hilfe. Das Sprichwort drückt also aus, dass einem Lügner, der einmal als solcher erkannt ist, kein Vertrauen mehr entgegengebracht wird.
Die Verwendung bei Äsop gibt sinngemäß ein Zitat des Aristoteles wieder, das diesem von Diogenes Laertios in seinem Werk Über Leben und Lehren berühmter Philosophen zugeschrieben wurde: Auf die Frage, was Lügner mit ihren Lügen erreichen, habe er geantwortet: „[...] dass ihnen nicht geglaubt wird, wenn sie die Wahrheit sprechen.“

## Wer einen Sumpf trockenlegen will, darf nicht die Frösche fragen.
- Wenn man einen Sumpf austrocknen will, läßt man nicht die Frösche darüber abstimmen." - Bruno Schönlank (SPD) vor dem Reichstag am 4. Februar 1894.[93]

- "Quand on veut dessécher un marais, on ne fait pas en voter les grenouilles!" - Delphine Gay (Mme. Emile de Girardin) unter dem Pseudonym Vicomte Charles de Launay: La croix de Berny. "La Presse"; später in Lettres parisiennes.

## Wer hat bloß den Käse zum Bahnhof gerollt?
Mit dieser scherzhaften Frage will man wissen, wer etwas getan hat. Sie stammt aus einem Schlager von Franz Strassmann aus dem Jahr 1926:
Wer hat bloß den Käse zum Bahnhof gerollt?
Das ist ’ne Frechheit, wie kann man so was tun,
Denn er war noch nicht verzollt!
Die Polizei hat sich hineingelegt, jetzt ist sie böse sehr und grollt,
Weil man hat einen Käse zum Bahnhof gerollt.
Ein Gedicht von Robert T. Odeman beginnt in enger Anlehnung an Goethes Erlkönig folgendermaßen:
Wer rollet so spät durch Nacht und Wind?
Es ist der Schweizer, mein liebes Kind.
Er muss an den Bahnhof zum letzten Zug.
Ja hörst du denn nicht, wie sein Herze laut schlug?
„Wer hat den Käse zum Bahnhof gerollt?“ heißt auch ein Lied auf dem Album Affentheater von Marius Müller-Westernhagen.

## Wer hat uns verraten? Sozialdemokraten!
In der Novemberrevolution 1918 wurde der Ausruf „Wer hat uns verraten? Sozialdemokraten!“ geprägt und in den folgenden Jahren teilweise durch weitere Zeilen ergänzt. Er bezog sich auf die Zustimmung der SPD zu den Kriegskrediten am 4. August 1914, am Beginn des Ersten Weltkriegs. Die Kriegsgegner spalteten sich 1917 von der SPD ab und gründeten die USPD. Nach der Ermordung von Karl Liebknecht und Rosa Luxemburg während der Niederschlagung des Januaraufstands 1919 unter Billigung des SPD-Politikers und späteren Reichswehrministers Gustav Noske festigte sich die Parole.

Später wurde die Parole in der Weimarer Republik auch von Nationalsozialisten genutzt, insbesondere im Zusammenhang mit der Dolchstoßlegende.

In der 68er-Bewegung wurde der Spruch von den rebellierenden Studierenden wieder aufgegriffen und erweitert: „Wer hat uns verraten? Sozialdemokraten! Und wer hatte Recht? Karl Liebknecht!“ 2003 wurde die Parole in dem Stück „Das politische Lied“ der Bochumer Punkband Die Kassierer verarbeitet und durch folgende Zeile erweitert: „Wer hat uns verraten? Sozialdemokraten! Wer war mit dabei? Die Grüne Partei!“ Dies bezog sich insbesondere auf die Unterstützung des Kosovo-Einsatzes der Bundeswehr, den Kriegsgegner als ersten Angriffskrieg Deutschlands nach dem Zweiten Weltkrieg werteten. 2008 schrieb der Autor und Liedermacher Marc-Uwe Kling ein Lied, das sich der Parole widmet und auf Entwicklungen der Sozialdemokratie der letzten Jahre bezieht.

Der CDU-Abgeordnete Christoph de Vries kritisierte im Oktober 2021 den Gebrauch der Worte „Wer hat uns verraten? Sozialdemokraten!“ durch die Fridays-For-Future-Bewegung als „Nazi- und Kommunistenrhetorik“ und forderte eine Beobachtung der Bewegung durch den Verfassungsschutz, sollte diese sich weiter radikalisieren.

## Wer immer strebend sich bemüht.
In Goethes Drama Faust II verkünden Engel die Erlösungsformel für Fausts Unsterbliches, das sie in der höheren Atmosphäre tragen:
„Wer immer strebend sich bemüht,
Den können wir erlösen.“
Hinzu kommt hier allerdings noch die göttliche Liebe:
„Und hat an ihm die Liebe gar
Von oben teilgenommen,
Begegnet ihm die selige Schar
Mit herzlichem Willkommen.“
Der erste Vers des Zitats wird leicht scherzhaft für stetiges, aber vielleicht nicht von Erfolg gekröntes Bemühen verwendet.

## Wer jetzt kein Haus hat, baut sich keines mehr.
Dies ist eine Zeile aus Rainer Maria Rilkes Gedicht Herbsttag, das er im Jahr 1902 schrieb. Das Gedicht beginnt mit den folgenden Worten:
„Herr: es ist Zeit. Der Sommer war sehr groß.
Leg deinen Schatten auf die Sonnenuhren,
und auf den Fluren laß die Winde los.“
Die dritte und letzte Strophe lautet:
„Wer jetzt kein Haus hat, baut sich keines mehr.
Wer jetzt allein ist, wird es lange bleiben,
wird wachen, lesen, lange Briefe schreiben
und wird in den Alleen hin und her
unruhig wandern, wenn die Blätter treiben.“

## Wer kann was Dummes, wer was Kluges denken, das nicht die Vorwelt schon gedacht?
Diese Einsicht verkündet Mephisto im zweiten Teil von Goethes Drama Faust. Er sagt dies ironisch nach seiner Begegnung mit dem Schüler, der ihm voll jugendlichem Tatendrang entgegengetreten war:
„Original, fahr hin in deiner Pracht! –
Wie würde dich die Einsicht kränken:
Wer kann was Dummes, wer was Kluges denken,
Das nicht die Vorwelt schon gedacht?“

## Wer nicht arbeitet, soll auch nicht essen.

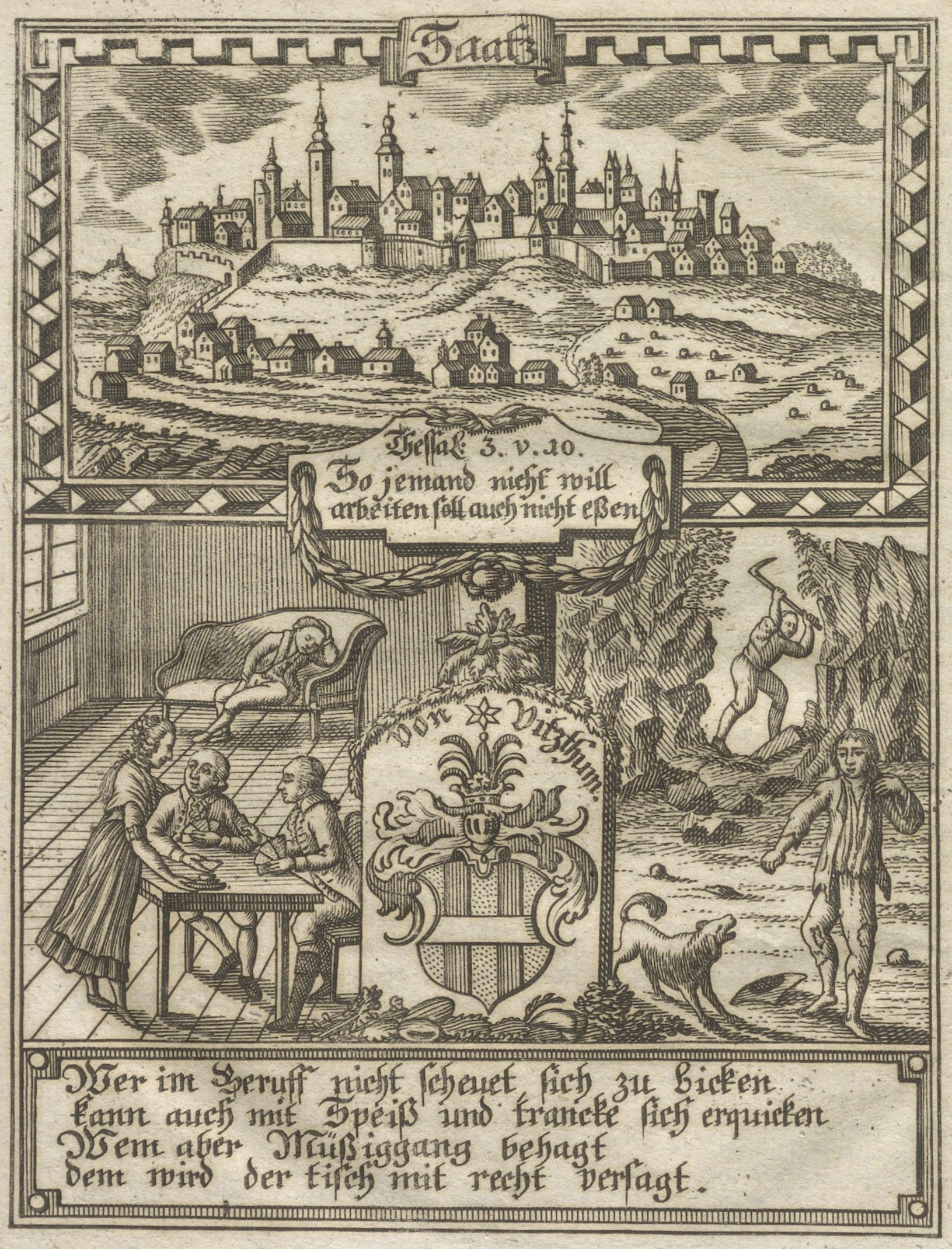
Zeitschrift von 1792 mit dem Bibelvers und einem dazu passenden Gedicht mit Illustration

Es handelt sich hier um ein leicht geändertes Zitat aus dem 2. Brief des Paulus an die Thessalonicher, mit dem der Apostel Paulus die Gemeinde in der griechischen Stadt Thessaloniki zur Arbeit anhält:
„10Denn als wir bei euch waren, haben wir euch die Regel eingeprägt: Wer nicht arbeiten will, soll auch nicht essen. 11Wir hören aber, dass einige von euch ein unordentliches Leben führen und alles Mögliche treiben, nur nicht arbeiten.“ 2. Brief des Paulus an die Thessalonicher 3,10 (2 Thess 3,10 )
Paulus meint damit, dass man selbst für sich sorgen und anderen nicht zur Last fallen solle.
In einem dem biblischen Sinne ähnlichen Zusammenhang verwendet es August Bebel, der Gründer der Sozialdemokratischen Arbeiterpartei (SDAP), einer der Vorläuferparteien der SPD. In seinem mehrere Jahrzehnte lang in über 60 Auflagen erscheinenden Buch „Die Frau und der Sozialismus“ schließt es seine differenzierenden Ausführungen über die „Arbeitspflicht aller Arbeitfähigen“ mit:
„Der Sozialismus stimmt mit der Bibel darin überein, wenn diese sagt: Wer nicht arbeitet, soll auch nicht essen“.
Später findet das Paulus-Zitat Verwendung in der Verfassung der UdSSR von 1936 bis 1977 (Stalin-Verfassung). Dort heißt es:
Artikel 12. Die Arbeit ist in der UdSSR Pflicht und eine Sache der Ehre eines jeden arbeitsfähigen Bürgers nach dem Grundsatz: ‚Wer nicht arbeitet, soll auch nicht essen‘.
Paul von Hindenburg, Chef des Generalstabs des Feldheeres, schrieb am 13. September 1916 an den damaligen Reichskanzler:
Ausdehnung des Kriegsleistungsgesetzes auch auf die abkömmlichen Frauen ist nötig. Es gibt ungezählte Tausende von kinderlosen Kriegerfrauen, die nur den Staat Geld kosten. Ebenso laufen Tausende Frauen und Mädchen herum, die nichts tun oder höchst unnützen Berufen nachgehen. Der Grundsatz ‚Wer nicht arbeitet, soll auch nicht essen‘ ist in unserer jetzigen Lage mehr denn je berechtigt, auch den Frauen gegenüber.
Eine scherzhafte Abwandlung lautet „Wer nicht arbeitet, soll wenigstens gut essen“.

## Wer nicht mit mir ist, der ist gegen mich.
Im Evangelium nach Matthäus (12,30) und im Evangelium nach Lukas (11,23) heißt es:
„ὁ μὴ ὢν μετ᾽ ἐμοῦ κατ᾽ ἐμοῦ ἐστιν, καὶ ὁ μὴ συνάγων μετ᾽ ἐμοῦ σκορπίζει.“
„Wer nicht mit mir ist, der ist wider (gegen) mich.“
Umgekehrt sagt Christus im Evangelium nach Markus (9,40) und im Evangelium nach Lukas (9,50):
„Wer nicht wider uns ist, der ist für uns.“
Ebenso dachte Caesar nach Cicero:
„Te enim dicere audiebamus nos omnis adversarios putare nisi qui nobiscum essent, te omnis qui contra te non essent tuos.“. (Pro Q. Ligario Oratio 33)
„Wir hörten ja deine Erklärung: wir (Pompejaner) halten alle für Gegner, die nicht für uns seien, du alle für Freunde, die nicht gegen dich seien.“ (Übersetzung Heinrich Kraz 1869)
Mit den Worten „Wer nicht für uns ist, ist gegen uns“ („I’ve said in the past that nations are either with us or against us in the war on terror.“) machte George W. Bush nach den Anschlägen vom 11. September 2001 klar, dass er vom Rest der Welt bedingungslose Unterstützung im Krieg gegen den Terror erwartete.

## Wer nie sein Brot mit Tränen aß.
Dieses Zitat stammt aus einem Gedicht Goethes im Roman Wilhelm Meisters Lehrjahre (2. Buch, 13. Kapitel). Es handelt sich um eines der Lieder, das der geheimnisvolle Harfenspieler singt. Zitiert wird oft die ganze erste Strophe des Gedichts:
„Wer nie sein Brot mit Tränen aß,
Wer nie die kummervollen Nächte
 Auf seinem Bette weinend saß,
Der kennt euch nicht, ihr himmlischen Mächte.“
Bekannt ist die folgende scherzhafte Abwandlung:
„Wer nie sein Brot im Bette aß,
weiß nicht, wie Krümel pieken.“

## Wer nur den lieben Gott lässt walten
Wer nur den lieben Gott läßt walten ist ein Kirchenlied des Kirchenlieddichters und -komponisten Georg Neumark aus den Jahren um 1641. Das Lied umfasst sieben Strophen und handelt vom Gottvertrauen. Neumark selbst bezeichnete es als Trostlied. Die Schlussverse der ersten Strophe sind Kennzeichnung eines festen Gottvertrauens:
„Wer nur den lieben Gott lässt walten
Und hoffet auf ihn allezeit,
Den wird er wunderbar erhalten
In aller Not und Traurigkeit.
Wer Gott, dem Allerhöchsten, traut,
Der hat auf keinen Sand gebaut.“

## Wer Ohren hat zu hören, der höre!

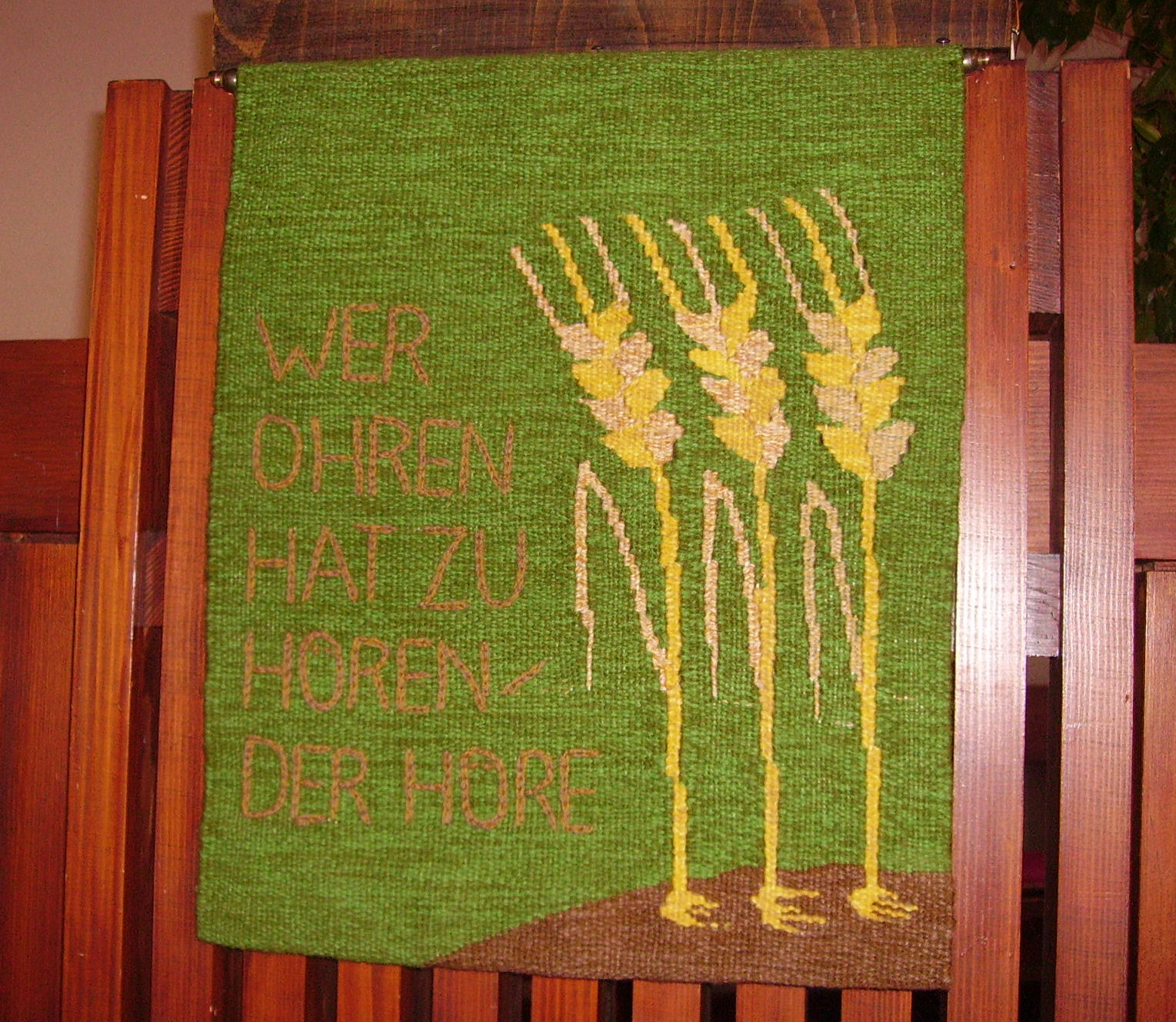
Antependium in Ludwigshafen-Maudach

Mit dieser Mahnung will Jesus im Matthäusevangelium (11,15–19) seine Zuhörer darauf hinweisen, dass sie aus seinen Gleichnissen die richtigen Lehren ziehen können, wenn sie nur bemüht sind, genau hinzuhören:
„Wer Ohren hat, zu hören, der höre! Wem soll ich aber dies Geschlecht vergleichen? Es ist den Kindlein gleich, die an dem Markt sitzen und rufen gegen ihre Gesellen und sprechen: Wir haben euch gepfiffen, und ihr wolltet nicht tanzen; wir haben euch geklagt, und ihr wolltet nicht weinen. Johannes ist gekommen, aß nicht und trank nicht; so sagen sie: Er hat den Teufel. Des Menschen Sohn ist gekommen, ißt und trinkt; so sagen sie: Siehe, wie ist der Mensch ein Fresser und ein Weinsäufer, der Zöllner und der Sünder Geselle! Und die Weisheit muß sich rechtfertigen lassen von ihren Kindern.“
Auch heute will man mit diesem Bibelzitat ausdrücken, dass man mit der nötigen geistigen Anstrengung den Sinn einer Mitteilung verstehen kann. Es handelte sich dabei um eine alte aramäische Redewendung, die von Rabbinern benutzt wurde, wenn die Schüler sich etwas besonders gut einprägen sollten.
Mit den Worten „Wer Ohren hat zu hören“ kann heute allerdings auch ein Artikel über den Hörbuchmarkt überschrieben sein.
Der österreichische Komponist Johann Nepomuk David machte dieses Bibelzitat 1939 zum Titel einer seiner Motetten.

## Wer reitet so spät durch Nacht und Wind?
Dies ist der berühmte Anfang von Goethes Ballade Erlkönig:
„Wer reitet so spät durch Nacht und Wind?
Es ist der Vater mit seinem Kind.
Er hat den Knaben wohl in dem Arm,
Er faßt ihn sicher, er hält ihn warm.“
Der Erlkönig beschreibt den nächtlichen Ritt eines Vaters mit seinem Sohn. Der Junge sieht den Erlkönig, von dem er sich bedroht fühlt. Der Vater versucht, ihn zu beruhigen und natürliche Erklärungen zu geben.
Erlkönig ist seit den 1950er Jahren zur gängigen Bezeichnung für den Prototyp eines Autos geworden, von dem die Presse umso lieber Photos veröffentlicht, je eifriger der Hersteller ihn geheim zu halten versucht. In diesem Sinn wurde der Begriff erstmals von den Motorjournalisten Heinz-Ulrich Wieselmann, Chefredakteur der Automobilzeitschrift auto motor und sport, und Werner Oswald, von Anfang 1950 bis Ende 1957 zweiter Mann in der Redaktion, verwendet. Oswald erzählt:
„Diese nach heutigen Maßstäben lächerlich harmlosen Bildchen galten damals als nie dagewesene Provokation der Automobilindustrie… Chefredakteur Wieselmann kam schließlich auf die Idee, durch liebenswürdige Begleittexte den betroffenen Industriefirmen die bittere Pille ein wenig zu versüßen. In diesem Sinn reimte er eines schönen Sonntags für die ersten paar Bilder je ein kleines Achtzeilen-Gedicht im Stil des Erlkönig-Poems.“

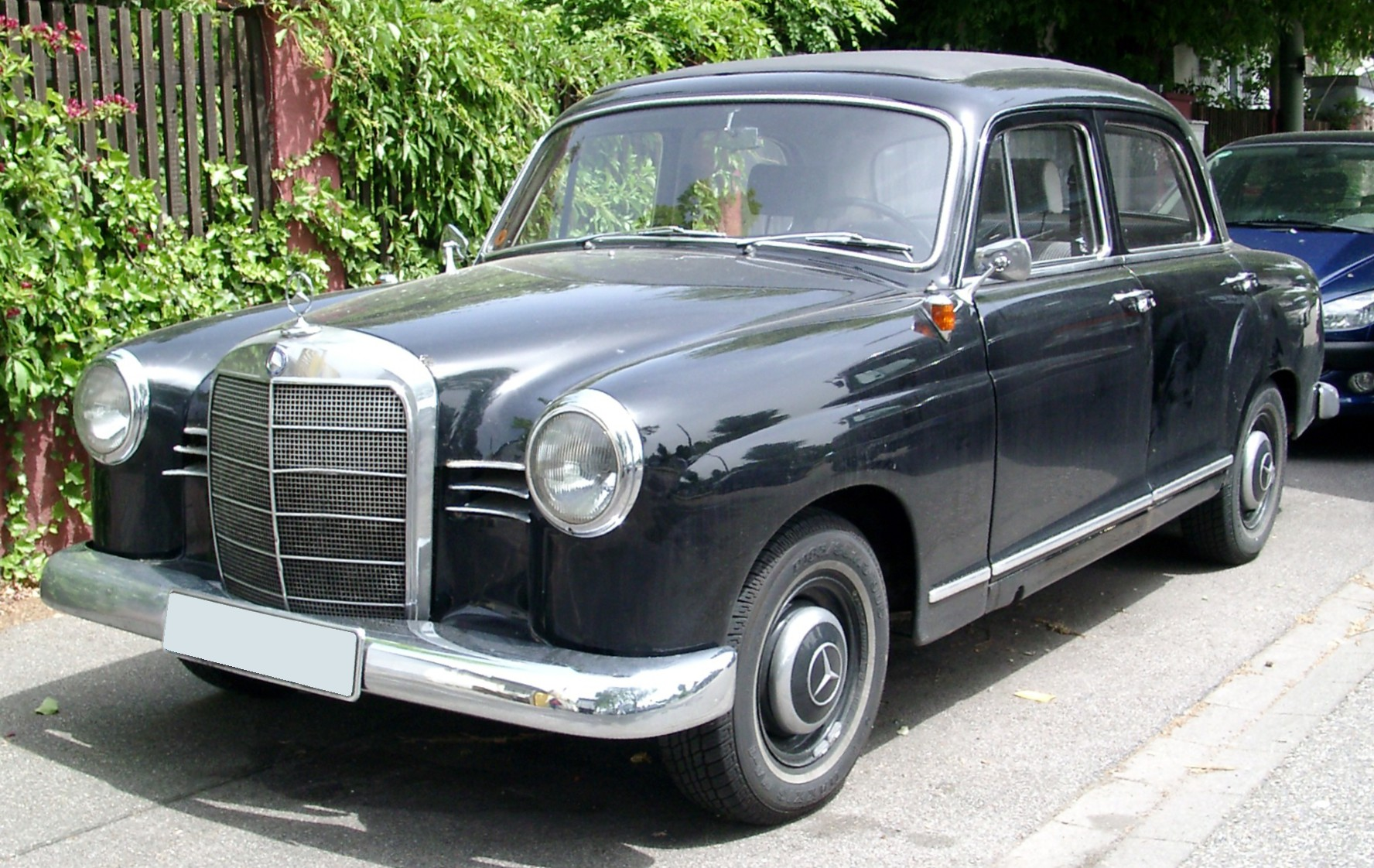
Mercedes-Benz 180, der erste Erlkönig

Erlkönig Nummer eins war 1952 der Prototyp des Mercedes-Benz 180. Die Bildunterschrift lautete:
„Erlkönig
1. Folge
Wer fährt da so rasch durch Regen und Wind?
Ist es ein Straßenkreuzer von drüben,
der nur im Umfang zurückgeblieben
oder gar Daimlers jüngstes Kind? …“
Der Komiker Heinz Erhardt dichtete auf Goethes Ballade eine Parodie mit dem Titel Der König Erl, die mit den folgenden Worten beginnt:
„Wer reitet so spät durch Wind und Nacht?
Es ist der Vater. Es ist gleich acht.“
Vom Komiker Otto Waalkes stammt folgende Version:
„Wer reitet so spät durch Nacht und Wind?
Es ist der Fleischer, er sucht sein Rind.“
Auch der Komiker Eberhard Cohrs nahm sich des Erlkönigs an, das klang dann u. a. so:
„Wer reitet so spät im finsteren Busche?
Der Gaul der stolpert und fällt auf die Gusche.“

## Wer schmeißt denn da mit Lehm?
Diese Frage stellte die bekannte Berliner Kabarettistin Claire Waldoff in einem von ihr selbst getexteten und komponierten Lied, dessen Refrain folgendermaßen lautet:
„Wer schmeißt denn da mit Lehm?
Der sollte sich was schäm’n.
Der sollte doch was anders nehm’n.
Als ausgerechnet Lehm.“
Das Lied wendet sich gegen die Unfreundlichkeit und Gereiztheit der Menschen im Umgang miteinander. Die erste Strophe lautet so:
„Die Menschen heutzutage, die sind alle so nervös.
über jede kleine Kleinigkeit da werden se giftig bös.
Schimpft einer auf den andern, dann sing ich voll Humor,
damit er nicht mehr schimpfen soll, mein kleines Liedchen vor: …“

## Wer sich nicht seiner Vergangenheit erinnert, ist verurteilt, sie zu wiederholen.
Der US-amerikanische Philosoph George Santayana warnte in The Life of Reason:
„Those who cannot remember the past are condemned to repeat it.“
Dieses Zitat wird heute meist in einem historisch-moralischen Sinn verwendet. Im originalen Zusammenhang argumentiert Santayana damit jedoch gegen einen naiven Fortschrittsglauben und gleichzeitig gegen den Perfektionismus und Idealismus des Christentums. Diesen gegenüber setzt er einen Pragmatismus, der Fortschritt nur kennt als eine Veränderung, die auf dem Bewusstsein der Vergangenheit beruht.

## Wer soll das bezahlen?

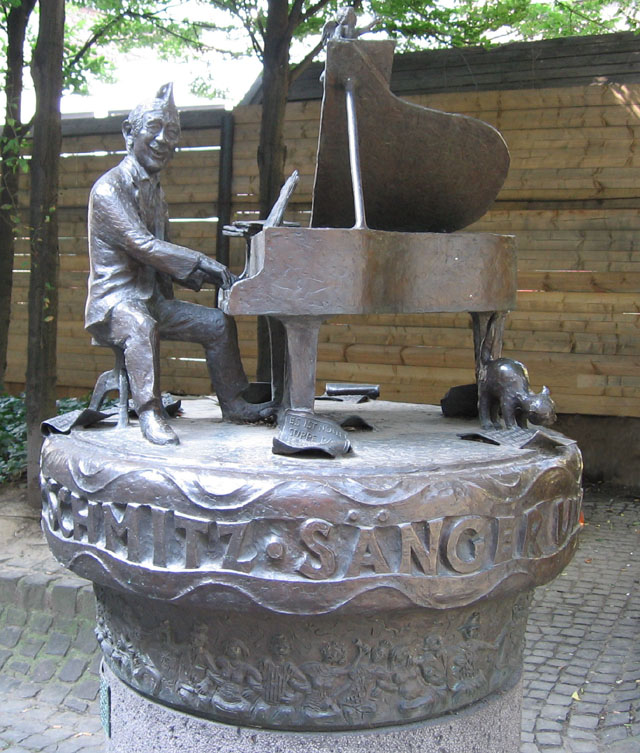
Jupp Schmitz

Diese rhetorische Frage ist der Titel eines Kölner Karnevalsschlagers aus den Jahren 1948/49. Den Text schrieb Kurt Feltz unter dem Pseudonym Walter Stein. Gesungen wurde das Lied vom Krätzchensänger Jupp Schmitz, von dem auch die Melodie stammt. Das Lied wurde auf Anhieb einer der meistgesungenen Schlager jener Jahre. Daran konnte auch der Plagiatsvorwurf des Hofbräuhaus-Lied-Komponisten Wilhelm Gabriel nichts ändern, der darin seinen 1936 entstandenen Marsch Sie hieß Marie, und treu war sie wiederzuerkennen glaubte.
Der heute noch viel zitierte Kehrreim lautet folgendermaßen:
„Wer soll das bezahlen, wer hat das bestellt,
wer hat soviel Pinke-Pinke, wer hat soviel Geld?“
Der Schlager entstand in der Zeit der Währungsreform und drückte die Stimmung der Zeit aus. Pinkepinke stammt aus der Gaunersprache und ist ein umgangssprachlicher Ausdruck für Geld.
Heute wird der Schlagertitel in unterschiedlichen Zusammenhängen zitiert, wie zum Beispiel:
- „Finanzkrise: Wer soll das bezahlen?“
- „Inflation: Wer soll das bezahlen?“
- „Teurer Wohnraum – Wer soll das bezahlen?“

## Wer Sorgen hat, hat auch Likör.

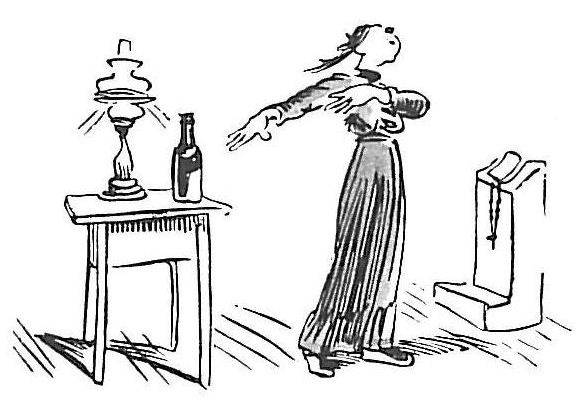
„Wer Sorgen hat, hat auch Likör.“

Eine Erkenntnis aus der Bildergeschichte Die fromme Helene des Zeichners Wilhelm Busch lautet:
„Es ist ein Brauch von alters her:
Wer Sorgen hat, hat auch Likör.“
Diese Worte sagt Helene im 16. Kapitel, das unter der Überschrift Die Versuchung steht. Mit schlechtem Gewissen schaut sie die Likörflasche an:
„‚Nein!‘ – ruft Helene – ‚Aber nun
Will ich’s auch ganz – und ganz – und ganz –
und ganz gewiß nicht wieder tun!‘“
Dann schaut sie sich die Flasche aus der Ferne an und kommt immer näher. Auch die Warnung ihrer verstorbenen Tante hält Helene schließlich nicht mehr davon ab, nach der Flasche zu greifen. Dann fällt aber die Petroleumlampe um und Helene verbrennt. Am Ende heißt es:
„Hier sieht man ihre Trümmer rauchen,
Der Rest ist nicht mehr zu gebrauchen.“
Die DEFA drehte 1948 einen Werbestreifen für Spirituosen unter dem Titel „Wer Sorgen hat …“.

## Wer suchet, der findet.
Wer suchet, der findet ist eine Kurzversion des Bibelwortes Matthäus 7,7 und Bestandteil der Bergpredigt: „Bittet, so wird euch gegeben; suchet, so werdet ihr finden; klopfet an, so wird euch aufgetan. Denn wer da bittet, der empfängt; und wer da sucht, der findet; und wer da anklopft, dem wird aufgetan.“ (Lutherbibel 1984 99/07).
Im lateinischen Original der Vulgata-Bibel: „Petite et dabitur vobis quaerite et invenietis pulsate et aperietur vobis.“ In der griechischen Version lautet die Stelle „Αἰτεῖτε καὶ δοθήσεται ὑμῖν, ζητεῖτε καὶ εὑρήσετε, κρούετε καὶ ἀνοιγήσεται ὑμῖν·“ (Nestle-Aland).

Der Spruch wird auch als „Suchet, so werdet ihr finden“ zitiert.

## Wer über gewisse Dinge den Verstand nicht verlieret, der hat keinen zu verlieren.

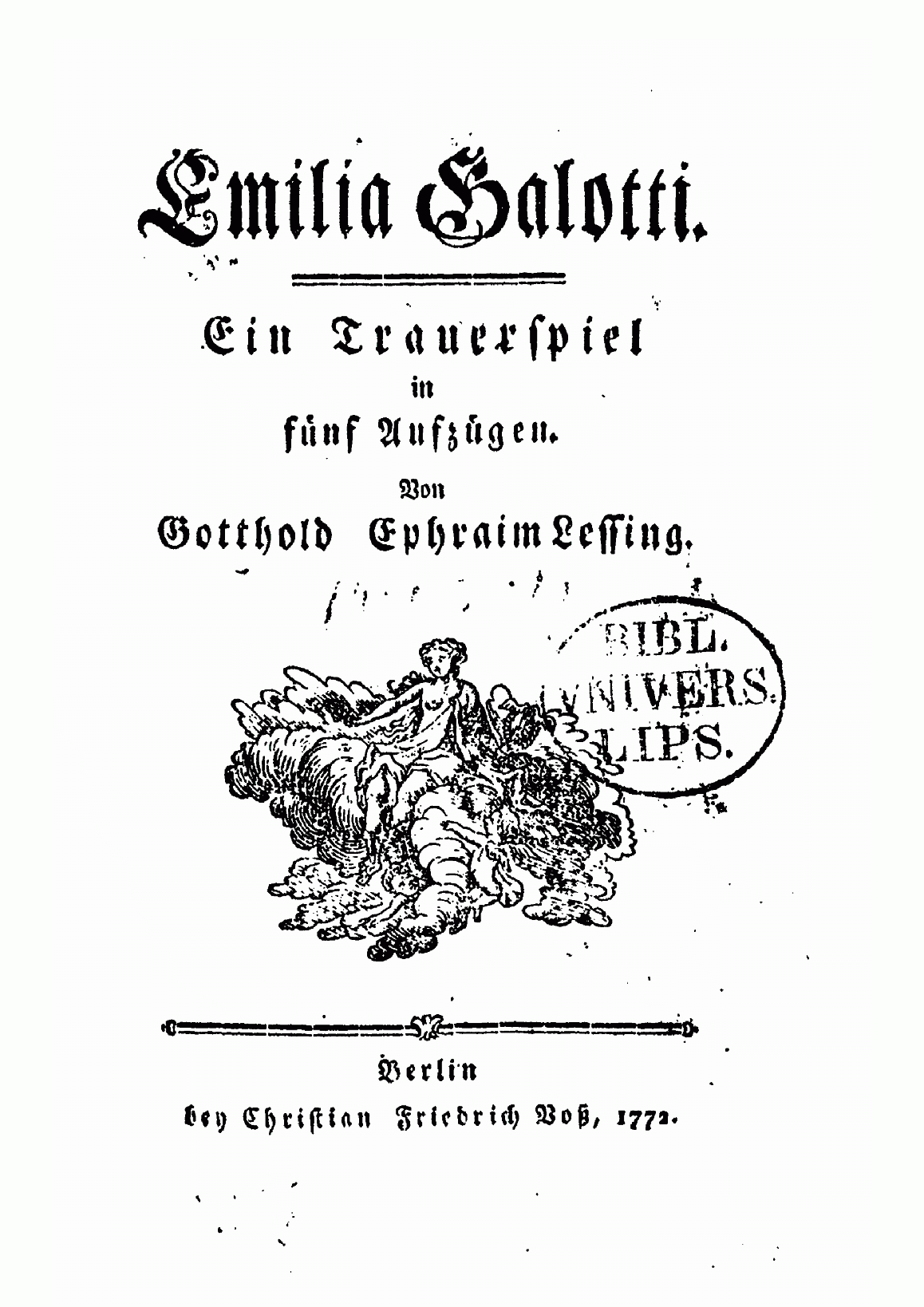
Emilia Galotti

Dieses Zitat stammt aus dem Trauerspiel Emilia Galotti des Dichters Gotthold Ephraim Lessing.
Im Vierten Aufzug sagt dies Gräfin Orsina zu Odoardo Galotti, dem Vater der entführten Emilia Galotti, und gibt ihm ihren Dolch:
Odoardo
„Das unglückliche? – Madame! – Was will ich von ihr? – Doch, bey Gott, so spricht keine Wahnwitzige!“
Orsina
„Wahnwitzige? Das war es also, was er Ihnen von mir vertraute? – Nun, nun; es mag leicht keine von seinen gröbsten Lügen seyn. – Ich fühle so was! – Und glauben Sie, glauben Sie mir: Wer über gewisse Dinge den Verstand nicht verlieret, der hat keinen zu verlieren. –“
Hintergrund ist, dass der absolutistische Herrscher Hettore Gonzaga davon besessen ist, das bürgerliche Mädchen Emilia Galotti zu seiner Geliebten zu machen. Die Gräfin Orsina, die ehemalige Mätresse des Prinzen, provoziert Emilias Vater dazu, den Prinzen zu erdolchen.

## Wer Visionen hat, sollte lieber gleich zum Arzt gehen.
Das Zitat stammt von Helmut Schmidt und wurde im Wahlkampf vor der Bundestagswahl 1980 erstmals verwendet. Gedacht war der Ausspruch als Spitze gegen die von Willy Brandt geäußerten wirtschaftspolitischen Denkmodelle für die Zukunft. Schmidt hielt aktuelles Krisenmanagement für wichtiger.

## Wer von euch ohne Sünde ist, der werfe den ersten Stein.

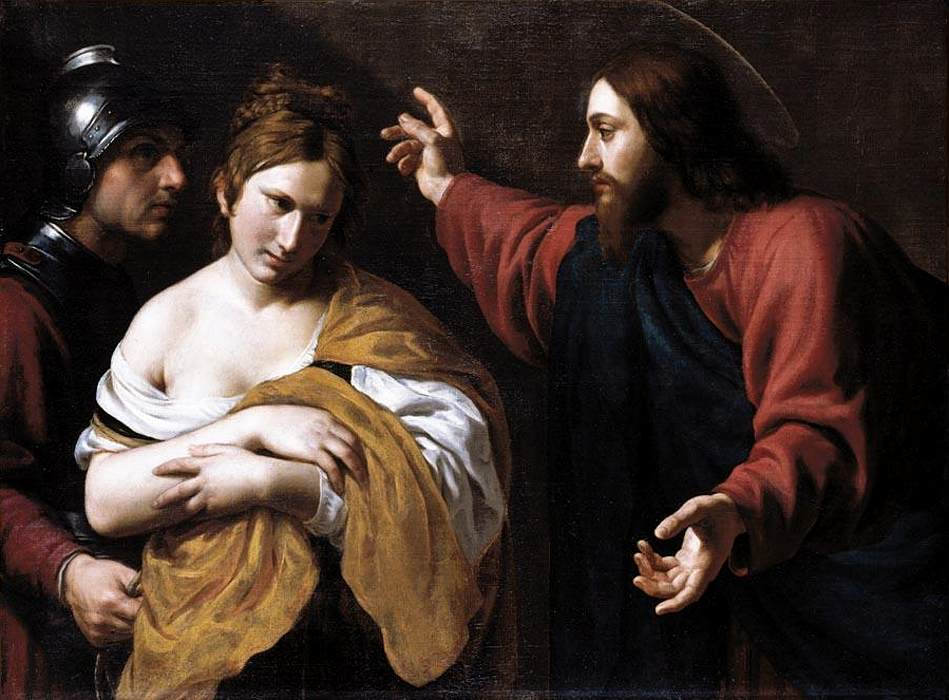
Alessandro Turchi: Jesus und die Ehebrecherin

Diese Redewendung ist biblischen Ursprungs. Im Evangelium nach Johannes wird berichtet, dass Pharisäer und Schriftgelehrte eine Ehebrecherin zu Jesus brachten und ihn fragten, ob sie gesteinigt werden solle:
„Da brachten die Schriftgelehrten und Pharisäer eine Frau, die beim Ehebruch ertappt worden war. … Mose hat uns im Gesetz vorgeschrieben, solche Frauen zu steinigen. Nun, was sagst du? … Jesus aber bückte sich und schrieb mit dem Finger auf die Erde. Als sie hartnäckig weiterfragten, richtete er sich auf und sagte zu ihnen: Wer von euch ohne Sünde ist, werfe als erster einen Stein auf sie.“
Die Antwort Jesu lautete im griechischen Original:
Ὁ ἀναμάρτητος ὑμῶν πρῶτος ἐπ’ αὐτὴν βαλέτω λίθον.
Auffällig sind die Gelassenheit, mit der Jesus hier vorgeht, und die einfache Lösung des Problems. Seine Gegner versuchten ihn in eine Falle zu locken. Sagt er: „Steinigt sie!“, wie kann er dann weiter von der Liebe Gottes sprechen? Sagt er: „Lasst sie frei!“, ruft er zum Gesetzesbruch auf.
Die Bibelstelle lautet weiter:
Als sie seine Antwort gehört hatten, gingen die Schriftgelehrten und Pharisäer still fort. Jesus blieb allein zurück mit der Frau. Er richtete sich auf und fragte die Frau: „Wo sind sie geblieben? Hat dich keiner verurteilt?“ Die Frau antwortete: „Keiner, Herr.“ Da sagte Jesus zu ihr: „Auch ich verurteile dich nicht. Geh und sündige von jetzt an nicht mehr!“

## Wer weiß, wie nahe mir mein Ende!
Der Choral, dessen Text Ämilie Juliane Gräfin von Schwarzburg-Rudolstadt im Jahr 1688 veröffentlichen ließ, beginnt folgendermaßen:
„Wer weiß, wie nahe mir mein Ende!
Hin geht die Zeit, her kommt der Tod.
Ach, wie geschwinde und behende
Kann kommen meine Todesnot!“
In der Bearbeitung von Johann Sebastian Bach hat das Lied folgenden Text:
„Wer weiß, wie nahe mir mein Ende?
Das weiß der liebe Gott allein,
ob meine Wallfahrt auf der Erden
kurz oder länger möge sein.“
Zu diesem Lied gibt es ein Gedicht von Mascha Kaléko, in dem es heißt:
„Vor meinem eignen Tod ist mir nicht bang, Nur vor dem Tode derer, die mir nah sind. Wie soll ich leben, wenn sie nicht mehr da sind? … Bedenkt: den eignen Tod, den stirbt man nur, doch mit dem Tod der andern muss man leben.“

## Wer zählt die Völker?
Dieses Zitat ist der Beginn der 12. Strophe aus Friedrich Schillers Ballade Die Kraniche des Ibykus. Dort sind die Isthmischen Spiele zu Ehren des Meeresgottes Poseidon der Anlass, wie es am Gedichtanfang heißt:
„Zum Kampf der Wagen und Gesänge
Der auf Korinthus’ Landesenge
 Der Griechen Stämme froh vereint.“
Am Anfang der 12. Strophe heißt es:
„Wer zählt die Völker, nennt die Namen,
die gastlich hier zusammenkamen?“

## Wer zu spät kommt, den bestraft das Leben.

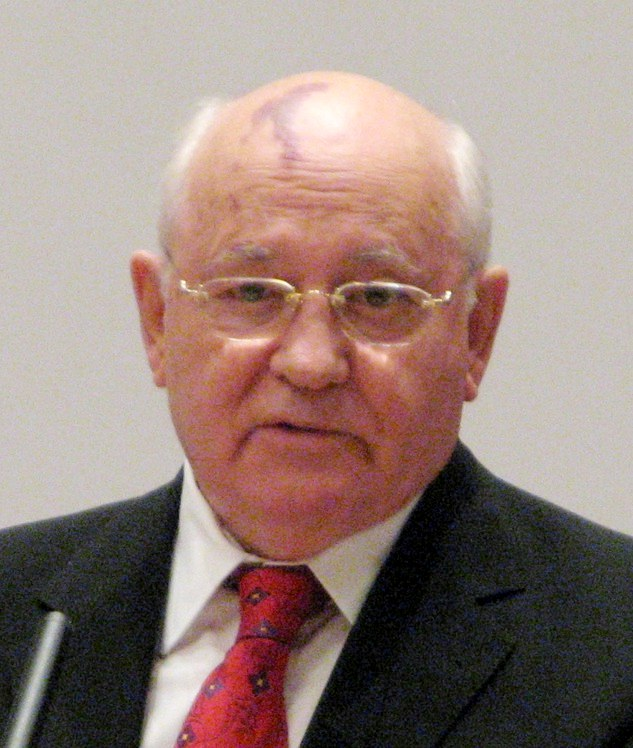
Michail Gorbatschow

In seiner Rede am 6. Oktober 1989 anlässlich des 40. Gründungstages der DDR sprach der sowjetische Staatspräsident Michail Gorbatschow angeblich den berühmten Satz:
„Wer zu spät kommt, den bestraft das Leben.“
(„Того, кто опоздает, накажет жизнь“ – Towo, kto oposdajet, nakaschet schisnj.)
Der Satz stammt jedoch nicht von Gorbatschow selbst, sondern von seinem Sprecher Gennadi Gerassimow.
Gorbatschows Zitat auf dem Flughafen Berlin-Schönefeld wurde laut Zeit wohl im Nachhinein „begradigt“. Ein Mitschnitt der Aktuellen Kamera des DDR-Fernsehens vom 5. Oktober 1989 zeigt, wie Gorbatschow von Erich Honecker zur 40-Jahr-Feier der DDR empfangen wird. Bei dieser Gelegenheit sagte er den Satz
„Ich glaube, Gefahren warten nur auf jene, die nicht auf das Leben reagieren“, welcher vermutlich die russische Version des Gedankens ist, der auch in Deutschland Ausdruck in diesem lange vor Gorbatschow existierenden deutschen Sprichwort gefunden hat.
In seinen Memoiren schreibt Gorbatschow, er habe zwei Tage später Honecker in einem Vieraugengespräch gesagt:
„Das Leben verlangt mutige Entscheidungen. Wer zu spät kommt, den bestraft das Leben.“

## Wer zuerst kommt, mahlt zuerst
Das Sprichwort Wer zuerst kommt, mahlt zuerst stammt aus dem Sachsenspiegel des Eike von Repgow und ist somit schon um die 700 Jahre alt. Es heißt im Original: „De ok erst to der molen kumt, de scal erst malen“ und bezieht sich auf Bauern, die zur Mühle kamen und unter Umständen lange Wartezeiten in Kauf nehmen mussten.
Es entspricht dem Windhundprinzip oder auch dem Prioritätsprinzip, das lateinisch „Prior tempore, potior iure“ („Früher in der Zeit, stärker im Recht“) lautet und Privilegien ausschließt.

## Wer zwei Paar Hosen hat, mache eins zu Geld und schaffe sich dieses Buch an.
Diese Aufforderung stammt aus dem Notizbuch von Georg Christoph Lichtenberg und wird gelegentlich als Werbung für ein Buch zitiert. So heißt es in einer Buchbesprechung bei Amazon:
„Von Lichtenberg ist auch der Spruch ‚Wer zwei Paar Hosen hat, mache eins zu Geld und schaffe sich dieses Buch an.‘ Klar dass Gernhardt auf diesen Spruch Bezug nimmt und hofft, dass er auch bezüglich des vorliegenden ‚Unsere Erde ist vielleicht ein Weibchen‘ Anwendung findet.“
Kurt Tucholsky schrieb unter seinem Pseudonym Peter Panter:
„Wir haben Ludwig Hardt unsern Dank zu sagen für dieses schöne Buch, das uns an die Stunden erinnert, wo wir ihn gehört haben. Man möchte sich ihn manchmal abends bestellen, so, wie man früher einen Geiger geholt haben mag. Sprich eins. Und weil das nicht möglich ist – aber einmal wars doch möglich, Ludwig Hardt, und Dank für den Abend in Kurland! –, darum soll ihm Christian Lichtenberg seinen Gruß anbieten: ‚Wer zwey Paar Hosen hat, mache eins zu Geld und schaffe sich dieses Buch an!‘ Die Aufforderung ist übrigens bisexuell.“

## Wer’s glaubt, wird selig.
„Wer’s glaubt, wird selig“ geht auf eine Stelle im Evangelium nach Markus zurück. Dort heißt es:
„Wer glaubt und sich taufen läßt, wird gerettet; wer aber nicht glaubt, wird verdammt werden.“
Heute wird diese Wendung nicht mehr im Zusammenhang mit der Taufe und überwiegend auch nicht mehr für religiösen Glauben verwendet, sondern allgemein für Überzeugungen ohne faktenbasierte Grundlage. Die Formulierung ist mittlerweile spöttisch-herablassend konnotiert und bedeutet so viel wie: Wer das glaubt, mag zwar glücklich damit werden, erweist sich aber als naiv.
Eine Abwandlung lautet: „Wer’s glaubt, wird selig; wer’s nicht glaubt, kommt auch in den Himmel.“

## What a Wonderful World
What a Wonderful World (englisch: Was für eine wunderbare Welt) ist der Titel eines Liedes, das von Louis Armstrong gesungen wurde. Die erste Strophe des Textes lautet:
„I see trees of green, red roses too.
I see them bloom for me and for you,
and I think to myself: What a wonderful world.“
Das Lied erzählt von der Schönheit der Welt und sollte eine Gegenströmung zum zunehmend schlechter werdenden politischen Klima in den USA des Jahres 1967 bilden.

## What would Jesus do?

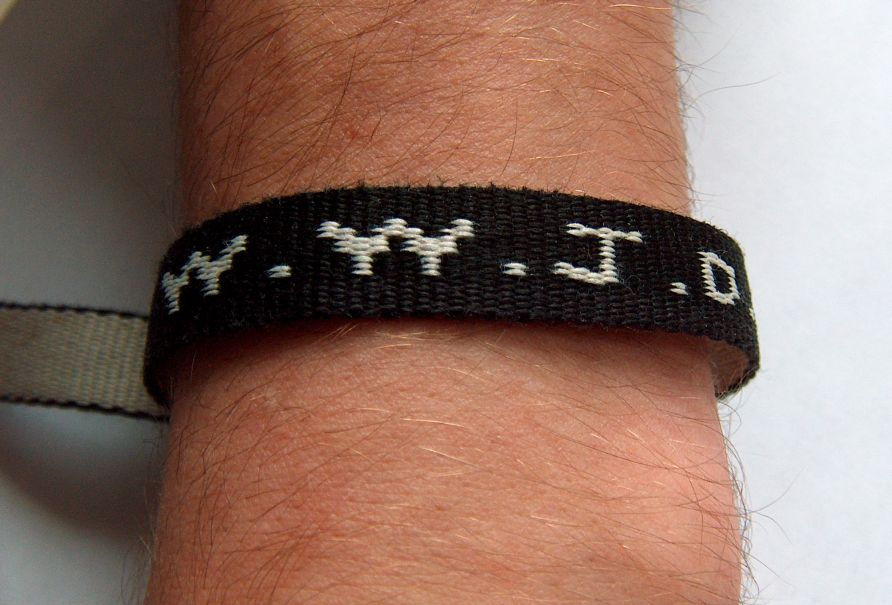
W.W.J.D.-Armband

W.W.J.D. (englische Abkürzung für „What would Jesus do“ – „Was würde Jesus tun?“) ist ein Slogan, der vorwiegend auf Armbändchen zu finden ist. Solche Armbändchen sollen den Träger bei allen Handlungen daran erinnern, sich zu fragen, wie Jesus Christus in dieser Situation reagieren, handeln oder denken würde.
Janie Tinklenberg, die in Michigan eine christliche Jugendgruppe leitete, entdeckte diese Frage 1989 in einem Buch von Charles Monroe Sheldon aus dem Jahr 1896. (Sheldon war führend in der Social Gospel Bewegung.) Die Frage und die damit verbundenen Armbänder verbreiteten sich rasch unter US-amerikanischen Jugendlichen. Laut Tinklenberg wurden bisher weltweit über 52 Millionen Armbänder verkauft.
Die Band D.V.D.A. um Matt Stone und Trey Parker parodierte diese Frage mit dem Lied What Would Brian Boitano Do? (Was würde Brian Boitano tun?), das Stone und Parker unter anderem auch zweimal in ihrem Kinofilm South Park: Der Film – größer, länger, ungeschnitten verwendeten.

## Where is the beef?
„Where is the beef?“ („Wo ist das Fleisch?“) ist eine US-amerikanische Redewendung und hat ihren Ursprung in einem Werbespot der Fastfood-Kette Wendy’s.
Der Spot lief erstmals 1984: Drei ältere Damen stehen an einem Tisch und inspizieren einen übergroßen Hamburger. Während zwei der Damen dessen Größe, die Brötchen etc. loben, fällt dem Zuschauer auf, dass sich kaum Fleisch in dem Hamburger befindet. Die dritte der älteren Damen fragt dann auch unablässig: „Where is the beef?“ Der Ausspruch wird im Alltag dazu gebraucht, auf den ersten Blick vielversprechend Aussehendes zu hinterfragen.

## Wichtig is’ auf’m Platz
„Wichtig is’ auf’m Platz“ ist ein Zitat des Fußballtrainers Alfred Preißler, das in prägnanter Form auf den Fußballsport bezogen den Vorrang der Wettkampfpraxis gegenüber aller Theorie fordert.
Diesen Satz zitierte Otto Rehhagel als griechischer Nationaltrainer:
„Alles, was vorher an Erwartungen ausgesprochen wird, ist etwas für die Medien. Was dann nachher passiert, da gibt es den großartigen Satz von Adi Preißler: Wichtig is auf’m Platz. Da wird alles entschieden. Der Fußball lebt von den Unwägbarkeiten. Wichtig ist, dass unsere Mannschaft körperlich topfit ist und dass wir versuchen, alle unsere Möglichkeiten umzusetzen.“

## Wider den Stachel löcken
Diese bereits von den antiken Dramatikern Aischylos, Euripides und Terenz gebrauchte Redewendung wurde vermutlich durch die Bibel noch gebräuchlicher. In der Apostelgeschichte rechtfertigt sich der Apostel Paulus von Tarsus vor dem jüdischen König Agrippa. Er berichtet von seiner Bekehrung und wie eine Stimme zu ihm sprach:
„Saul, Saul, was verfolgst du mich? Es wird dir schwer sein, wider den Stachel zu löcken.“
Das sprachliche Bild ist vom Ochsen genommen, der gegen den Stachelstock des Viehtreibers „löckt“ (ein altes Wort für ausschlagen).
Heute wird diese Redewendung vor allem dann gebraucht, wenn jemand gegen einen Trend ankämpft. So heißt es in einem Artikel auf der Website des Senders n-tv unter der Überschrift „Rechtspopulismus im Visier – Wider den Stachel löcken“:
„Der Kölner Sozialwissenschaftler Christoph Butterwegge hat sich, diesmal mit seiner Fuldaer Kollegin Gudrun Hentges und einer Reihe weiterer Autoren aus Deutschland, der Schweiz und Österreich ein weiteres Mal angeschickt, wider den Stachel vorherrschender Lehr- und Politikmeinungen zu löcken.“

## Wie die Nase des Mannes, so sein Johannes
Bei diesem Satz ist Johannes ein Synonym für Penis. Zwischen der Nasenlänge und der Penislänge besteht allerdings keine Korrelation.

## Wie die Orgelpfeifen

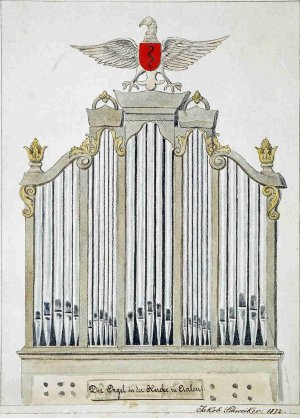
Orgelprospekt in Aalen

Diesem Bild liegt die Vorstellung eines Orgelprospekts, der Schauseite einer Orgel, zu Grunde. Es wurde schon vom Satiriker Johann Fischart in seinem Hauptwerk Geschichtsklitterung verwendet. Dort heißt es im fünften Kapitel, das von Ehe und Familiengründung handelt, von den Müttern:
„Da stellen sie jre zueilt umb den Tisch staffels weiß wie die Orgelpfeifen, die kann der Vater mit der Ruten pfeiffen machen wann er will, on blasbälg treten.“
Die Redensart wird immer wieder auf Großfamilien angewandt, bei denen die Kinder der Größe nach aufgestellt sind.
Wie die Orgelpfeifen ist eine Familiengeschichte von Christian Ryke mit Anekdoten und Kinderstreichen in einer Familie mit elf Kindern und einem Hund.

## Wie du mir, so ich dir.
Diese Redewendung ist ein verkürztes Zitat aus dem alttestamentlichen Buch der Sprichwörter, wo es in der deutschen Übersetzung heißt:
„Wie man mir tut, so will ich wieder tun.“
Wie du mir, so ich dir ist auch ein Gedicht von Johann Wolfgang Goethe, das folgenden Wortlaut hat:
„Mann mit zugeknöpften Taschen,
Dir tut niemand was zulieb:
Hand wird nur von Hand gewaschen;
Wenn du nehmen willst, so gib!“

## Wie ein Elefant im Porzellanladen
Die Redewendung – Sie benehmen sich „Wie ein Elefant im Porzellanladen“ – bedeutet ein plumpes, tölpelhaftes Auftreten. Einem klugen und vorsichtigen Tier wurden in Unkenntnis im Volksmund diese Eigenschaften angedichtet, um den Gegensatz vom großen Tier und zerbrechlichen Porzellan durch einen starken Kontrast hervorzuheben. Porzellan zerschlagen heißt dabei, eine zarte, zerbrechliche, behutsame, stille Bindung oder Angelegenheit plump zu zerstören; statt feingeschliffene Diplomatie auf einem glatten Parkett nur grobe Politik.

## Wie ein Mann
Diese Redensart kommt besonders häufig im alttestamentlichen Buch der Richter vor. Es heißt dort:
„Da zogen die Kinder Israel aus und versammelten sich zuhauf wie ein Mann.“
„Da machte sich alles Volk auf wie ein Mann.“
„Also versammelten sich zu der Stadt alle Männer Israels, wie ein Mann verbunden.“
Die Betonung liegt also nicht auf „Mann“, sondern auf „ein“: Es wird nicht ein besonders männliches Verhalten beschrieben, sondern die Zusammengehörigkeit oder Gleichzeitigkeit betont.

## Wie eine Träne im Ozean
Wie eine Träne im Ozean ist der Titel einer 1961 herausgegebenen Romantrilogie des österreichisch-französischen Schriftstellers Manès Sperber, die die Geschichte des Verrats der Kommunistischen Partei an einer großen Idee erzählt.
Sperber war Mitglied der Kommunistischen Partei und im Exil Funktionär der Komintern. Nach 1933 war er für den Widerstand in Österreich und Jugoslawien aktiv. Er schildert, wie Machtkämpfe und Verrat den Kampf gegen die Faschisten zunehmend aussichtsloser machen und die desillusionierten Widerstandskämpfer im Zuge der sowjetischen Säuberungsaktionen und des Hitler-Stalin-Pakts selbst Opfer des Stalinismus werden.
Das dritte Kapitel des dritten Teils, das französisch mit „Qu’une larme dans l’océan“ den gleichen Titel wie die ganze Trilogie trägt, wurde separat mit einem Vorwort von André Malraux veröffentlicht.

## Wie einst im Mai
Diese Redewendung stammt aus dem Gedicht Allerseelen des Schriftstellers Hermann von Gilm zu Rosenegg, dessen erste Strophe folgenden Wortlaut hat:
„Stell auf den Tisch die duftenden Reseden,
Die letzten roten Astern trag herbei
Und laß uns wieder von der Liebe reden
|: Wie einst im Mai.:|“
Die dritte und letzte Strophe lautet:
„Es blüht und funkelt heut auf jedem Grabe,
Ein Tag im Jahre ist den Toten frei;
Komm an mein Herz, daß ich dich wieder habe,
|: Wie einst im Mai.:|“
Wie einst im Mai ist auch der Titel einer Operette von Willi Kollo und Walter Lieck nach der Gesangsposse von Rudolf Bernauer. Es handelt sich dabei um eine Reise durch die Geschichte Berlins. Aus dieser Operette stammen die folgenden Zeilen:
„Das war in Schöneberg im Monat Mai
Ein kleines Mädelchen war auch dabei.
Das hat den Buben oft und gern geküßt
wie das in Schöneberg so üblich ist.“
Diese Worte benutzte auch der kommunistische Dichter Erich Weinert (1890–1953) refrainhaft in Sozialdemokratisches Mailiedchen 1923, einem seiner vielen satirischen Gedichte gegen die deutsche Sozialdemokratie:
„Stell auf den Tisch das Bild von August Bebel, …“

## Wie einst Lili Marleen

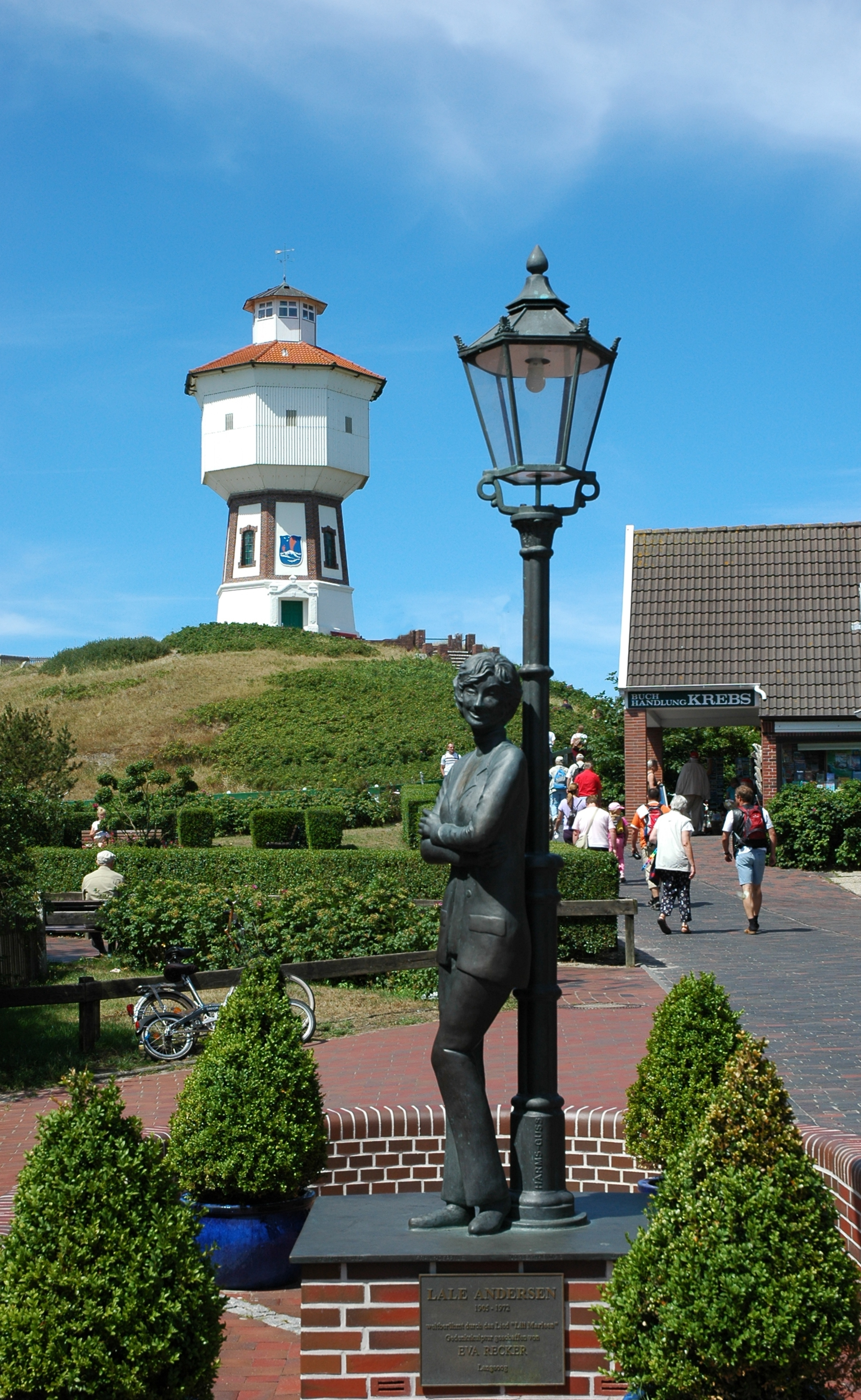
Denkmal für Lili Marleen und Lale Andersen auf der Insel Langeoog

Dies ist der Kehrvers aus dem berühmten Soldatenlied Lili Marleen, dessen Text der Schriftsteller Hans Leip 1915 im Ersten Weltkrieg vor seiner Abfahrt an die russische Front, während einer Wache vor der Gardefüsilierkaserne in Berlin schrieb. Leip war verliebt in zwei Mädchen – Lili und Marleen –, die er zu einer Person zusammenfügte.
Das Lied beginnt mit der folgenden Strophe:
„Vor der Kaserne
Vor dem großen Tor
Stand eine Laterne
Und steht sie noch davor
So woll’n wir uns da wieder seh’n
Bei der Laterne wollen wir steh’n
|: Wie einst Lili Marleen.:|“
Während des Zweiten Weltkriegs wurde das Lied erst vom Soldatensender Belgrad, dem dortigen Sender der Wehrmacht, jeden Abend gesendet. Man hatte bei der Übernahme der Station einige Platten vom Wiener Rundfunk erbeten und einiges erhalten, das selten gespielt wurde – darunter eben auch die Lili Marleen-Scheibe von Lale Andersen. Man spielte diese Platte aus Mangel anderer öfter, bis von Berlin Einspruch erhoben wurde und man es unterließ. Kurze Zeit später kamen von allen Frontseiten Anfragen, warum man Lili Marleen nicht mehr spiele. Und danach wurde sie jeden Abend zum Sendeschluss kurz vor 22 Uhr gespielt.

## Wie gemalt!

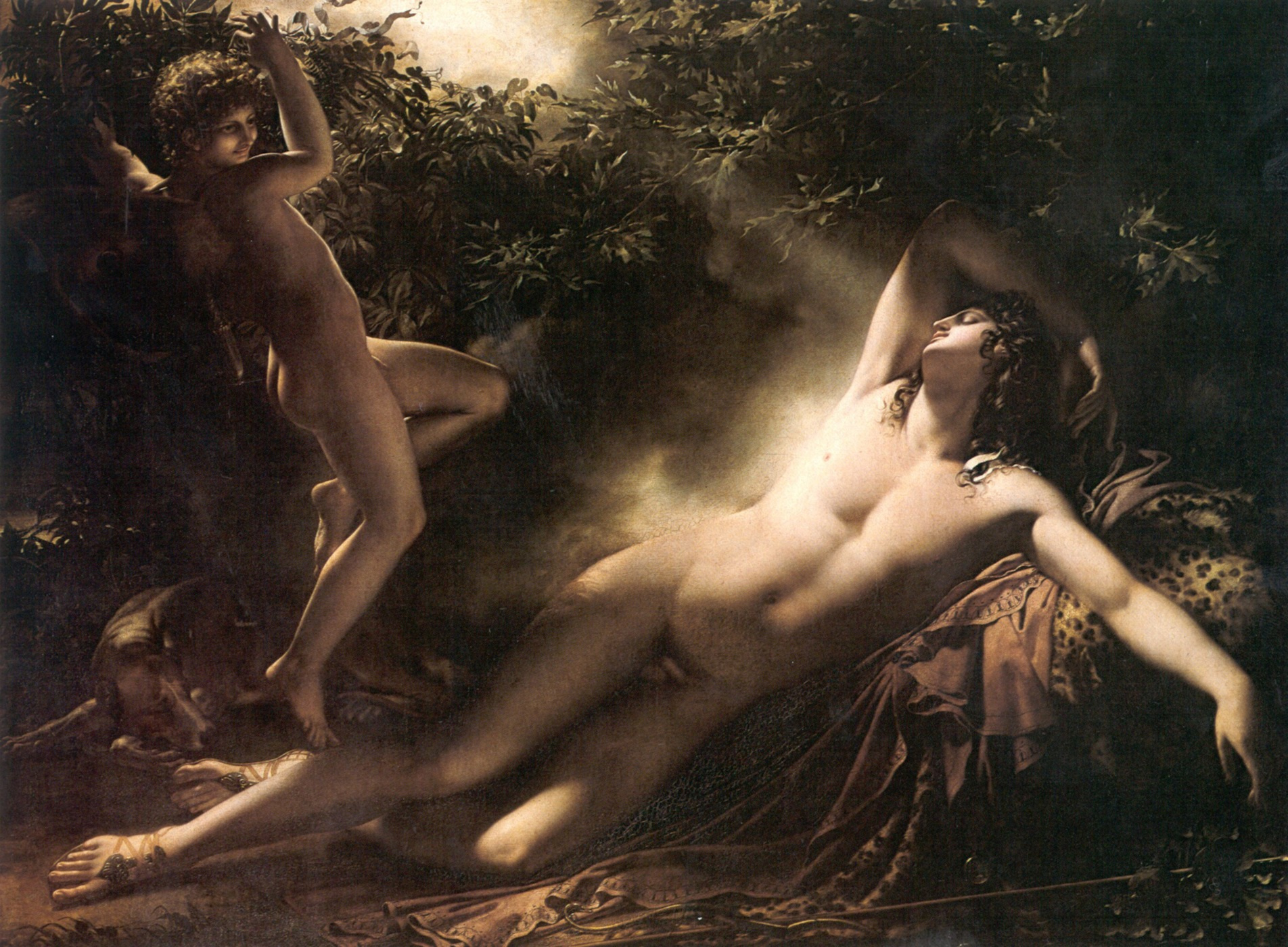
Girodet-Trioson: Der schlafende Endymion

Der Ausruf findet sich in Goethes Drama Faust II, wo Faust vor Kaiser und Hofstaat Paris und Helena erscheinen lässt. Als sich die schöne Helena über den schlafenden Paris beugt, um ihn zu küssen, sagt dies eine entzückte Hofdame:
Diplomat
Fürstinnen hab’ ich dieser Art gesehn,
Mich deucht, sie ist vom Kopf zum Fuße schön.
Hofmann
Sie nähert sich dem Schläfer listig mild.
Dame
Wie häßlich neben jugendreinem Bild!
Poet
Von ihrer Schönheit ist er angestrahlt.
Dame
Endymion und Luna! wie gemalt!
Die griechische Mondgöttin Selene (lateinisch: Luna) verliebte sich in den griechischen König Endymion und versetzte ihn in eine Höhle. Dort ließ sie ihn in einen ewigen Schlaf verfallen, um ihn vor dem Tod zu bewahren und ewige Jugend zu erhalten. Jede Nacht kommt sie aber und küsst ihn.

## Wie heißt der Bürgermeister von Wesel?

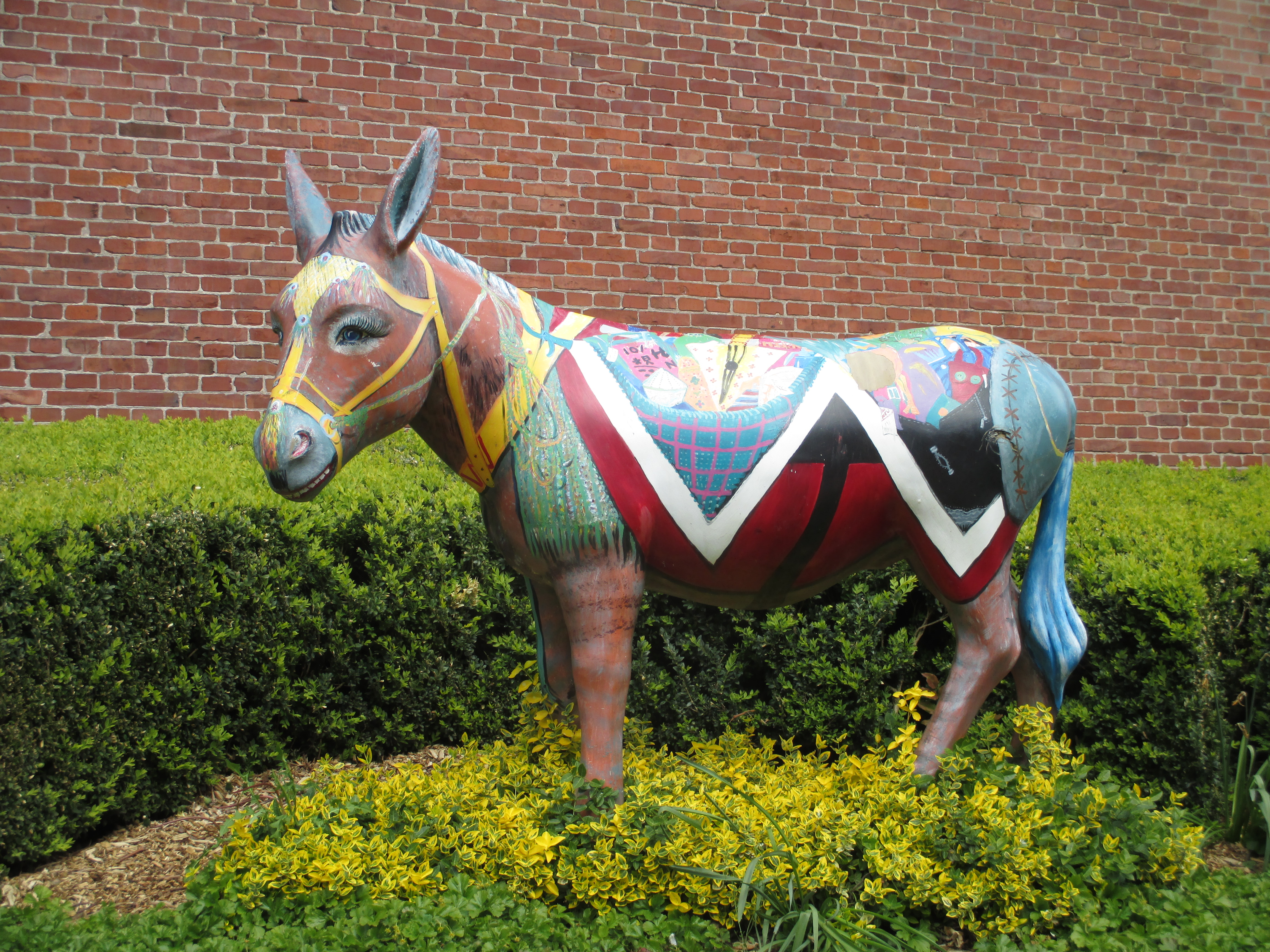
Einer der Esel von Wesel

Der Volksliedforscher Anton Wilhelm von Zuccalmaglio dokumentierte im 19. Jahrhundert den Ausruf „Wie heißt der Bürgermeister von Wesel? Esel“, dessen Ursprung unbekannt ist. Laut einem Reisebericht aus dem Jahr 1819 wurde der Spruch ursprünglich als Echoruf auf Rheinschifffahrten verwendet und bezog sich damals nicht auf das niederrheinische Wesel, sondern auf die im Mittelrheintal gelegene Stadt Oberwesel. Der Spruch und die dazugehörige Antwort „Esel“ entwickelten sich zu einem geflügelten Wort und wurden vielfach aufgegriffen, darunter im Film Der Schuh des Manitu von 2001. Die Textzeile inspirierte zur Verwendung des Esels von Wesel als Symboltier der niederrheinischen Stadt.

## Wie kommt mir solcher Glanz in meine Hütte?
Im Prolog zu Friedrich Schillers Drama Die Jungfrau von Orleans sagt Thibaut d’Arc, ein reicher Landmann:
„ In dreien Malen hab’ ich sie gesehn
Zu Rheims auf unsrer Könige Stuhle sitzen,
Ein funkelnd Diadem von sieben Sternen
Auf ihrem Haupt, das Szepter in der Hand,
Aus dem drei weiße Lilien entsprangen,
Und ich, ihr Vater, ihre beiden Schwestern
Und alle Fürsten, Grafen, Erzbischöfe,
Der König selber neigten sich vor ihr.
Wie kommt mir solcher Glanz in meine Hütte?“

## Wie sag ich’s meinem Kinde?
Wie sag ich’s meinem Kinde? ist der Titel eines Aufklärungsfilms aus dem Jahr 1970, der diese auf frühere Aufklärungsschriften zurückgehende Frage noch populärer machte. Sie wird heute in vielerlei Zusammenhängen zitiert:
- „Aufklärung: Wie sag ich’s meiner Tochter?“
- „Trennung – wie sag ich’s meinem Kind?“
- „Wie sage ich es meinem Kind? Ratschläge für Adoptiveltern“

Wie sag ich’s meinen Kindern? ist der Titel eines 1960 erschienenen Buchs von Jean-Jacques Sempé.

## Wie Sand am Meer
Dieser Vergleich kommt mehrfach im Alten Testament vor. So heißt es zum Beispiel beim Propheten Jesaja:
„Denn ob dein Volk, o Israel, ist wie Sand am Meer, sollen doch nur seine Übriggebliebenen bekehrt werden.“
In der Josephsgeschichte heißt es:
„Also schüttete Joseph das Getreide auf, über die Maßen viel wie Sand am Meer, also dass er aufhörte zu zählen; denn man konnte es nicht zählen.“

## Wie Schuppen von den Augen fallen
Die Redewendung geht auf eine Stelle in der Apostelgeschichte zurück. Nach der Erscheinung von Damaskus war der spätere Apostel Paulus von Tarsus drei Tage blind. Über seine Heilung durch Ananias heißt es:
„Und alsbald fiel es von seinen Augen wie Schuppen, und er ward wieder sehend.“
Bestimmte Augenkrankheiten wurden mit Schuppen verglichen, die die Augen bedecken.

## Wie sich die Bilder gleichen.
Wie sich die Bilder gleichen ist eine berühmte Arie aus der Giacomo Puccinis Oper Tosca. Dort wird der Maler Mario Cavaradossi damit beauftragt, in einer Kirche das Bild der Maria Magdalena zu malen. Er gestaltet das Altarbild nach dem Vorbild einer schönen Unbekannten, die in letzter Zeit oft in der Kirche zu sehen war. Zwar räumt Cavaradossi ein, dass die Unbekannte ihm als Modell gedient habe, beteuert aber, sein Herz gehöre allein seiner Geliebten, der Sängerin und Primadonna Floria Tosca. Die Eifersucht Toscas steigert sich, als sie auf dem Bild die Gräfin Attavanti erkennt.
In dieser Arie rühmt Cavaradossi die schwarzen Augen seiner Geliebten Tosca und die blauen Augen der Gräfin Attavanti. Die Arie beginnt mit den Zeilen:
„Recondita armonia di bellezze diverse!“
„Sie gleichen sich an Schönheit, doch verschieden sind beide!“

## Wie soll man ein Volk regieren, das 246 Käsesorten hat?

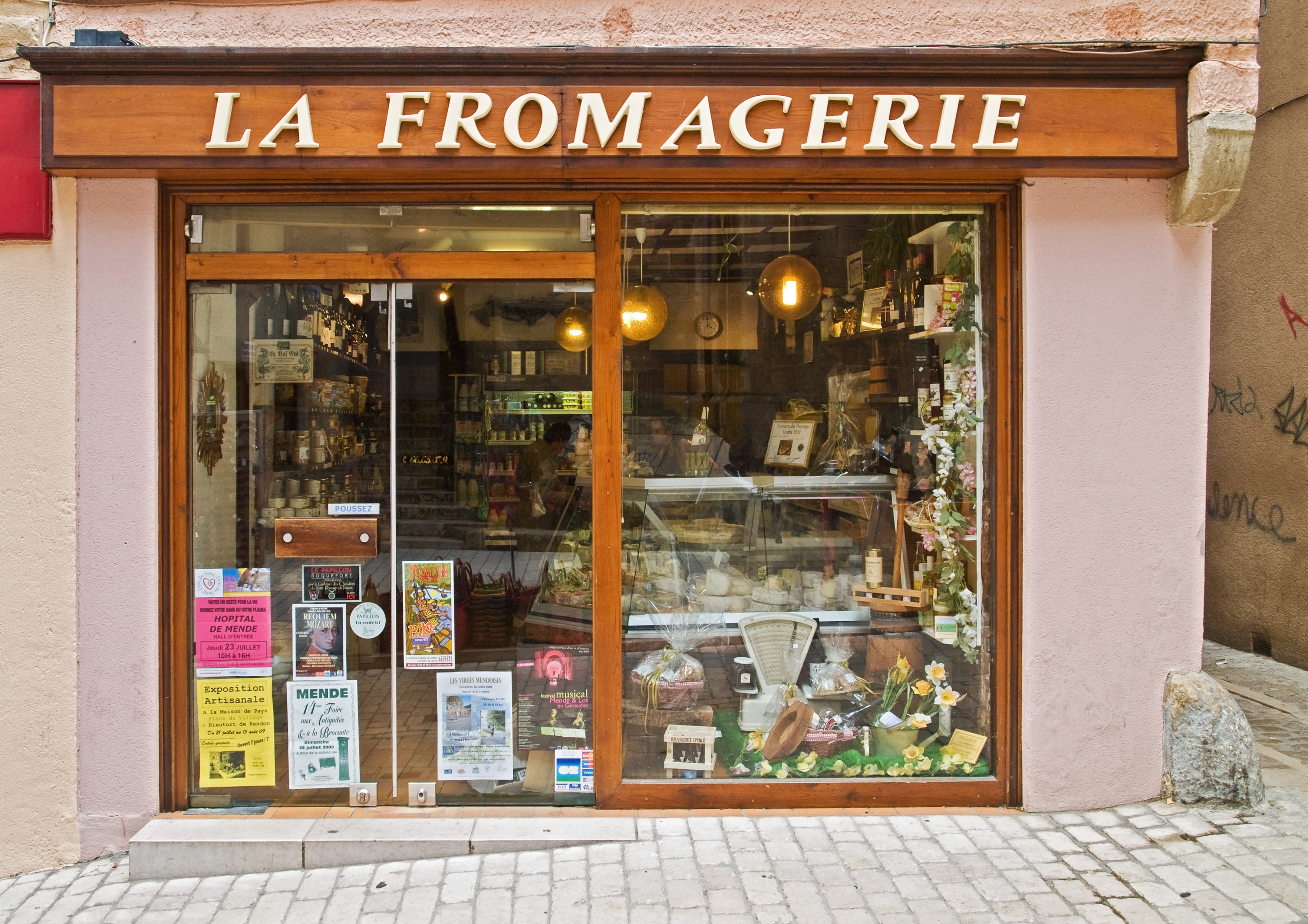
Käseladen in Frankreich

Der französische Präsident Charles de Gaulle soll mit Hinblick auf die Regierbarkeit Frankreichs gesagt haben:
„Comment voulez-vous gouverner un pays qui a deux cent quarante-six variétés de fromage?“
„Wie wollen Sie ein Volk regieren, das 246 Käsesorten hat?“
Die von de Gaulle genannte Zahl an Käsesorten stimmt allerdings nicht mit der Anzahl der nach aktuellen Schätzungen produzierten Sorten überein. In Wirklichkeit sind mehr als 700 französische Käsesorten bekannt.

## Wie viel Erde braucht der Mensch?
Wieviel Erde braucht der Mensch? (russisch: Много ли человеку земли нужно?) ist der Titel einer Erzählung von Leo Tolstoi, die menschliche Besitzgier zum Thema hat:
„Wenn ich genug Land hätte, so fürchtete ich niemand, nicht einmal den Teufel.“
Der gierige Bauer Pachom darf bei den Baschkiren so viel Land kaufen, wie er von Sonnenaufgang bis -untergang zu Fuß umrunden kann. Er überschätzt sich jedoch und bricht, nachdem er ein sehr großes Stück Land umrundet hat, tot zusammen. Es heißt dann am Ende der Erzählung:
„Der Knecht nahm die Hacke, grub Pachom ein Grab, genau so lang wie das Stück Erde, das er mit seinem Körper, von den Füßen bis zum Kopf, bedeckte – sechs Ellen –, und scharrte ihn ein.“
Der Titel der Erzählung mit seiner bedeutungsschweren Frage ist zu einer stehenden Formel geworden, mit der Gier hinterfragt wird, und entspricht dem Gleichnis vom armen Reichen aus dem Evangelium nach Lukas, der sich, nachdem er eine besonders reiche Ernte eingefahren hat, sagt:
„‚Jetzt lasse ich es mir gut gehen. Ich will gut essen und trinken und mein Leben genießen!‘ Aber Gott sagte zu ihm: ‚Du Narr! Noch in dieser Nacht wirst du sterben. Was bleibt dir dann von deinem Reichtum?‘“

## Wille zur Macht
Der Wille zur Macht ist der Titel einer Sammlung von Texten des Philosophen Friedrich Nietzsche. Der Wille zur Macht leitet nach Nietzsche das Handeln des starken, moralisch ungebundenen Übermenschen.
Nietzsche ist vor allem durch seine Schopenhauer-Lektüre und dessen Willens-Metaphysik auf den Gedanken des Willens zur Macht gekommen. Anders als Schopenhauers „Wille zum Leben“ ist für Nietzsche der Wille zur Macht ein Phänomen des Erkennens:
„Nur wo Leben ist, da ist auch Wille: aber nicht Wille zum Leben, sondern – so lehr ich’s dich – Wille zur Macht!“

## Wind of Change

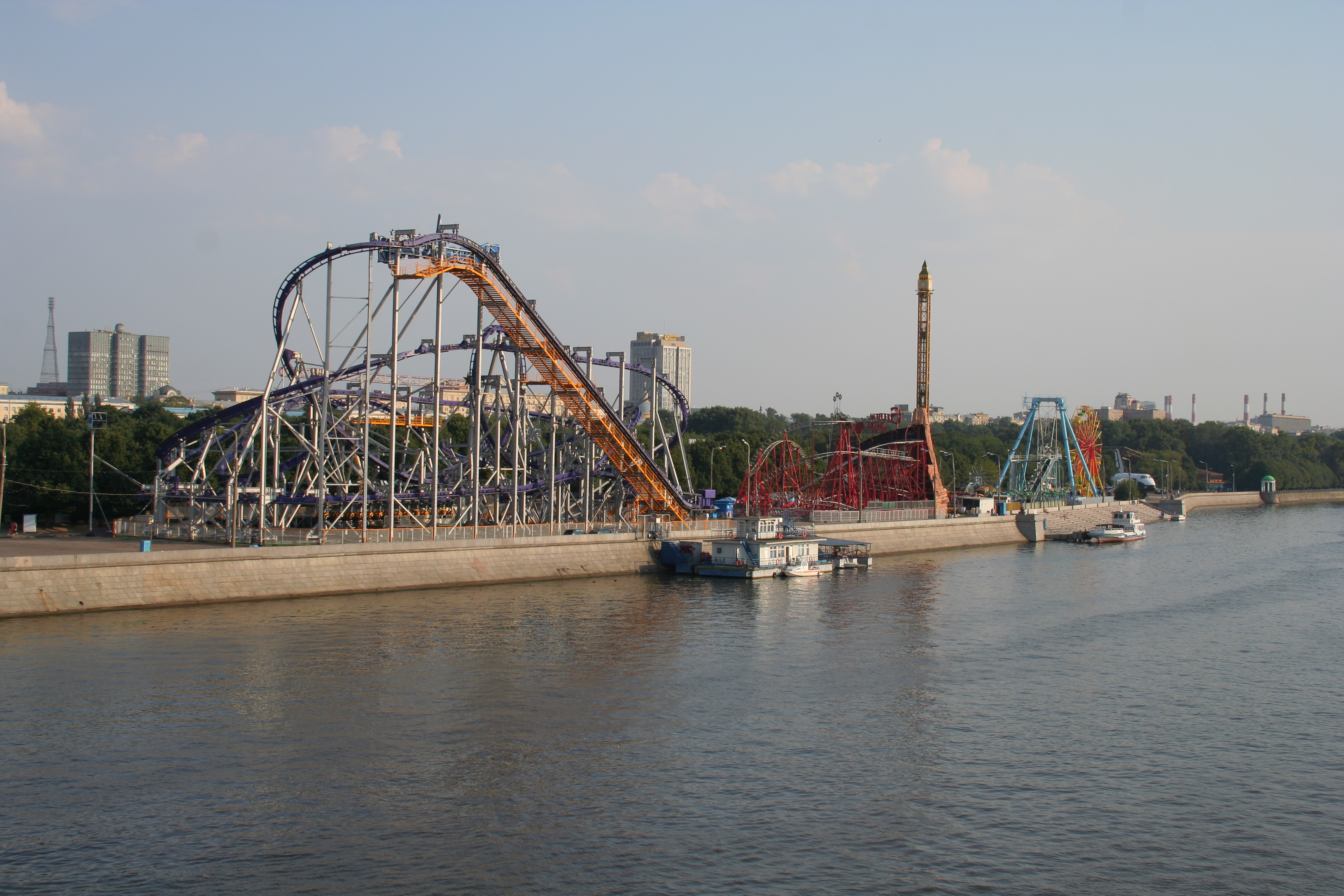
Blick auf die Moskwa und den Gorki-Park

Wind of Change ist eine Rockballade der Scorpions. Der Text feiert den Ende der 1980er Jahre eingetretenen politischen Wandel in Europa (u. a. den Fall der Berliner Mauer), die neu gewonnene Freiheit der Menschen im ehemaligen Ostblock sowie das bevorstehende Ende des Kalten Krieges. Das Lied beginnt mit den folgenden Versen:
„I follow the Moskva
Down to Gorky Park
Listening to the wind of change“
Der Gorki-Park ist ein Moskauer Vergnügungspark am rechten Ufer der Moskwa.

## Wind, Sand und Sterne
Wind, Sand und Sterne (französisch: Terre des hommes) ist der Titel einer Sammlung von Erlebnisberichten des französischen Schriftstellers Antoine de Saint-Exupéry, in denen er in lose aneinander gereihten Kapiteln von Abenteuern und Begegnungen auf seinen Flügen erzählt.

## Wir Deutsche fürchten Gott, aber sonst nichts in der Welt.

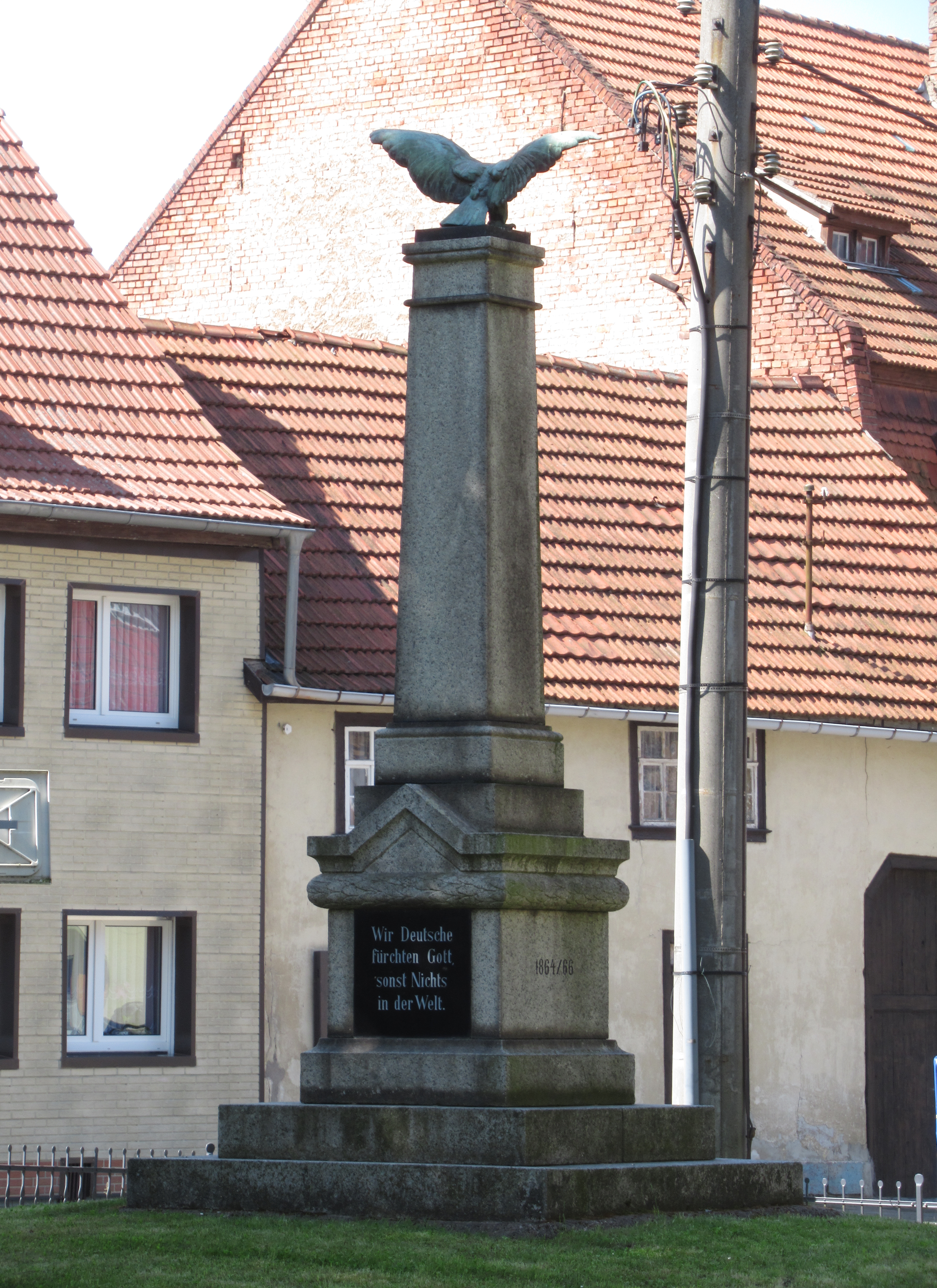
Bismarckspruch auf dem Kriegerdenkmal bei der Lorenzkirche in Gebesee

Diese Worte sprach der deutsche Reichskanzler Otto von Bismarck 1888 im Reichstag. Dann fuhr er fort:
„Und die Gottesfurcht ist es schon, die uns den Frieden lieben und pflegen lässt.“
Bezeichnenderweise wurde nur der erste Teil des Zitats zum geflügelten Wort und so wird es auch in dem 1893 erschienenen Neuen Liederbuch für Artilleristen zitiert:
„Ja wenn des Reiches Feinde verkünden uns den Krieg
dann führ uns, Deutscher Kaiser, mit Gott durch Kampf und Sieg
Wir fürchten keine Feinde, wir kämpfen mutentbrannt
Mit Gott für deutsche Freiheit! Mit Gott für’s Vaterland
‚Wir Deutsche fürchten Gott
aber sonst nichts in der Welt‘“

## Wir haben das falsche Schwein geschlachtet.
Mit den Worten „Wir haben das falsche Schwein geschlachtet“ (englisch: we’ve cut the wrong pig) soll der britische Premierminister Winston Churchill 1952 bei einer Rede in der US-amerikanischen Universitätsstadt Fulton das Ende des Zweiten Weltkriegs kommentiert haben. Mit dem falschen Schwein soll Deutschland gemeint gewesen sein. Im Manuskript der Rede steht dieser Satz allerdings nicht. Darüber hinaus gibt es keine primäre Belegstelle, mit der sich dieses Zitat überprüfen lässt. Weiter sagte Churchill in seiner Rede:
„Vereinigt euch, um Russland zu stoppen!“
1937 hatte Churchill in einer Unterhausrede bekannt, dass er sich lieber für den Nationalsozialismus als für den Kommunismus entscheiden würde.

## Wir haben gesiegt!

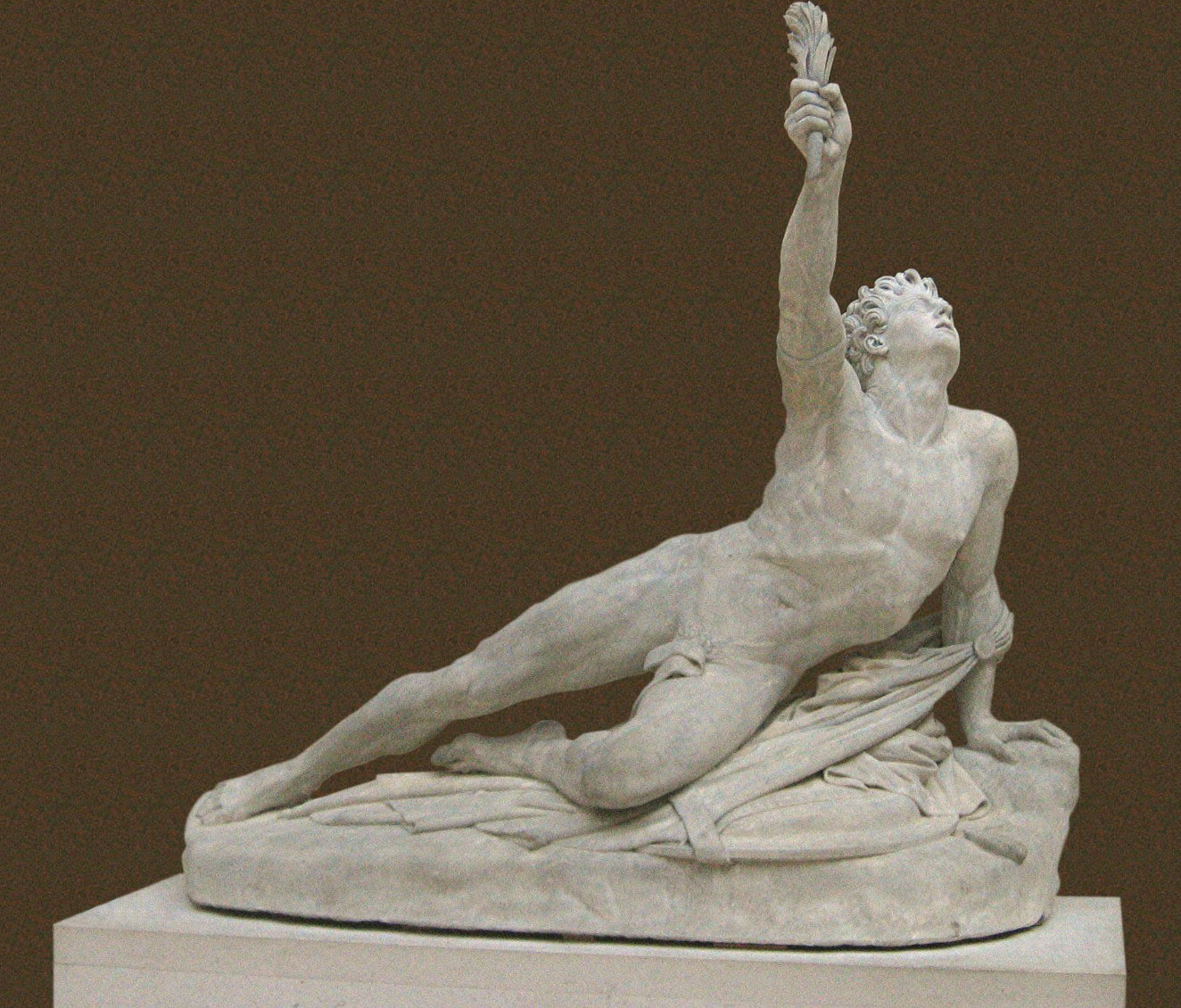
Darstellung des Pheidippides im Louvre

„Wir haben gesiegt!“ (altgriechisch: Νενικήκαμεν. – „Nenikēkamen.“) waren angeblich die Worte, die nach Lukian von Samosata der Bote Pheidippides ausrief, der mit der Kunde vom Sieg in der Schlacht bei Marathon nach Athen gerannt und daraufhin tot zusammengebrochen sein soll.
Auf dieser Legende basierend wurde 1896 der Marathonlauf als sportliche Disziplin bei den ersten Olympischen Spielen der Neuzeit ins Leben gerufen.
Dieter Eckart schrieb in der Frankfurter Allgemeinen Zeitung vom 24. Oktober 1987:
„Der antike Marathon-Läufer ist ein rundum tragischer Held: Er hieß nicht nur nicht Pheidippides, er ist nicht nur nicht von Marathon nach Athen gelaufen, er ist dort nicht nur nicht tot zusammengebrochen, es hat ihn nicht einmal gegeben. Er ist eine Erfindung viel später Geborener.“

## Wir haben heute nur unsere Stärken trainiert, also habe ich das Training nach 15 Minuten beendet.
Dieser scherzhafte Satz geht auf den österreichischen Fußballtrainer Josef Hickersberger zurück. Er sagte ihn als Trainer der österreichischen Nationalmannschaft bei einer Pressekonferenz während der Fußball-Europameisterschaft 2008.
Für diesen Satz wurde er später mit dem deutschen Fußball-Kulturpreis geehrt.

## Wir haben Religion genug, um einander zu hassen, aber nicht genug, um einander zu lieben.
Mit dieser Feststellung beginnt Jonathan Swift seine am 1. Oktober 1706 verfassten Thoughts on Various Subjects (Gedanken über verschiedene Gegenstände):
„We have just enough religion to make us hate, but not enough to make us love one another.“

## Wir können alles. Außer Hochdeutsch.

Aufkleber der Werbekampagne des Landes Baden-Württemberg

Der Slogan wurde von der Werbeagentur Scholz & Friends erfunden und zunächst dem Bundesland Sachsen angeboten, das seine Nutzung jedoch ablehnte. Folgend bot die Agentur den Spruch Baden-Württemberg an, dessen Entscheider allerdings sofort zugriffen.
Der selbstironische Slogan wurde daraufhin das Motto der Werbe- und Sympathiekampagne des Landes Baden-Württemberg, die im Oktober des Jahres 1999 startete. Mit der Kampagne sollte die wirtschaftliche Leistungsfähigkeit des Bundeslandes bekannter gemacht und auf seine kulturellen Qualitäten hingewiesen werden. Dabei wurde auf das emotionale Moment gezielt. Die Kernbotschaft lautet:
„Erfolgreich, weil menschlich.“
Als der Slogan bereits in den alltäglichen Sprachgebrauch übergegangen war, wurde die Anzahl der TV-Spots stark verringert.
Eine Parodie dieses Slogans wird von der Sprachberatung an der Technischen Universität Chemnitz verwendet. In Umkehrung des Inhaltes wird konstatiert: „Wir können nicht alles, aber Deutsch“

## Wir leben alle unter demselben Himmel, aber wir haben nicht alle denselben Horizont.
Diese herablassende Bemerkung wird Konrad Adenauer zugeschrieben. Mit Horizont sind gedankliche Weitsicht und geistiges Niveau gemeint.
In Walter Henkels’ 1965 erschienenem Buch »… gar nicht so pingelig, meine Damen und Herren …« – Neue Adenauer-Anekdoten liest man:
Erich Ollenhauer in einer Bundestagsdebatte zu Adenauer: »Herr Bundeskanzler, seien Sie nicht so garstig zur Opposition, wir müssen alle unter demselben Himmel leben.«
Adenauer: »Aber wir haben nicht denselben Horizont, Herr Ollenhauer!«
Die Zeitschrift Neue Preußische Jahrbücher präsentierte 1975 eine etwas abweichende Version:
In einer Bundestagsdebatte des Jahres 1960 sagte Erich Ollenhauer: „Herr Bundeskanzler, seien Sie doch nicht so eklig zur Opposition, wir müssen alle unter demselben Himmel leben.“ „Schon richtig“, erwiderte Konrad Adenauer schlagfertig, „aber wir haben nicht alle denselben Horizont.“
In den Protokollen der 43 Plenarsitzungen des Jahres 1960 ist davon aber nichts zu finden.

## Wir lernen nicht für die Schule, sondern für das Leben.
„Wir lernen nicht für das Leben, sondern für die Schule“ („Non vitae, sed scholae discimus“) ist ein Seneca-Zitat (epistulae morales ad Lucilium 106, 12), in dem er seine Kritik an den Schulen seiner Zeit äußert. Die bekanntere verdrehte Version, „Non scholae, sed vitae discimus“ („Wir lernen nicht für die Schule, sondern für das Leben“), wird gerne von Lehrern verwendet, um zu belegen, dass das, was man in der Schule lernt, wichtig fürs Leben sei.
Die Originalversion Senecas ist jedoch im Gegenteil als Kritik an den Philosophenschulen seiner Zeit zu verstehen. Im Original schreibt er:
„Kinderspiele sind es, die wir da spielen. An überflüssigen Problemen stumpft sich die Schärfe und Feinheit des Denkens ab; derlei Erörterungen helfen uns ja nicht, richtig zu leben, sondern allenfalls, gelehrt zu reden. Lebensweisheit liegt offener zu Tage als Schulweisheit; ja sagen wir’s doch gerade heraus: Es wäre besser, wir könnten unserer gelehrten Schulbildung einen gesunden Menschenverstand abgewinnen. Aber wir verschwenden ja, wie alle unsere übrigen Güter an überflüssigen Luxus, so unser höchstes Gut, die Philosophie, an überflüssige Fragen. Wie an der unmäßigen Sucht nach allem anderen, so leiden wir an einer unmäßigen Sucht auch nach Gelehrsamkeit: Nicht für das Leben, sondern für die Schule lernen wir.“

## Wir liegen richtig
Wir liegen richtig bedeutet, dass wir alles richtig gemacht haben, unsere Pläne, Absichten und Erzeugnisse haben ins Schwarze getroffen. Das Wort stammt aus der Seemannssprache, wenn ein Schiff den richtige Kurs angelegt hatte oder wenn ein U-Boot richtig lag, weder bug- noch hecklastig.

## Wir schaffen das
Der Satz „Wir schaffen das“ wurde während der Flüchtlingskrise in Deutschland 2015/2016 von der damaligen Bundeskanzlerin Angela Merkel geprägt und drückt aus, dass eine Aufnahme von Flüchtlingen gelingen könne.

## Wir sind allzumal Sünder.
Diese Erkenntnis geht auf den Brief des Paulus an die Römer zurück. Dort heißt es im dritten Kapitel, in dem es um das Verhältnis von Gesetz und Glauben, Verdienst und Gnade geht:
„Denn es ist hier kein Unterschied: Sie sind allzumal Sünder und mangeln des Ruhmes, den sie bei Gott haben sollten.“

## Wir sind das Volk!
„Wir sind das Volk“ war die Parole der Montagsdemonstrationen und Bestandteil der Wende in der DDR im Herbst 1989. Die DDR hatte sich bis 1968 als „Volksdemokratie“ bezeichnet. Mit dem Ruf „Wir sind das Volk“ meldeten sich Woche für Woche Hunderttausende DDR-Bürger zu Wort und protestierten gegen die politischen Verhältnisse. Die Worte stammen aus Georg Büchners Drama Dantons Tod von 1835 und bekräftigen das Recht des Volkes auf Widerstand gegen seine Ausbeuter und Unterdrücker. Ferdinand Freiligrath verwendete sie 1844 in seinem Gedicht Trotz alledem!. Später wurde daraus als Vorbote der deutschen Einigung „Wir sind ein Volk“ – gemeint waren in diesem Zusammenhang die Deutschen aus der Bundesrepublik Deutschland und aus der DDR.
Vanessa Fischer untersuchte im Deutschlandradio das Verhältnis der Sätze „Wir sind das Volk!“ und „Wir sind ein Volk!“. Am 9. Oktober 1989 rechneten die Organisatoren der Montagsdemonstration mit dem Schlimmsten und befürchteten Auseinandersetzungen mit der Staatssicherheit. Deshalb erstellten der Arbeitskreis Gerechtigkeit, Arbeitsgruppe Menschenrechte und die Arbeitsgruppe Umweltschutz per Flugblatt einen Appell zur Gewaltlosigkeit, der sich an Demonstranten und Sicherheitskräfte gleichermaßen richtete. Der entscheidende Satz stand darin gesperrt geschrieben: „Wir sind ein Volk“.
Dieser Satz einte insofern Demonstranten und Sicherheitskräfte – was unter den Erstellern mit gemischten Gefühlen bewertet wurde, weswegen sich einige daran orientierten, dass der Satz auch als Gedanke an eine vereinte Nation verstanden werden könnte. Die Demonstranten griffen diese Formulierung allerdings zu diesem Zeitpunkt noch nicht auf.
Wann und wo genau Demonstranten erstmals „Wir sind ein Volk!“ skandierten, bleibt unklar, genannt werden Termine ab dem 13. November 1989. Fest steht, dass jener Satz als Massenruf von Anfang Oktober bis in den Dezember 1989 hinein in der DDR nicht zu hören war. Für die Demonstranten gewann hingegen zunehmend das Wort „Deutschland einig Vaterland“ an Bedeutung.

## Wir sind die Eingeborenen von Trizonesien

Besatzungszonen in Deutschland 1945

Im Deutschland der Nachkriegszeit hatten die drei Westzonen die Bezeichnung Trizone, die im Volksmund scherzhaft auch Trizonesien genannt wurden. Nachdem die amerikanische und die britische Militärregierung mit der Bizone ein gemeinsames Wirtschaftsgebiet geschaffen hatten, schloss sich Frankreich mit seiner Besatzungszone dieser Entwicklung 1948 nur zögerlich an.
1948 schrieb der Schlagersänger Karl Berbuer den Karnevalsschlager Wir sind die Eingeborenen von Trizonesien, der zeitweise auch als „Nationalhymnenersatz“ herhalten musste, so zum Beispiel 1949 bei einem internationalen Steherrennen im Müngersdorfer Stadion in Köln, anlässlich eines Sieges des Lokalmatadors Jean Schorn.
Der Schlager beginnt mit den folgenden Versen:
„Wir sind die Eingeborenen von Trizonesien,
Hei-di-tschimmela, tschimmela-bumm,
Wir haben Mägdelein mit feurig-wildem Wesien.
Heidi tschmimmela tschimmela tschimmela tschimmela bumm.“
Berbuer stellte in seinem Schlager fest, dass die alten Zeiten (des Nationalsozialismus) vorbei sind und die Welt sich weiter dreht. Er verballhornt das Deutsche Wesen zum Kunstwort Wesien. Eine wissenschaftliche Untersuchung kommt zu folgendem Ergebnis:
„Der in Selbstironie verpackte Wunsch, die nationale Isolation zu überwinden.“

## Wir sind jetzt beliebter als Jesus.

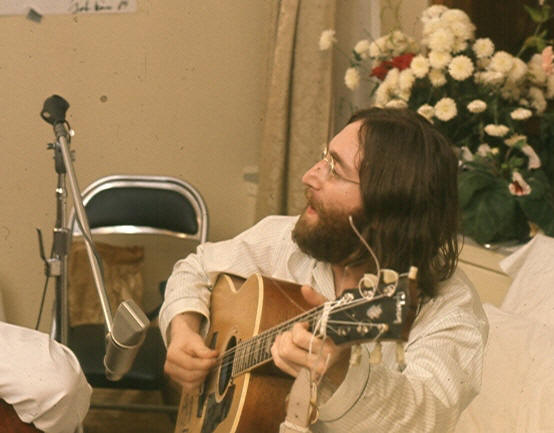
John Lennon, 1969

1966 sagte Beatles-Sänger John Lennon in einem Interview:

„Christianity will go. It will vanish and shrink. I needn’t argue about that; I’m right, and I will be proved right. We are more popular than Jesus now; I don’t know which will go first – rock’n’roll or Christianity.“

„Das Christentum wird abtreten. Es wird abnehmen und verschwinden. Ich brauche keine Argumente dafür, ich habe recht, und es wird sich erweisen, dass ich recht habe. Wir sind jetzt beliebter als Jesus; ich weiß nicht, was zuerst verschwinden wird – Rock and Roll oder das Christentum.“

Nach diesem Kommentar Lennons wurden in den Vereinigten Staaten von konservativen christlichen Gruppierungen öffentlich Schallplatten der Beatles verbrannt.
Im Jahr 2008 entdeckte man im Archiv des britischen Senders BBC ein unveröffentlichtes Interview mit John Lennon, in dem dieser behauptet, die Beatles seien „eine christliche Band“. In diesem Interview aus dem Jahr 1969 revidiert Lennon seine Aussage und erklärt, dass er missverstanden wurde. Er hoffe, dass seine Musik die Menschen ermutige, sich dem christlichen Glauben zuzuwenden:

„Mein Ausspruch war nur ein Ausdruck meines Gefühls, dass es so aussieht, als hätten die Beatles einen größeren Einfluss auf die Jugend als Jesus. Ich habe nie gesagt, dass wir das gut finden, ich selbst bin doch einer der größten Jesus-Fans. Aber wenn ich diesen Fokus, der auf den Beatles liegt, auf die Botschaft von Christus lenken kann, dann ist genau das unsere Aufgabe und der Grund, warum wir hier sind.“

## Wir sind jung, und das ist schön.
Diese Worte sind ein Teil des Refrains des so genannten Kinderfreundelieds, das Jürgen Brand alias Emil Sonnemann, der Direktor der Strafanstalt in Bremen-Oslebshausen, 1914 für die sozialistische Jugend schrieb. Es beginnt mit folgender Strophe:
„Wir sind jung die Welt ist offen
O du schöne weite Welt!
Unser Sehen unser Hoffen
Zieht hinaus durch Wald und Feld.
Bruder, laß den Kopf nicht hängen,
Kannst ja nicht die Sterne sehn!
|: Aufwärts blicken, vorwärts drängen,
Wir sind jung, und das ist schön.:|“
Brand konnte nicht verhindern, dass später die Nationalsozialisten dieses Wanderlied für ihre Jugendorganisation vereinnahmte.
Wir sind jung, die Welt ist offen… war 2002/2003 der Titel einer Sonderausstellung im Haus der Wannsee-Konferenz über eine jüdische Jugendgruppe im 20. Jahrhundert. In der Einleitung zu dieser Ausstellung heißt es:
„‚Wir sind jung, die Welt ist offen…‘
– so beginnt ein beliebtes Lied, das die Hoffnung und Aufbruchstimmung der Jugendbewegung zwischen den Weltkriegen widerspiegelt. …
Angefangen hatte alles um die Jahrhundertwende mit gemeinsamen Wanderungen bürgerlicher Jugendlicher, die sich einige Jahre später Wandervögel nannten und die die Ablehnung der modernen industriellen Welt mit dem Wunsch nach einem ‚einfachen Leben‘ in der ‚freien Natur‘ verbanden.“

## Wir sind noch einmal davongekommen.
Wir sind noch einmal davongekommen (englisch: The Skin of Our Teeth) ist der Titel eines Theaterstücks des US-amerikanischen Schriftstellers Thornton Wilder, das durch den Zweiten Weltkrieg geprägt ist, wie ihn die Amerikaner erlebt haben. Es spielt in der Vorgeschichte (Eiszeit, Sintflut) und in der damaligen Gegenwart (Krieg). In den drei Akten greifen die historische Zeit und die gegenwärtige moderne Zeit ständig ineinander.
Wilder erzählt die Geschichte einer typisch amerikanischen Familie in den 1930er/1940er Jahren, und gleichzeitig synonyme Charaktere für Adam, Eva, Lilith und Kain. Die Familie durchlebt, stellvertretend für die gesamte Menschheit, essentielle Katastrophen der Menschheitsgeschichte in drei Akten (Eiszeit, Flut, Krieg). Zusammen bauen sie ihr Leben immer wieder auf.

## Wir sind Papst!
„Wir sind Papst!“ war eine Schlagzeile der Bild-Zeitung am 20. April 2005, einen Tag nach der Wahl von Joseph Kardinal Ratzinger zum Papst Benedikt XVI. Das Blatt spielte damit auf den Satz „Wir sind Weltmeister“ an, der zu Jubelfeiern bei gewonnenen Fußballweltmeisterschaften gehört – ein Vergleich, der teilweise zu heftiger Kritik führte. Nach Angaben von Bild-Chefredakteur Kai Diekmann wurde die Schlagzeile vom Politikchef des Blattes, Georg Streiter, erfunden.
Der Versuch der Bild-Zeitung, den Ausspruch als Wortmarke eintragen zu lassen, wurde vom Münchener Marken- und Patentamt im November 2006 abgelehnt. Eine solche Marke verstoße der Meinung des Gerichtes folgend gegen die guten Sitten: „Werde der Begriff des Papstes – als Jesu Stellvertreter – zu Verkaufszwecken verwendet, könnten Gläubige daran Anstoß nehmen“.

## Wir sind zu Ihnen gekommen, um Ihnen mitzuteilen, dass heute Ihre Ausreise [… möglich geworden ist.]

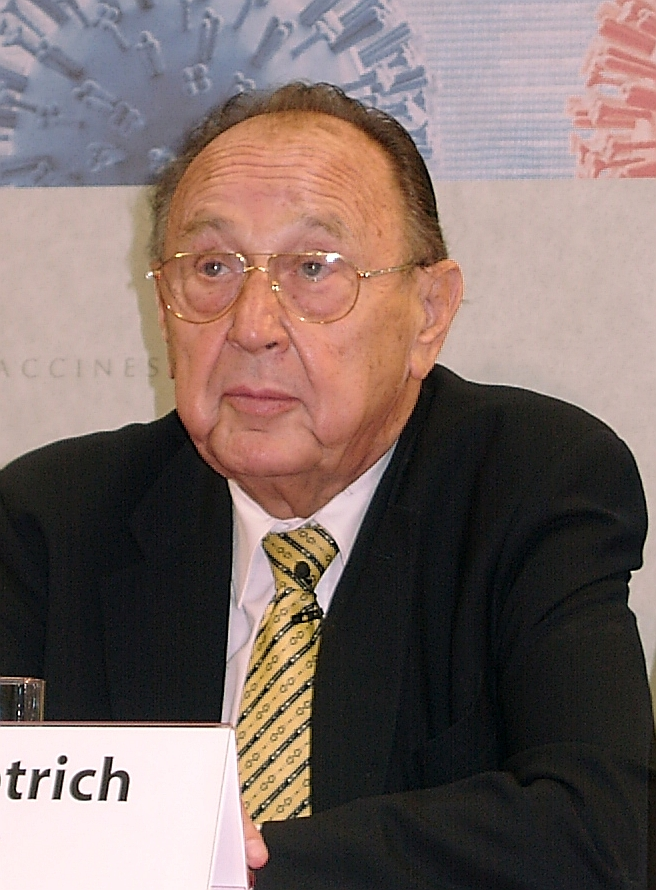
Hans-Dietrich Genscher

„Wir sind zu Ihnen gekommen, um Ihnen mitzuteilen, dass heute Ihre Ausreise [… möglich geworden ist.]“ sagte Hans-Dietrich Genscher auf dem Balkon der deutschen Botschaft in Prag. Im Hof der Botschaft hatten sich Tausende ausreisewillige DDR-Flüchtlinge versammelt. Das Satzende ging im Jubel der Flüchtlinge unter. Eine Gedenktafel auf dem Balkongeländer erinnert an die bewegenden Worte. Die in Verhandlungen erreichte Möglichkeit der indirekten Ausreise in die Bundesrepublik, per Zug mit Umweg über das Gebiet der DDR zwecks Aufrechterhaltung der Fassade einer regulären Ausreise von dort, wurde jedoch anschließend in Zwischenrufen ängstlich hinterfragt, da eine Verhaftung durch DDR-Organe wegen „ungesetzlichen Grenzübertritts“ befürchtet wurde.

## Wir sollten von den Chinesen lernen – die haben das gleiche Schriftzeichen für Krise und Chance.
Dieser Ausspruch des ehemaligen deutschen Bundespräsidenten Richard von Weizsäcker wird unterschiedlich zitiert, wie zum Beispiel:
„Von den Chinesen könnten wir einiges lernen. Man hat mir gesagt, sie hätten ein und dasselbe Schriftzeichen für die Krise und für die Chance.“
Ganz korrekt ist diese Feststellung nicht, denn das chinesische Wort für Krise besteht aus zwei Schriftzeichen:
- 危 wēi (危险 weixian = gefährlich)
- 机 jī (机会 jihui = Gelegenheit)

Der US-amerikanische Linguist Mark Liberman verfolgte die Geschichte dieses Begriffs im Englischen zurück auf die Chinamission im Jahr 1938.
Dieser Gedanke wurde vom späteren US-Präsidenten John F. Kennedy am 12. April 1959 bei einer Rede in Indianapolis ausgesprochen:
„When written in Chinese the word crisis is composed of two characters. One represents danger, and the other represents opportunity.“
„Auf Chinesisch geschrieben setzt sich das Wort Krise aus zwei Schriftzeichen zusammen. Das eine steht für Gefahr, das andere für Gelegenheit.“
Kennedy verwendete diesen Tropus häufiger in seinen Reden und er wurde auch von anderen Politikern wie zum Beispiel Richard M. Nixon gebraucht.

## Wir spielen immer, wer es weiß, ist klug.
„Wir spielen alle / wer es weiß, ist klug“ (auch Wir spielen alle, wer es weiß, ist klug) ist ein Aphorismus, der von dem österreichischen Dramatiker und Erzähler Arthur Schnitzler (1862–1931) stammt. Diese Zeilen schrieb Schnitzler im 1899 entstandenen Einakter Paracelsus, der diesen als frivolen Abenteurer zeichnet. Dort heißt es:
Es fließen ineinander Traum und / Wachen, Wahrheit und Lüge. / Sicherheit ist nirgends. / Wir wissen nichts von anderen, / nichts von uns. / Wir spielen immer, / wer es weiß, ist klug.
Sigmund Freud, der eine Aufführung des Stücks 1899 besuchte, fand darin seine revolutionäre Entdeckung, dass der Traum nichts sei als die verkleidete Erfüllung eines unterdrückten oder verdrängten Wunsches, in diesen Zeilen gefasst. Sein eigener Versuch einer neuartigen Traumtheorie erschien im selben Jahr als Die Traumdeutung.

## Wir versaufen unser Oma ihr klein Häuschen.
Diese zynisch anmutenden Worte sind der Titel des Karnevals-Schlagers „Wir versaufen unser Oma ihr klein Häuschen“ von Robert Steidl aus dem Jahr 1922.
Wir versaufen unser Oma ihr klein Häuschen,

Ihr klein Häuschen, ihr klein Häuschen.

Wir versaufen unser Oma ihr klein Häuschen

Und die erste und die zweite Hypothek.
Der Schriftsteller Kurt Tucholsky schrieb 1922 in der Zeitschrift Die Weltbühne über dieses Lied unter der Überschrift Ein deutsches Volkslied:

„In deutschen Landen ist augenblicklich ein Lied im Schwange, das den vollendetsten Ausdruck der Volksseele enthält, den man sich denken kann – ja, mehr: das so recht zeigt, in welcher Zeit wir leben, wie diese Zeit beschaffen ist, und wie wir uns zu ihr zu stellen haben.“

Weiter stellt Tucholsky fest:

„Das Lied will also besagen: ‚Wir, die Sänger, sind fest entschlossen, das Hab und Gut unsrer verehrten Großmutter, insbesondere ihre Immobilien, zu Gelde zu machen und die so gewonnene Summe in spirituösen Getränken anzulegen.‘ Wie dies –? Das kleine Lied enthält klipp und klar die augenblickliche volkswirtschaftliche Lage: Wir leben von der Substanz.“

## Wir waren zu dritt in dieser Ehe.

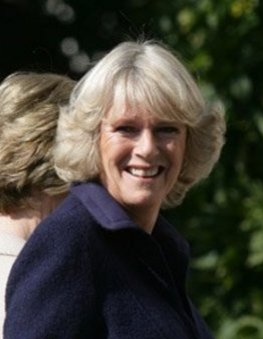
Camilla, 2005

In einem Fernsehinterview mit dem Journalisten Martin Bashir gab Lady Diana im November des Jahres 1995 zahlreiche Details ihrer Ehe mit Prinz Charles preis. So sprach sie auch über ihre eigene Affäre. Das Interview gipfelte in den berühmten Worten:
„Well there were three of us in this marriage, so it was a bit crowded.“
„Wir waren zu dritt in dieser Ehe – es war also etwas überfüllt.“
Die Fernsehausstrahlung geriet zum Skandal. Königin Elisabeth II. forderte daraufhin das getrennt lebende Ehepaar schriftlich zur Scheidung auf.
Der britische Thronfolger und Camilla Parker Bowles waren zu diesem Zeitpunkt bereits seit über zehn Jahren ein Liebespaar. 1989 wurde ein intimes Gespräch der beiden aufgezeichnet und 1993 veröffentlicht. Nachdem Charles 1994 öffentlich Ehebruch eingestanden hatte, ließ Diana sich 1996 scheiden. 2005 heirateten Camilla Parker Bowles und Prinz Charles. Da der Ex-Ehemann von Camilla Parker Bowles noch lebt, wurde die Trauung nur standesamtlich vollzogen. Die anglikanische Church of England versagt Geschiedenen, deren ehemalige Ehepartner noch leben, die kirchliche Hochzeit.

## Wir Wilden sind doch bessre Menschen!
Das Zitat stammt aus Johann Gottfried Seumes 1793 veröffentlichten Gedicht Der Wilde, das von den schlechten Erfahrungen eines Indianers vom Stamm der Huronen mit einem der angeblich zivilisierten Einwanderer erzählt. Das Gedicht schließt mit folgenden Worten:
„Ruhig ernsthaft sagte der Hurone:
Seht, ihr fremden, klugen, weisen Leute,
Seht, wir Wilden sind doch bessre Menschen;
Und er schlug sich seitwärts ins Gebüsche.“

## Wir winden dir den Jungfernkranz.
Dieser populäre Vers stammt aus Carl Maria von Webers Oper Der Freischütz, deren Text von Johann Friedrich Kind stammt, und wird gesungen vom Chor der Brautjungfern:
„Wir winden dir den Jungfernkranz mit veilchenblauer Seide;
Wir führen dich zu Spiel und Tanz, zu Glück und Liebesfreude!“
Das Lied erlangte bald Volksliedcharakter und war so populär, dass es Heinrich Heine unerträglich fand und sich folgendermaßen beklagte:
„Bin ich mit noch so guter Laune des Morgens aufgestanden, so wird doch gleich alle meine Heiterkeit fortgeärgert, wenn schon früh die Schuljugend, den ‚Jungfernkranz‘ zwitschernd, bei meinem Fenster vorbeizieht. Es dauert keine Stunde, und die Tochter meiner Wirtin steht auf mit ihrem ‚Jungfernkranz‘. Ich höre meinen Barbier den ‚Jungfernkranz‘ die Treppe heraufsingen. Die kleine Wäscherin kommt ‚mit Lavendel, Myrt’ und Thymian‘. So geht’s fort. Mein Kopf dröhnt. Ich kann’s nicht aushalten, eile aus dem Hause und werfe mich mit meinem Ärger in eine Droschke. Gut, daß ich durch das Rädergerassel nicht singen höre. Bei ***li steig’ ich ab. Ist’s Fräulein zu sprechen? Der Diener läuft. ‚Ja.‘ Die Türe fliegt auf. Die Holde sitzt am Pianoforte und empfängt mich mit einem süßen:
 ‚Wo bleibt der schmucke Freiersmann?
Ich kann ihn kaum erwarten.‘ – “
Der Liedanfang wird gelegentlich zitiert, um auf eine bevorstehende Hochzeit anzuspielen.

## Wir wollen niemals auseinandergehn.
Für den Schlager Wir wollen niemals auseinandergehn erhielt die Sängerin Heidi Brühl 1960 ihre erste Goldene Schallplatte. Das Lied beginnt mit der folgenden Strophe:
„Wir wollen niemals auseinander gehn,
Wir wollen immer zueinander stehn.
Mag auf der großen Welt auch noch so viel geschehn,
Wir wollen niemals auseinandergehn.
Unsre Welt bleibt so schön,
Wir wollen niemals auseinandergehn.“
Man zitiert den Titel auch als Vorsatz, niemals seine schlanke Figur zu verlieren.

## Wir wollen sein ein einzig Volk von Brüdern.

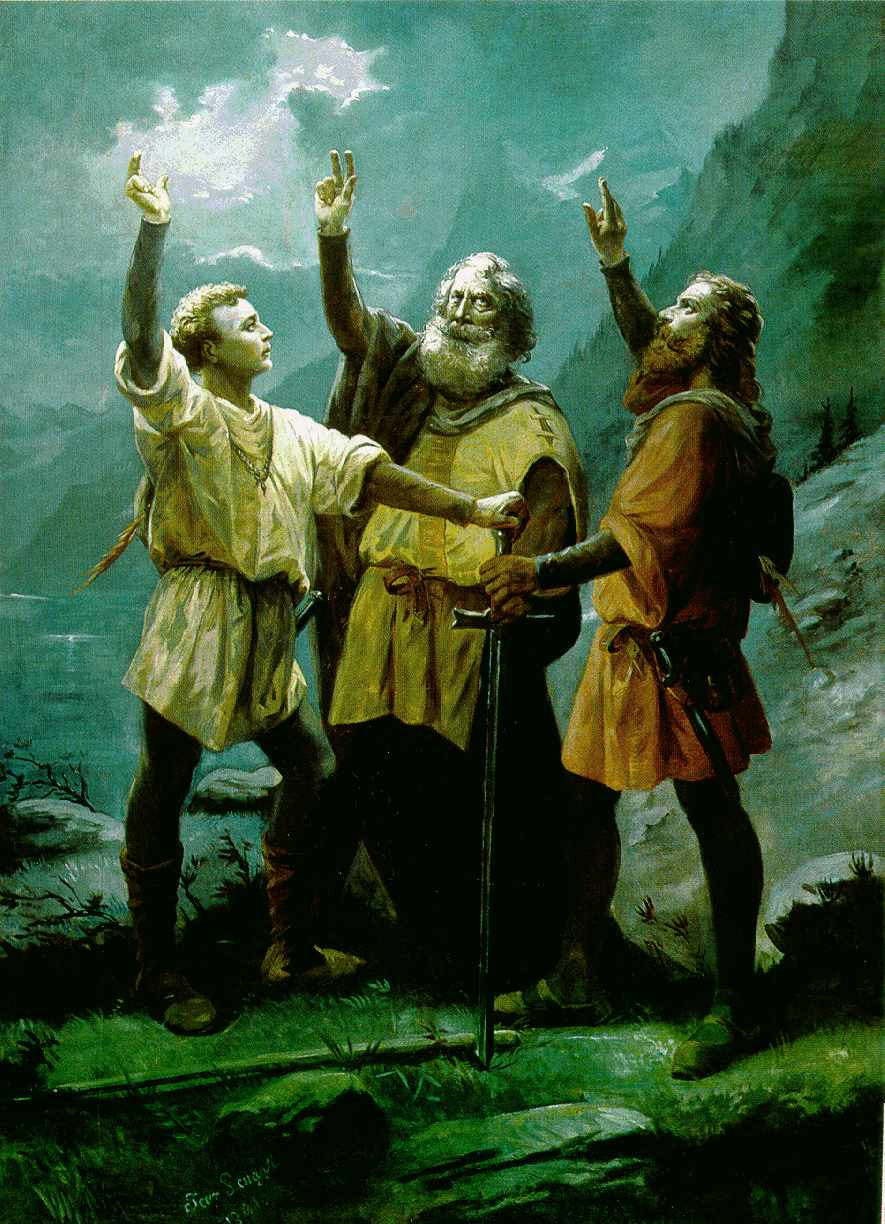
Rütlischwur

„Wir wollen sein ein einzig Volk von Brüdern“ ist der Anfang des Rütlischwur in Schillers Drama Wilhelm Tell:
Wir wollen sein ein einzig Volk von Brüdern,

in keiner Not uns trennen und Gefahr.

Wir wollen frei sein, wie die Väter waren,

eher den Tod, als in der Knechtschaft leben.

Wir wollen trauen auf den höchsten Gott

und uns nicht fürchten vor der Macht der Menschen.
Der Rütlischwur ist ein Schweizer Nationalmythos. Er besagt, dass Abgesandte aus den drei Urkantonen der Schweiz auf dem Rütli, einer abgelegenen Alpwiese am Vierwaldstättersee, einen Schwur leisteten, der ein Schutz- und Trutz-Bündnis besiegelte. Dieses Bündnis gilt im Volksmund als Gründung der Eidgenossenschaft.
Seit Aegidius Tschudi (Chronicon Helveticum) werden die Anführer dieser Abgesandten (die sogenannten Drei Eidgenossen) mit Werner Stauffacher von Schwyz, Walter Fürst von Uri und Arnold von Melchtal aus Unterwalden gleichgesetzt. Andere Varianten ersetzten Fürst durch Wilhelm Tell.
In der deutschen Übersetzung der Disney-Comics durch Erika Fuchs weigern sich die Drillinge Tick, Trick und Track, dem Wunsch ihres Onkels Donald Duck zu folgen und in die Badewanne zu steigen. Sie reichen sich die Hände und sprechen zusammen:
„Wir wollen sein ein einig Volk von Brüdern, in keiner Not uns waschen und Gefahr.“

## Wir wollten das Beste, aber es kam wie immer
„Wir wollten das Beste, aber es kam wie immer“ (Übersetzung aus dem Russischen) stammt von dem russischen Ministerpräsidenten Viktor Tschernomyrdin, der diesen Satz im Jahr 1993 in Bezug auf eine Währungsreform von sich gab. Solche und ähnliche Sprüche des Politikers sind als Chernomyrdinka in die russische Sprache eingegangen.

## Wir wollten Gerechtigkeit und bekamen den Rechtsstaat.
„Wir wollten Gerechtigkeit und bekamen den Rechtsstaat“ ist eine resignierte Feststellung der DDR-Bürgerrechtlerin Bärbel Bohley, mit der sie die Enttäuschung vieler ehemaliger Mitglieder der Bürgerbewegungen über die unzureichende juristische Aufarbeitung des DDR-Unrechts nach der Wiedervereinigung ausdrückte.

## Wissen ist Macht
Die griffige Formel „Wissen ist Macht“ (engl.: „Knowledge itself is power.“) stammt aus den Schriften des englischen Philosophen Francis Bacon. Im lateinischen Original heißt es: „Ipsa scientia potestas est“.
Bacon forderte damit, was später in der Aufklärung die Naturwissenschaft weitgehend bestimme: ihre praktische Nutzanwendung. Ziel der Wissenschaft sei Naturbeherrschung im Interesse des Fortschritts. Der Mensch könne die Natur jedoch nur dann beherrschen, wenn er sie kenne:

„Die Natur wird nur durch Gehorsam gebändigt.“

Bacon formulierte dieses griffige Diktum allerdings vorsichtiger:

„Wissenschaft und menschliche Potenz kommen insofern zusammen, als Unkenntnis der Ursache die Wirkung zunichte macht.“

Die erkannte Ursache einer Wirkung ist Voraussetzung dafür, Wirkzusammenhänge auch vorsätzlich hervorzubringen.
Kabarettisten, die sich über die angebliche Ahnungslosigkeit des deutschen Kanzlers Helmut Kohl lustig machten, bildeten daraus „Weiß nichts, macht nichts!“.
Ein alter Spontispruch lautet: „Wissen ist Macht, aber nichts wissen macht auch nichts!“ Eine andere Abwandlung lautet: „Wissen ist Macht! Also: Wer viel weiß, muss auch viel machen!“

## Wissen, wo der Schuh drückt
„Nicht wissen (oder Wissen), wo einen der Schuh drückt“ stammt von Plutarch, der in seinen Vorschriften für Eheleute (Coniugalia praecepta) erzählt, der römische General Paulus Aemilius habe auf die Vorwürfe seiner Freunde, dass er sich von seiner untadeligen Frau habe scheiden lassen, seinen Schuh vorgestreckt und gesagt:
„Auch dieser Schuh ist schön anzusehen und neu, aber niemand weiß, wo er mich drückt.“
Die Redewendung wird in unterschiedlichen Variationen gebraucht, wie zum Beispiel:
- „Nur wir wissen, wo der Schuh drückt.“
- „Ich will wissen, wo der Schuh drückt.“
- „Wo im Studium der Schuh drückt“

## Wo bleibt das Positive?
„Wo bleibt das Positive?“ ist ein Zitat aus Erich Kästners Gedichtband Ein Mann gibt Auskunft aus dem Jahr 1930. Er enthält ein Gedicht mit dem Titel Und wo bleibt das Positive, Herr Kästner?, dessen erste Strophe folgendermaßen lautet:
Und immer wieder schickt ihr mir Briefe,

in denen ihr, dick unterstrichen, schreibt:

‚Herr Kästner, wo bleibt das Positive?‘

Ja, weiß der Teufel, wo das bleibt.
Kästner erklärt hier, dass er es für unangemessen hält, angesichts des traurigen Zustandes der Welt fröhliche Lyrik zu verfassen. Heute wird der verkürzte Titel des Gedichts zitiert, wenn jemand ausschließlich Negatives berichtet.
Unter der Überschrift Wo bleibt das Negative, Herr Diekmann? kommentiert das Magazin Der Spiegel eine Aktion der Bild-Zeitung, ihren Lesern zu Weihnachten 2002 eine Ausgabe mit ausschließlich guten Nachrichten zu präsentieren:
„Wo bleibt das Positive, Herr Kästner“ – die Frage eines Lesers an den Schriftsteller und Journalisten Erich Kästner steht synonymhaft für das Dilemma aller Medien: Die meisten Nachrichten – ob Kriege, Flugzeugabstürze oder Wirtschaftskrise – sind negativ. Die „Bild“, als Deutschlands Boulevardblatt Nummer eins vor allem für Sensationsjournalismus bekannt, wollte zu Weihnachten jetzt beweisen, dass es auch anders geht.

## Wo die Welt mit Brettern vernagelt ist.

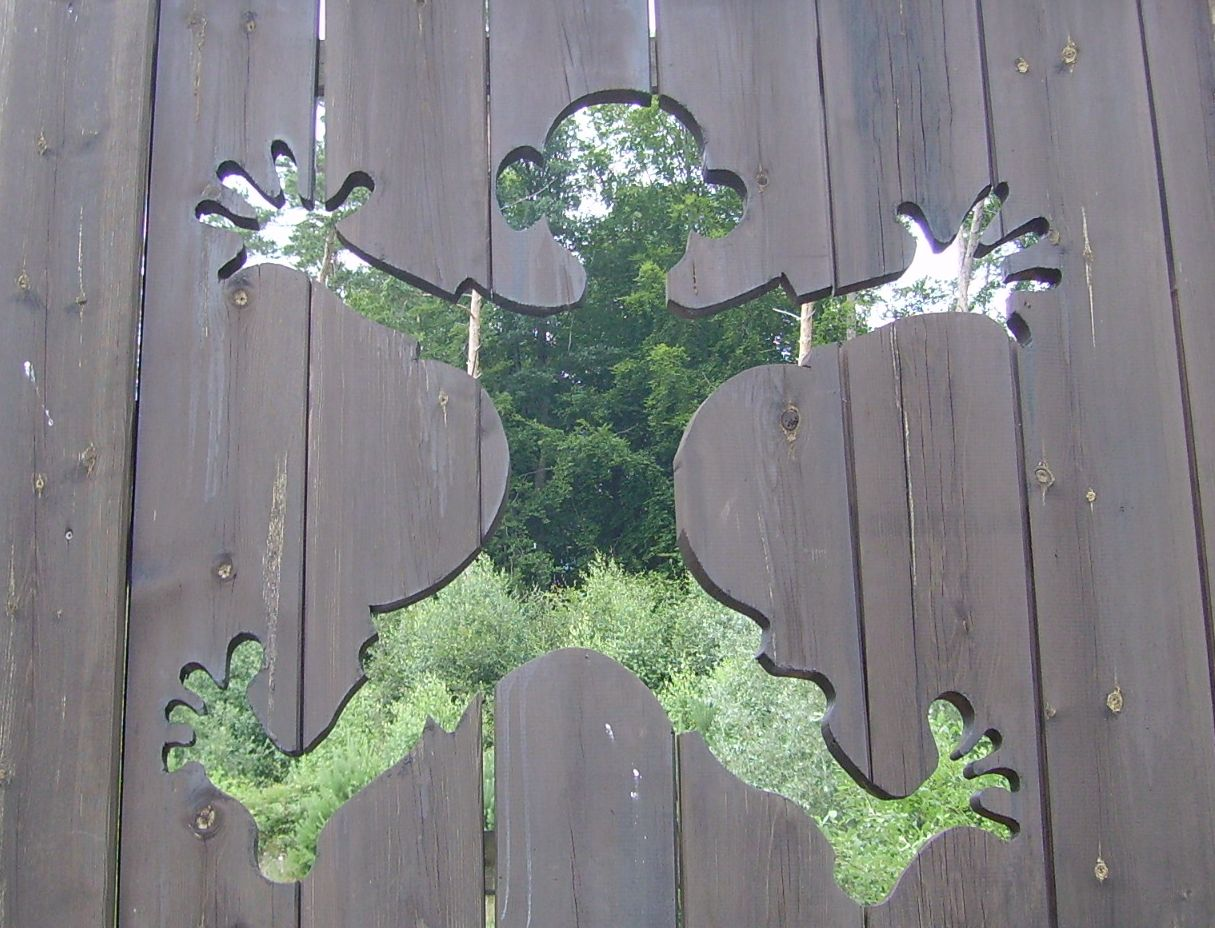
Der Zaun am Ende der Welt?

Johannes Olorinus Variscus erzählt 1609 in seiner Ethographia Mundi unter anderen Lügengeschichten, dass jemand ans Ende der Welt gekommen sei und dort „die Welt mit Brettern verschlagen“ gefunden habe.
Die bildliche Wendungen „die Welt ist hier mit Brettern vernagelt“ bedeutet so viel wie hier geht es nicht weiter oder hier ist nichts los.
In dem Buch Der Zaun am Ende der Welt von Reinhard Kaiser heißt es unter der Überschrift Mit Büchmann unterwegs:
„Jeder weiß, daß die Welt an ihrem Ende mit Brettern vernagelt ist. Und jeder weiß auch, daß dies nicht stimmt. Denn erstens gibt es auf unserem Erdball kein Ende und zweitens an diesem Ende keinen Zaun. Dennoch erfreut sich dieser doppelte Verstoß gegen die Wahrscheinlichkeit großer Beliebtheit. Die Behauptung, am Ende der Welt sei ein Zaun errichtet, ist einer unserer Lieblingsirrtümer, eine jener exemplarischen Unwahrheiten, die nur wegen ihrer Lügenhaftigkeit vorgebracht werden oder um die Leichtgläubigkeit der Kinder auf die Probe zu stellen. Auch führen die Erwachsenen den Zaun am Ende der Welt manchmal zum Beweis dessen an, daß alles seine Grenzen habe.“

## Wo ich sitze, ist immer oben.
Mit diesen Worten erklärte Otto von Bismarck selbstbewusst, dass er sich auf Grund seiner Bedeutung als Reichskanzler nicht um die Tischordnung kümmere. Als Königin Augusta von Sachsen-Weimar-Eisenach, die Frau Wilhelms I., beanstandete, dass die Frauen der Minister, vor allem die Frau Bismarcks, weiter oben säßen, als es ihnen dem Rang nach zustände, sagte Bismarck, dem dies zugetragen wurde:
„Meine Frau gehört zu mir und darf nicht schlechter placiert werden als ich. Mich aber können Sie hinsetzen, wo es Ihrer Majestät beliebt. Wo ich sitze, ist immer oben.“
Diese Bemerkung geht auf eine Stelle in der spanischen Literatur zurück, in der erzählt wird, dass sich der Herzog und Don Germanus von La Mancha darüber stritten, wer am Tisch oben sitzen solle. Dazu wird folgende Anekdote erzählt:
„Es war einmal ein Bauer, der einen Junker zu sich ins Haus eingeladen hatte. Üblicherweise sass der Hausherr zuoberst am Tische, was aber auch für die Junker galt. So gerieten sie in den Streit, wessen Anrecht auf den Platz oben am Tisch nun vorgehen solle, und da beide sehr unnachgiebig waren und jeder dem anderen den Vorzug gewähren wollte zeichnete sich kein Ende ab, bis schliesslich der Bauer dem Junker beide Hände auf die Schultern legte, ihn mit Gewalt auf den Stuhl niedersetze und zu ihm sagte: ‚Setz dich du Lümmel, denn wo ich sitze, ist immer oben.‘“

## Wo laufen sie denn?
„Wo laufen sie denn?“ ist die wiederholte Frage eines völlig unbedarften Zuschauers auf einer Pferderennbahn in dem 1926 entstandenen Sketch Rennbahngespräche von Wilhelm Bendow und Paul Morgan, von dem es verschiedene Fassungen gibt (so eine von 1946 von Bendow und Franz-Otto Krüger). Der Humorist Loriot verwendete diesen Sketch als Tonspur für einen Trickfilm und verhalf der Phrase „Ja, wo laufen sie denn, wo laufen sie denn hin?“ damit zu großer Bekanntheit.
„Wo laufen sie denn? Mein Gott, bei mir ist alles dunkel, was ist denn das? Ach, ich hab das Glas verkehrt rum … Na, das kann ja mal passieren … Wo laufen sie denn, wo laufen sie denn … Mein Gott, wo laufen sie denn? Wo laufen sie denn? Ahh!! Hab ich’n Schreck gekriegt! Ich seh immer nur Ihr albernes Gesicht!“

## Wo man singt, da lass dich ruhig nieder.
Diese Worte stammen aus dem Gedicht Die Gesänge von Johann Gottfried Seume, dessen erste Strophe so beginnt:
Wo man singet, lass dich ruhig nieder,

Ohne Furcht, was man im Lande glaubt,

Wo man singet, wird kein Mensch beraubt;

Bösewichter haben keine Lieder.
Meist werden die erste und die letzte Zeile zusammen in leicht variierter Form zitiert:
„Wo man singt, da lass dich ruhig nieder; böse Menschen haben keine Lieder.“
Dieser Gedanke wird vor Seume bereits bei den verschiedenen Autoren ausgesprochen. In dem Lied Frau Musica von Martin Luther heißt es zum Beispiel:
Hie kann nicht sein ein böser Mut,

Wo da singen Gesellen gut.
In dem Film Leben und sterben lassen von 1973 aus der Reihe der James-Bond-Filme parodiert Roger Moore als James Bond diesen Ausspruch. Nachdem der mit einem Metallarm ausgestattete Tee Hee seine Pistole verbogen und danach lachend den Raum verlassen hat, wirft Roger Moore seine eigene Waffe, eine Walther PPK, mit dem Satz: „Wo man lacht, da lass dich ruhig nieder. Böse Menschen lachen immer wieder“ in den Papierkorb.
In Uwe Dicks Sauwaldprosa ist der Satz zeitgemäß abgewandelt zu: „Wo man singt, da lass dich ruhig nieder. Doch prüf die Texte hin und wieder.“

## Wo Recht zu Unrecht wird, wird Widerstand zur Pflicht.
Diese Parole wurde Anfang der 1970er Jahre in der Anti-Atomkraft-Bewegung gegen das geplante Kernkraftwerk in Wyhl populär. Sie wird häufig irrtümlich Bertolt Brecht zugeschrieben.

## Wo rohe Kräfte sinnlos walten
Der Vers „Wo rohe Kräfte sinnlos walten“ stammt aus Schillers Gedicht Lied von der Glocke, in dem der Meister vom Guss der Glocke berichtet, die nach dem Erkalten der Form erkaltet leicht zerbrechen kann:
Wo rohe Kräfte sinnlos walten,

Da kann sich kein Gebild gestalten.
Schiller nahm mit dieser Feststellung auch Bezug auf die Französische Revolution, deren Auswüchse er verurteilte.
Heute verwendet man das Zitat scherzhaft, wenn jemand vergeblich versucht, etwas mit Gewaltanwendung zu erreichen. Eine umgangssprachliche Umdichtung ist:
Wo rohe Kräfte sinnlos walten, da kann kein Knopf die Hose halten.

## Wo steht das geschrieben?
Mit der Frage „Wo stehet das geschrieben?“ leitet Martin Luther im Kleinen Katechismus die biblische Begründung für seine Erklärungen zu Taufe, Abendmahl und Sündenvergebung ein:
„Was bedeutet denn solch Wassertaufen?
Es bedeutet, dass der alte Adam in uns durch tägliche Reue und Buße soll ersäuft werden und sterben mit allen Sünden und bösen Lüsten; und wiederum täglich herauskommen und auferstehen ein neuer Mensch, der in Gerechtigkeit und Reinheit vor Gott ewiglich lebe.
Wo steht das geschrieben?
Der Apostel Paulus spricht zu den Römern im sechsten Kapitel: Wir sind mit Christus begraben durch die Taufe in den Tod, damit, wie Christus auferweckt ist von den Toten durch die Herrlichkeit des Vaters, auch wir in einem neuen Leben wandeln.“
Mit den Worten „Wo steht es?“ (altgriechisch: Ποῦ κεῖται; – Pou keitai?) zweifelten die Anhänger des griechischen Philosophen Epikur, denen ein ängstlicher Dogmatismus nachgesagt wurde, neu gewonnene Erkenntnisse an.
Heute verwendet man die Worte „Wo stehet das geschrieben?“ als rhetorische Frage, um auszudrücken, dass es keine Vorschrift gibt, die das eigene Handeln verbiete.
Im 3. Akt von Leo Falls Operette Der liebe Augustin wird das Zitat ins Lächerliche gezogen:
„Wo steht denn das geschrieben
Du darfst nur eine lieben?
Man schwärmt ja oft für mehrere,
mal Leichtere, mal Schwerere…“

## Wo viel Licht ist, ist auch viel Schatten.
Diese Feststellung findet sich in Goethes Drama Götz von Berlichingen, wo Götz im ersten Akt auf Weislingens Wunsch, Gott möge ihn viel Freude an seinem Sohn erleben lassen, skeptisch entgegnet:

„Wo viel Licht ist, ist starker Schatten – doch wär mir’s willkommen. Wollen sehen, was es gibt.“

Sprichwörtlich wird dieser Satz heute gebraucht im Sinne von „wo es viel Positives gibt, gibt es auch viel Negatives“.

## Wo warst du, Adam?

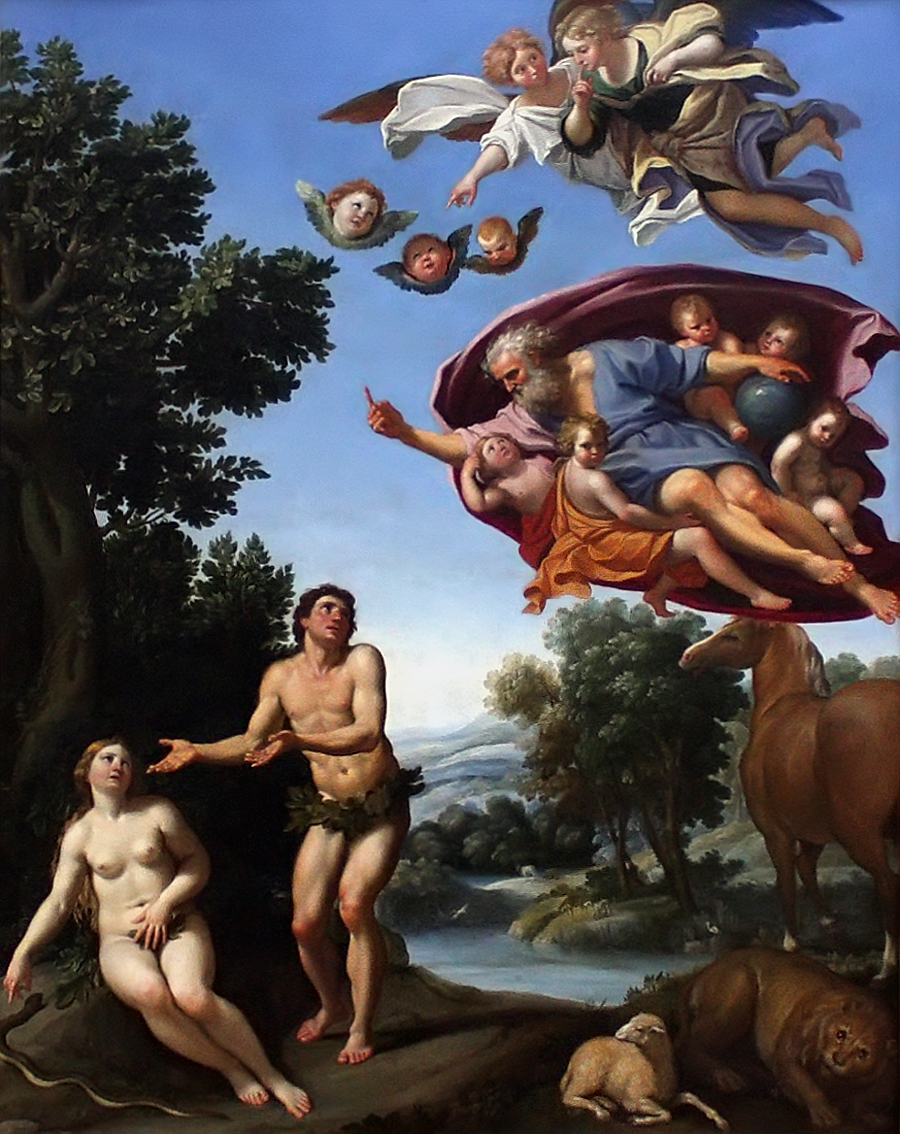
Adam und Eva nach dem Sündenfall (Adam schiebt die Schuld auf Eva.)
(Domenico Zampieri, 1620)

Wo warst du, Adam? ist der Titel eines Romans von Heinrich Böll aus dem Jahr 1951. Böll überschreibt seinen Antikriegsroman mit der formelhaften Aussage aus den Tag- und Nachtbüchern des Schriftstellers und Kulturkritikers Theodor Haecker:
Wo warst du, Adam?

Ich war im Weltkrieg
Diese Frage verfolgt den Weg des Soldaten Feinhals von der Ostfront bis auf die Schwelle seines Elternhauses:

„Eine Weltkatastrophe kann zu manchem dienen. Auch dazu, ein Alibi zu finden vor Gott. Wo warst du, Adam?, Ich war im Weltkrieg!“

Die Frage an Adam geht auf eine Stelle im Alten Testament (1. Buch Mose 3,9) zurück, wo Gott nach Adam ruft, der sich nach dem Essen vom Baum der Erkenntnis im Paradies vor Gott verborgen hat:
9 Und Gott der HERR rief Adam und sprach zu ihm: Wo bist du?

10 Und er sprach: Ich hörte deine Stimme im Garten, und ich fürchtete mich, denn ich bin nackt, und ich versteckte mich.

11 Und er sprach: Wer hat dir kundgetan, daß du nackt bist? Hast du gegessen von dem Baume, von dem ich dir geboten habe, nicht davon zu essen?

12 Und der Mensch sprach: Das Weib, das du mir beigegeben hast, sie gab mir von dem Baume, und ich aß.

## Wo wir hinfahren, brauchen wir keine Straßen.
Der Satz: „Wo wir hinfahren, brauchen wir keine Straßen.“ stammt aus dem Film Zurück in die Zukunft von 1985. Doc Emmet Brown, gespielt von Christopher Lloyd, gibt diesen Satz als Antwort auf Marty McFlys (Michael J. Fox) Anmerkung, dass die Straße für die Zeitreise in das fiktive Jahr 2015 zu kurz ist, da man auf ihr nicht schnell genug die geforderten 141 km/h erreichen könne.
Ronald Reagan benutzte diesen Satz 1986 in der State of the Union Address.

## Wohlauf, die Luft geht frisch und rein!

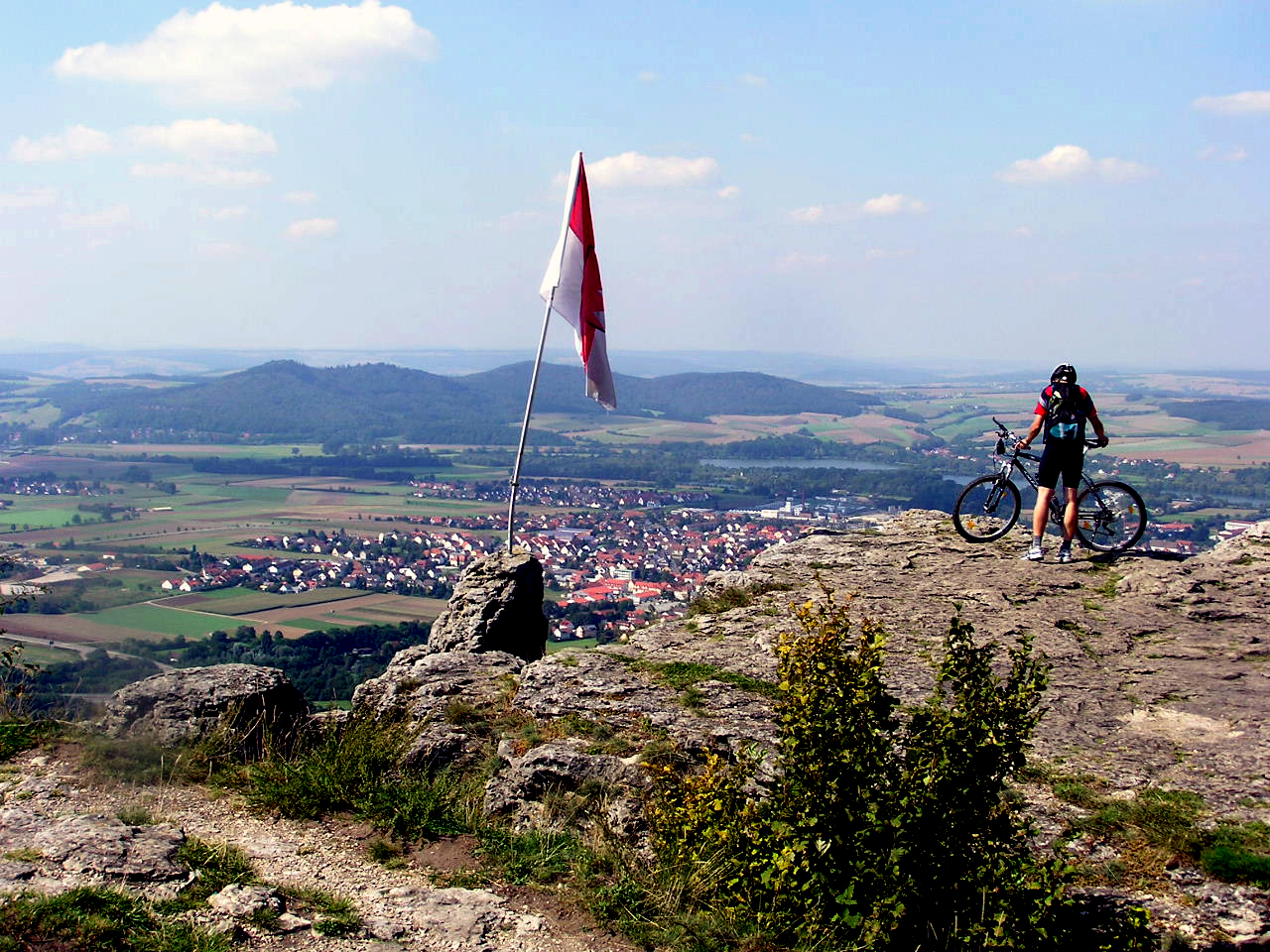
Staffelberg mit Frankenfahne

Mit diesem Ausruf beginnt das so genannte Lied der Franken, das Joseph Victor von Scheffel im Sommer 1859 unter dem Titel Wanderlied im oberfränkischen Kloster Banz schrieb und das die Franken als ihre „heimliche Nationalhymne“ betrachten. Es beginnt mit den folgenden Versen:
Wohlauf, die Luft geht frisch und rein!

Wer lange sitzt, muss rosten.

Den allerschönsten Sonnenschein,

Lässt uns der Himmel kosten.
Das Lied wird bei offiziellen Anlässen, meist nach der deutschen Nationalhymne und der Bayernhymne, gesungen.

## Wohlstand für alle!
Wohlstand für Alle! forderte der deutsche Wirtschaftspolitiker Ludwig Erhard, der Begründer der Sozialen Marktwirtschaft, in einem Buch dieses Titels:
„‚Wohlstand für alle‘ und ‚Wohlstand durch Wettbewerb‘ gehören untrennbar zusammen; das erste Postulat kennzeichnet das Ziel, das zweite den Weg, der zu diesem Ziel führt.“
Erhard selbst schreibt zu diesem Schlagwort:
„Schon der Titel dieses Buches ‚Wohlstand für Alle‘ ist voller Problematik, denn es entspricht beileibe nicht meiner Überzeugung, daß selbst mit der Erreichung dieses Ziels dem deutschen Menschen auch schon Glück und Zufriedenheit beschert wären und Wohlstand für Alle ausreichen könnte, um die gesellschaftliche Harmonie zu verbürgen.“
Neben der These „Wohlstand für alle“ sah Erhard eine weitere These „Eigentum für jeden“. Auf dem Weg über immer breiter gestreutes Privateigentum sollte das Selbstbewusstsein geweckt und der Bürgersinn gestärkt werden.
Denselben Titel trug eine anarchistische Zeitschrift Anfang des 20. Jahrhunderts.

## Wollt ihr den totalen Krieg?
Die rhetorische Frage „Wollt ihr den totalen Krieg?“ stammt aus der Sportpalastrede, die der deutsche Reichspropagandaminister Joseph Goebbels am 18. Februar 1943 im Berliner Sportpalast hielt. Goebbels stellte zehn Fragen zum Vorhandensein der Kampfesbereitschaft, deren vierte so lautete:
Die Engländer behaupten, das deutsche Volk wehrt sich gegen die totalen Kriegsmaßnahmen der Regierung. Es will nicht den totalen Krieg, sagen die Engländer, sondern die Kapitulation. Ich frage euch: Wollt ihr den totalen Krieg? Wollt ihr ihn, wenn nötig, totaler und radikaler, als wir ihn uns heute überhaupt erst vorstellen können?
Nach dem Rückschlag in Stalingrad sollte eine rhetorische Tat die Entschlossenheit des Volkes zum Sieg wieder festigen. Es dauerte noch ein volles Jahr und fünf Monate, bis Hitler auch formal den totalen Krieg befahl.

## Wörterbuch des Unmenschen
Das Wörterbuch des Unmenschen wurde zwischen 1945 und 1948 von Dolf Sternberger mit Gerhard Storz und Wilhelm E. Süskind für die Zeitschrift Die Wandlung erstellt und 1957 unter dem Titel Aus dem Wörterbuch des Unmenschen in Buchform veröffentlicht.
Sie untersuchen darin anhand von 28 Begriffen die Sprache der Nationalsozialisten, die bis in die Gegenwart wirkt. Sternberger schrieb in seinem Vorwort zur Buchausgabe von 1957:

„Das Wörterbuch des Unmenschen ist das Wörterbuch der geltenden deutschen Sprache geblieben, …“

Es finden sich Kommentare zu Wörtern und deren spezifische Ausrichtung, also ihren Missbrauch bzw. Gebrauch im Nationalsozialismus:
Anliegen, Ausrichtung, Betreuung, charakterlich, durchführen, echt, einmalig, Einsatz, Frauenarbeit, Gestaltung, herausstellen, intellektuell, Kulturschaffende, Lager, leistungsmäßig, Mädel, Menschenbehandlung, organisieren, Problem, Propaganda, querschießen, Raum, Schulung, Sektor, tragbar, untragbar, Vertreter, wissen um, Zeitgeschehen.
Wenn man heute bestimmte Ausdrücke als inhuman kennzeichnen will, kann man darauf hinweisen, sie könnten „aus dem Wörterbuch des Unmenschen“ stammen. Beispiele dafür sind Ausdrücke wie sozialverträgliches Frühableben, ethnische Säuberung und Sozialmüll.

## Wovon man nicht sprechen kann, darüber muss man schweigen.
Dieser viel zitierte Satz stammt aus dem letzten Abschnitt des Tractatus logico-philosophicus, dem ersten Hauptwerk des österreichischen Philosophen Ludwig Wittgenstein.
Damit ist nicht gemeint, dass bestimmte Wahrheiten besser unerwähnt bleiben, sondern dass das, was Sprechen oder Denken ermöglicht, nicht dessen Gegenstand sein kann. Wittgenstein selbst glaubte mit dem Tractatus alle philosophischen Probleme gelöst zu haben und zog sich darum für einige Jahre aus der Philosophie zurück.
Diesem siebten Hauptsatz Wittgensteins trat der Kunsthistoriker Ernst Gombrich in seinem Werk Ornament und Kunst. Schmucktrieb und Ordnungssinn in der Psychologie des dekorativen Schaffens entschieden entgegen, indem er sich gegen die Auffassung wendet, dass nicht erörterbar sei, was man nicht genau bezeichnen könne:
„Glücklicherweise ist die verbreitete Meinung unrichtig, dass man über das, was man nicht definieren kann, auch nicht sprechen kann.“

## Wrdlbrmpfd

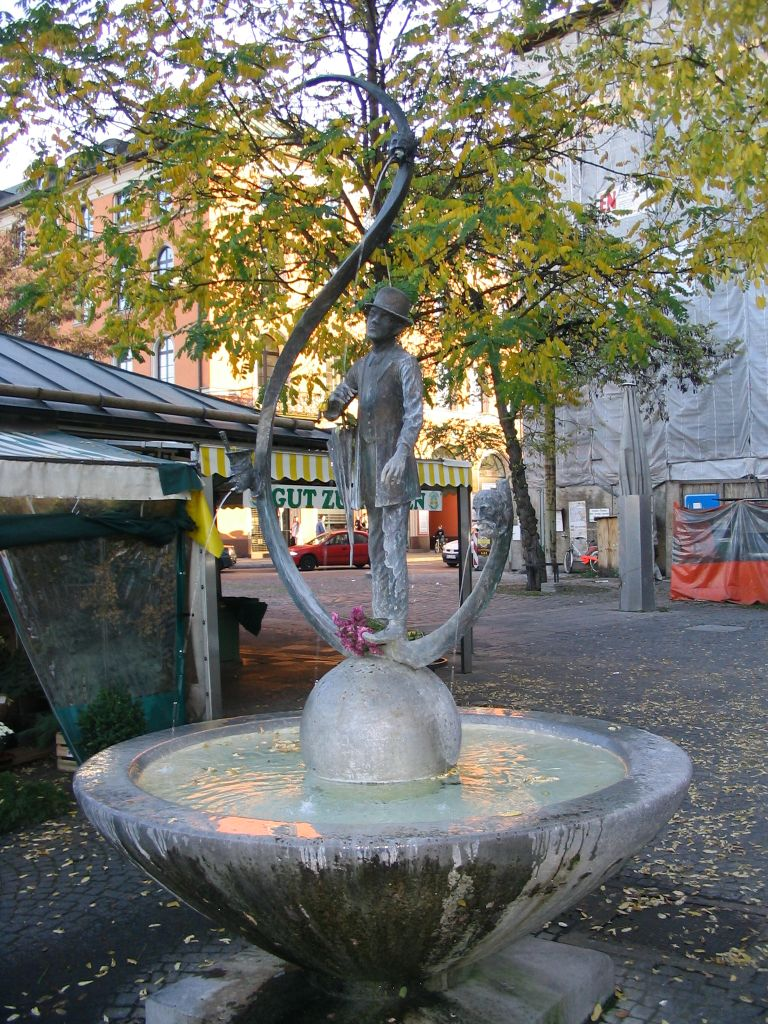
Karl-Valentin-Brunnen auf dem Viktualienmarkt

Dieses Wortungeheuer stammt aus dem Sketch Der Radfahrer des Münchner Komikers Karl Valentin, worin ein Radfahrer von einem Schutzmann angehalten wird, weil er verbotenerweise eine Autohupe und eine Fahrradglocke benutzt hat. Auf die Frage nach seinem Namen sagt der Radfahrer Wrdlbrmpfd und kommt ungeschoren davon, weil der Schutzmann das nicht schreiben kann:
Schutzmann: „Wie heißen Sie denn?“

Valentin: „Wrdlbrmpfd.“

Schutzmann: „Wie?“

Valentin: „Wrdlbrmpfd.“

Schutzmann: „Wadlstrumpf?“
…
Schutzmann: „So ein saublöder Name! – Schaun S’ jetzt, daß Sie weiter kommen.“
In einer Beschreibung des Karl-Valentin-Brunnens in Alfons Schweiggerts Großem Buch vom Viktualienmarkt heißt es:
„Die Fragwürdigkeit der Welt und die Fragwürdigkeit der Fragen an sie unterstreichen auch die vier kleinen Masken auf dem Bogen. Drei davon stellen Valentins berühmte Rollen dar, als Mixtum compositum aus dem Radfahrer ‚Wrdlbrmpfd‘, dem bärtigen Vater aus dem ‚Firmling‘ und dem Gendarm aus den ‚Raubrittern vor München‘.“

## Wunderlicher Heiliger
Ein „wunderlicher Heiliger“ ist heute ein seltsamer Mensch oder ein Sonderling. Der Ausdruck geht jedoch auf Psalm 4,4 im Alten Testament zurück, der nach der Lutherübersetzung lautet:
Erkennet doch, dass der Herr seine Heiligen wunderlich führet.
Für Martin Luther war „wunderlich“ noch gleichbedeutend mit „wunderbar“ und so heißt es auch in der revidierten Fassung. Danach war „ein wunderlicher Heiliger“ eigentlich ein „Wunder wirkender Heiliger“.
Der Germanist und Erzählforscher Heinz Rölleke weist darauf hin, dass Wilhelm Grimm ab der Zweitauflage exzessiv „Sprüche und eigentümliche Redensarten des Volks, auf die ich immer horche“ in die Erzählungen eintrug. Das dürfte auch das Märchen um Bruder Lustig, sein praktisches Denken, seine Großzügigkeit und kumpelhafte Art gegenüber Heiligen und Teufeln betreffen:

„‚es ist gut, dass er abtrabt, es ist doch ein wunderlicher Heiliger‘ […] ‚was der für Mucken im Kopf hat, denn was er mit der einen Hand gibt, das nimmt er mit der andern: da ist kein Verstand drin‘ […]“